# YOHO MALL 形點

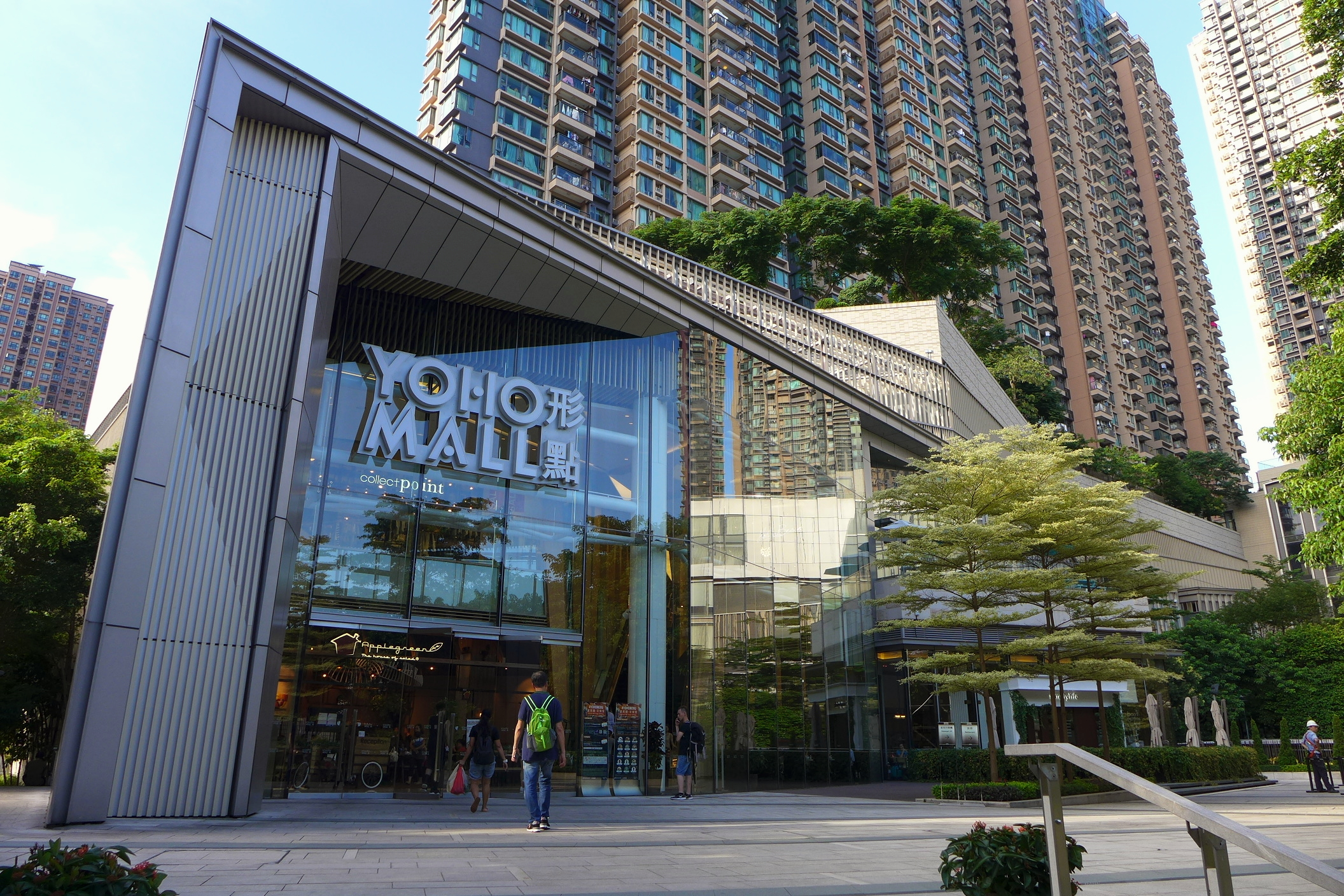
YOHO MALL I 形點I的入口

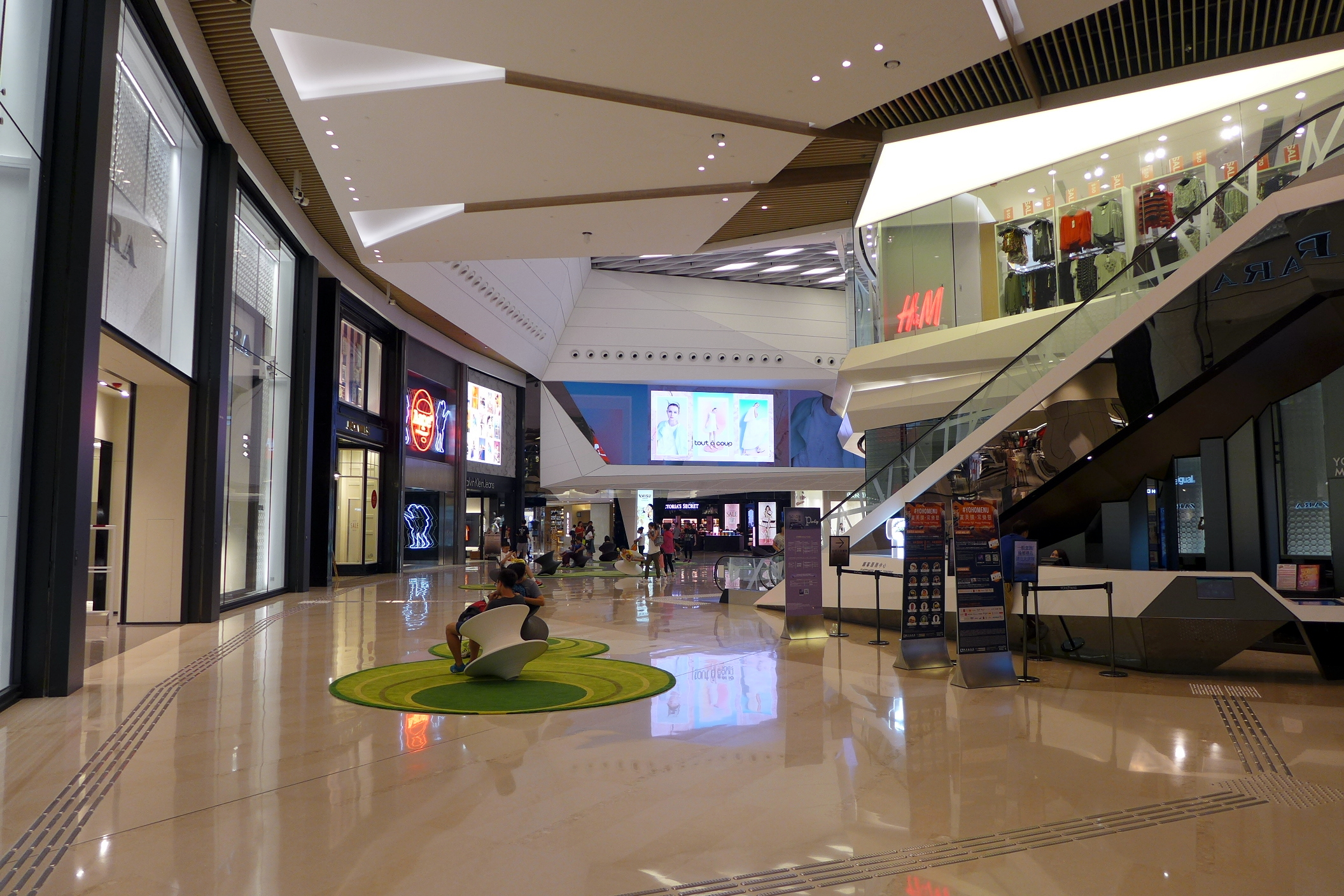
YOHO MALL I 形點I商場中庭

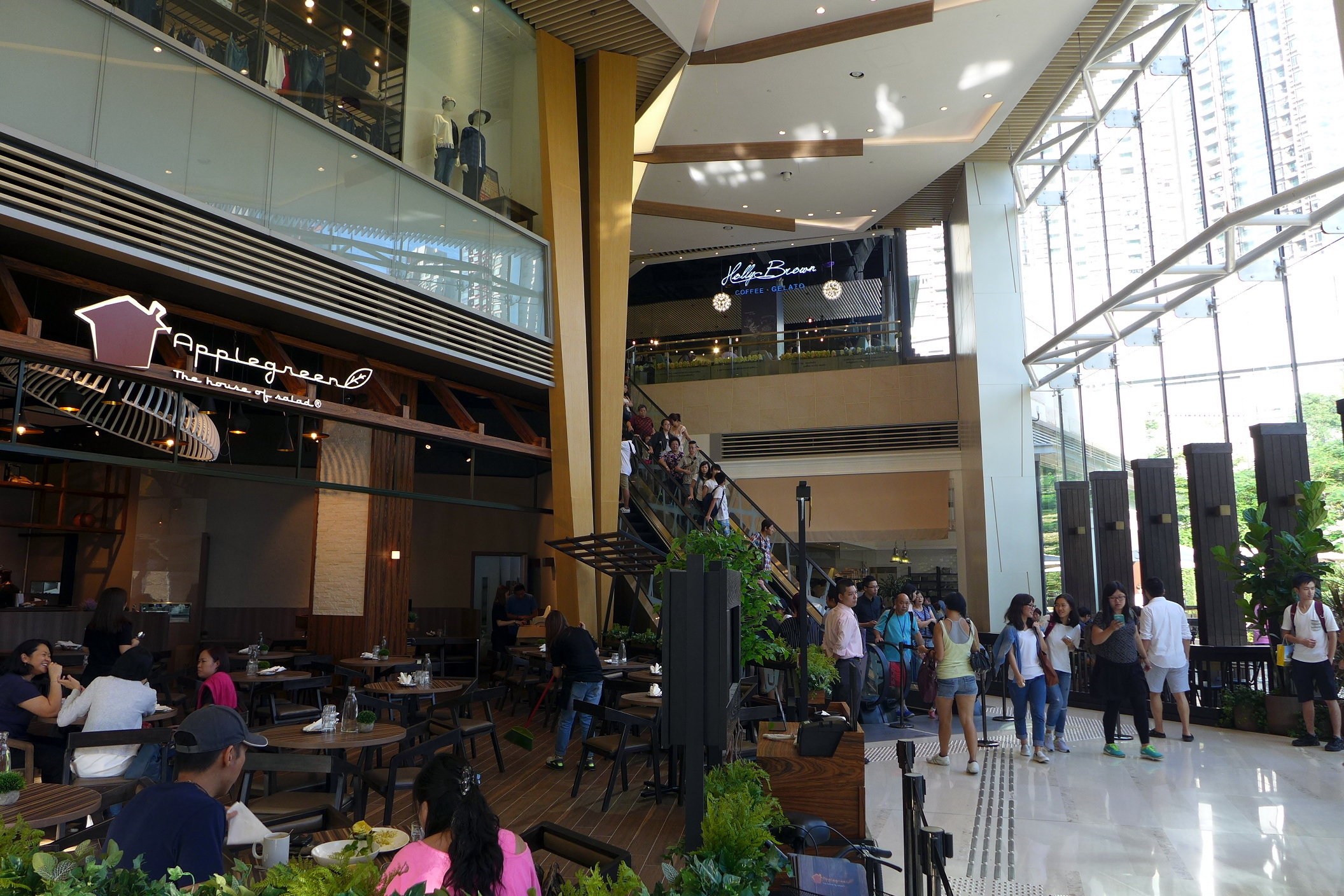
YOHO MALL I 形點I地下入口中庭

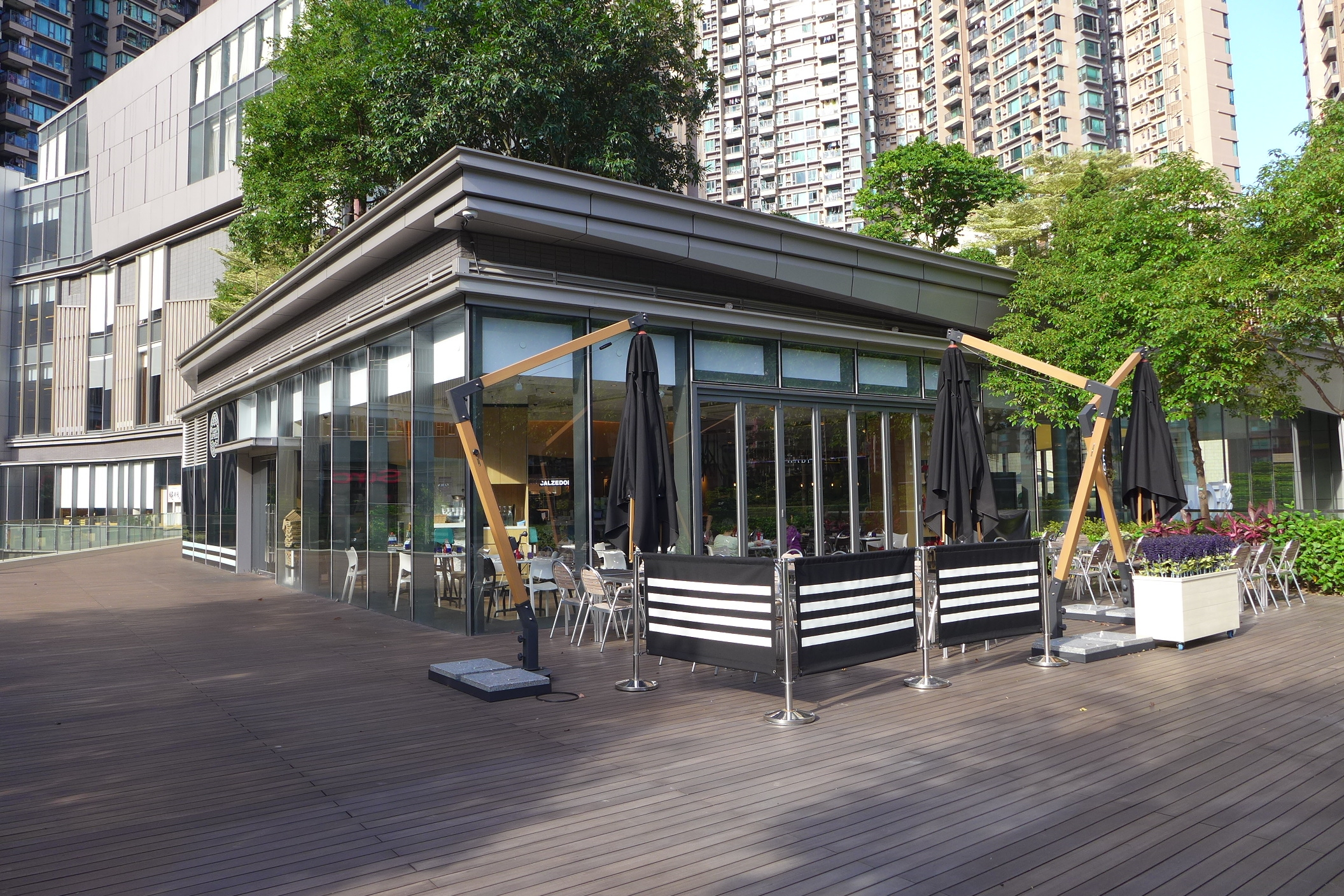
YOHO MALL 形點戶外平台不設公共座位讓遊人休憩，需到餐廳消費才可坐下

YOHO MALL 形點（英語：YOHO MALL）是由新鴻基地產發展的大型購物商場群，位於香港新界元朗雞地，鄰近港鐵屯馬綫元朗站，是新鴻基地產YOHO系列地產發展項目的一部分。
商場佔地110萬方呎，是新界西和新界北面積最大旗艦商場；整個商場分四期興建，目前第三期還會擴建，第四期商場興建中。北部都會區於2021年成立，YOHO MALL暫時是該區最大的購物中心（第二大上水廣場）。

## 歷史
YOHO Midtown商場早於2010年10月落成，原打算空置至2013年正式啟用。但其後發展商希望待YOHO第二期商場落成後，連同翻新後的新元朗中心商場一同啟用，以增加商場吸引力。有報導指根據差餉物業估價署資料推斷，發展商此舉將導致少收數以億元計的商場租金。新鴻基地產在2015年4月20日宣佈，YOHO Midtown商場將於2015年第3季率先啟用，並連同新元朗中心商場成為YOHO Mall 形點一期。期間商場多個位置，包括洗手間亦進行局部翻新工程。工程包括更換地台，外牆和假天花設計。而YOHO第二期商場（Grand YOHO Development）則被視作YOHO Mall I的擴展部分（YOHO Mall 形點二期），原預計最快於2017年3月啟用，現延遲至同年第三季啟用。
YOHO Midtown商場在2013年10月15日起進行重舖地台及翻新假天花工程，已於2015年9月1日開業。另一方面，自2011年下半年起，新地亦斥資約3.6億元為新元朗中心商場分為三個階段進行翻新工程。商場第一期翻新部份於2013年11月開業。第二期翻新部份於2014年12月完成，商店於2015年1月中至2月陸續開業（已延期）。第三期翻新部份於2016年2月完成，商店於同年3月中至4月陸續開業。
The YOHO Hub基座商場「YOHO MIX 元點」及交通廣場翻新項目「YOHO PLUS 加點」於2024年6月1日開幕，其中「YOHO PLUS 加點」早於2024年5月下旬試業。

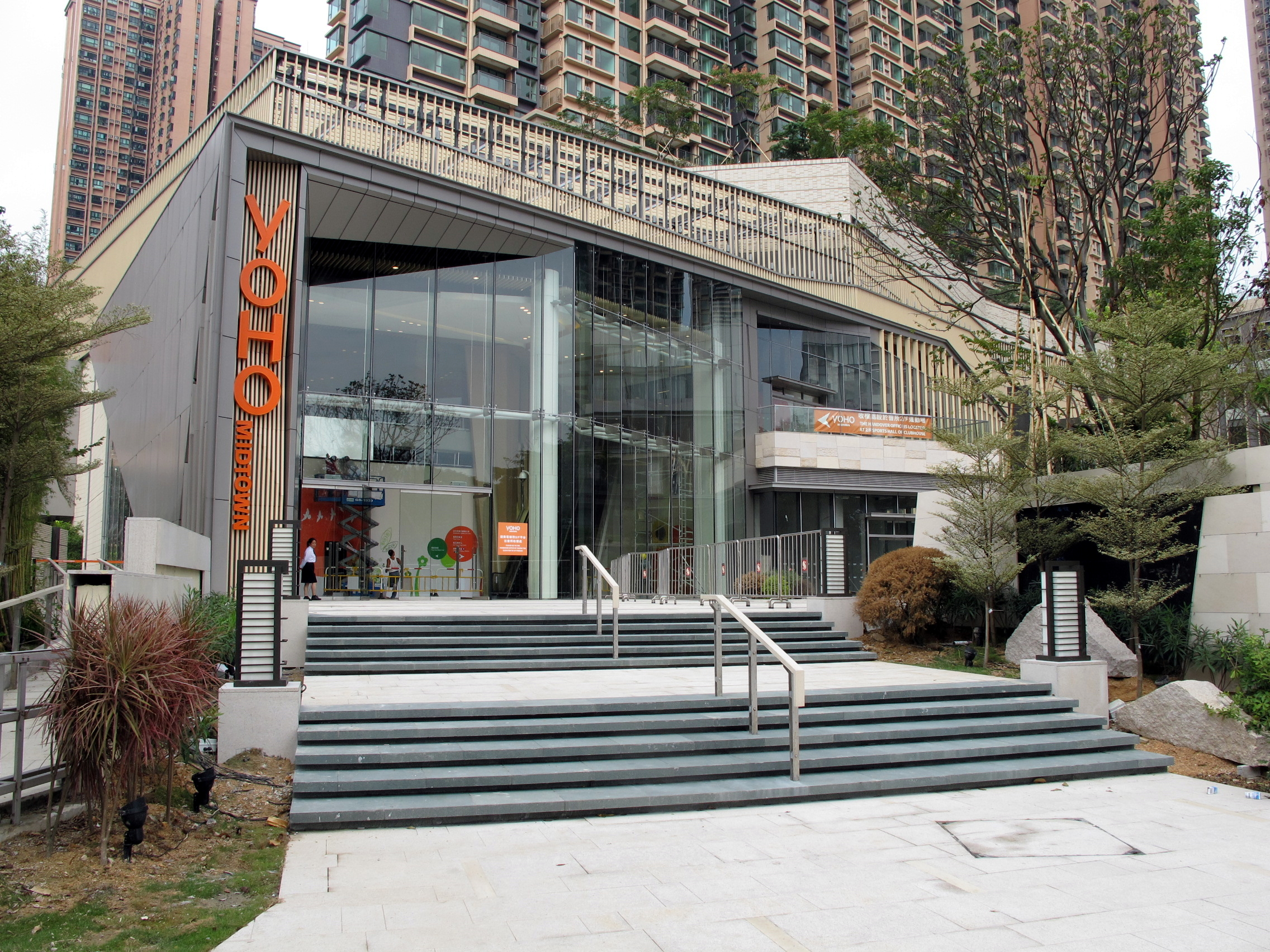
Yoho Midtown商場入口（2010年）
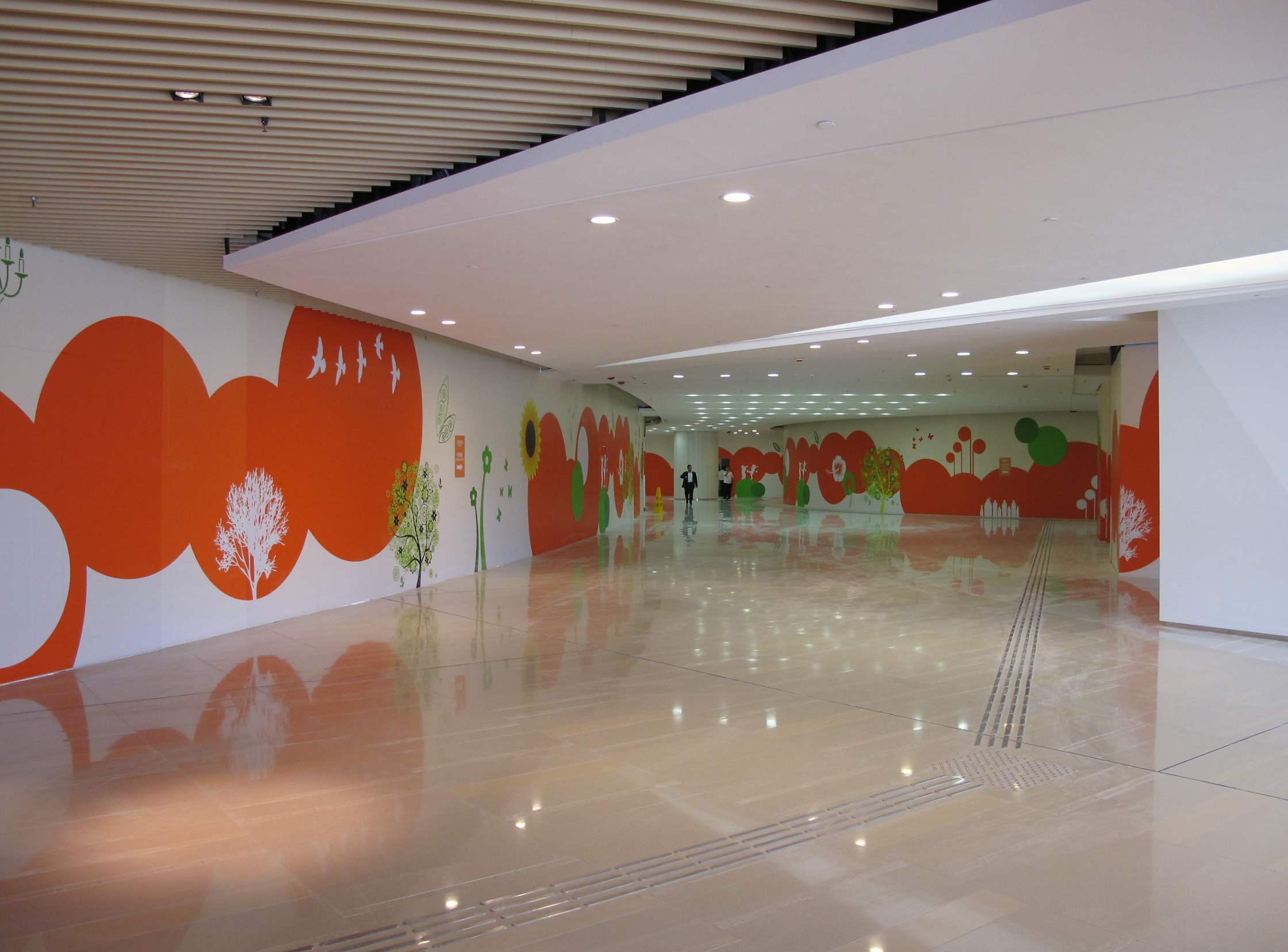
地下食肆及1樓商場內所有店舖尚未開業（2010年）
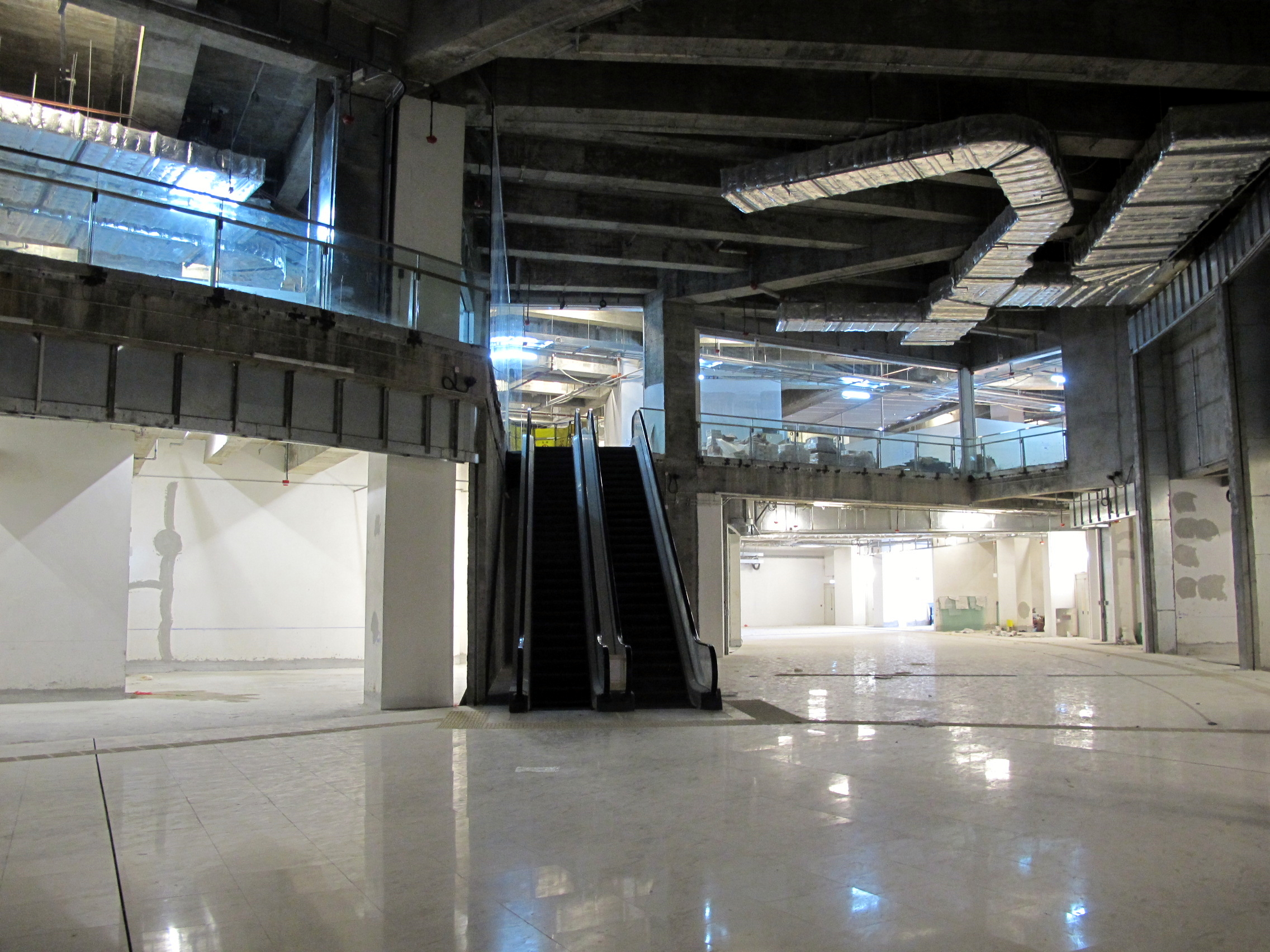
商場中庭正裝修中（2010年）
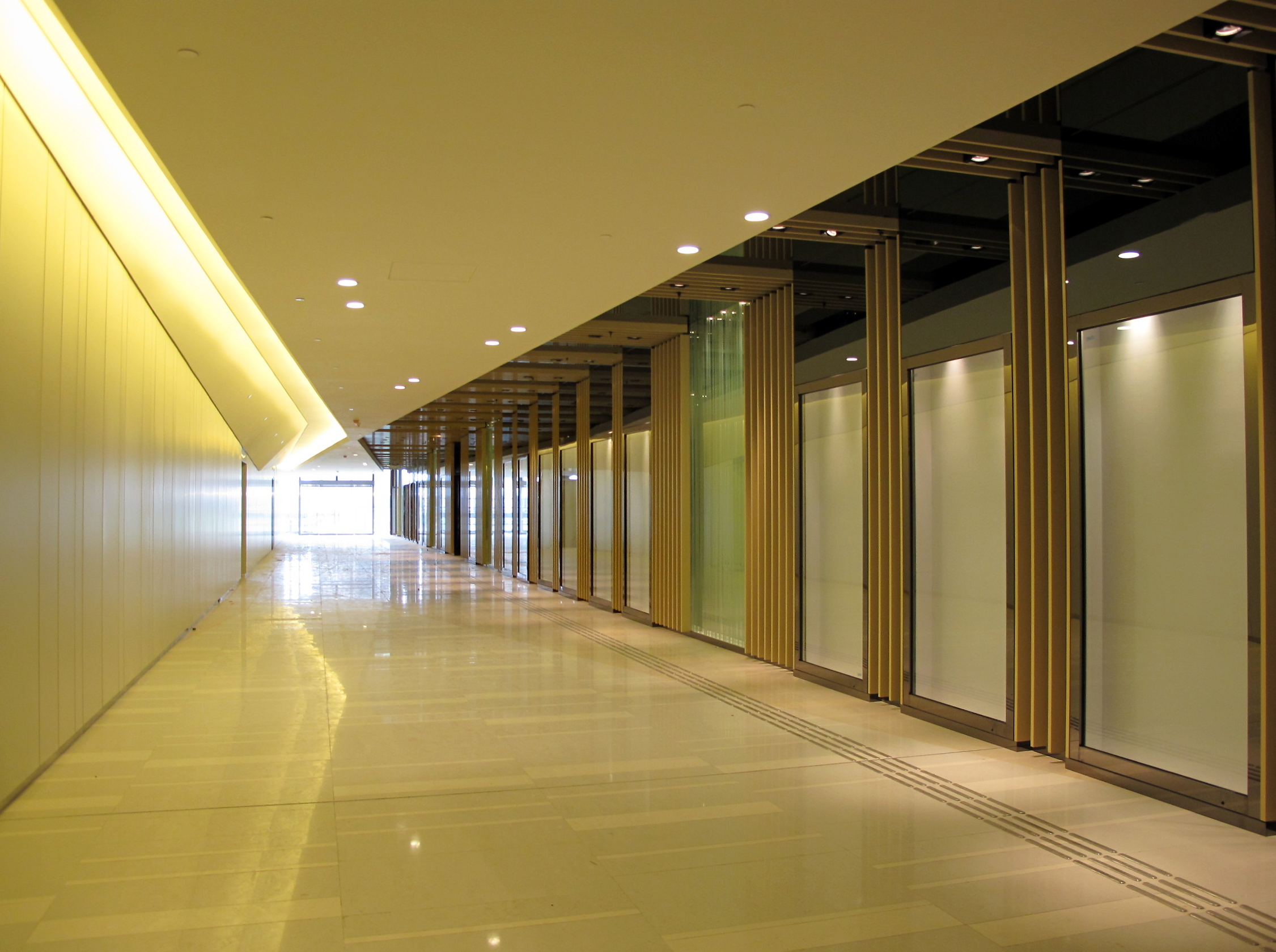
商場往YOHO Town第一期通道
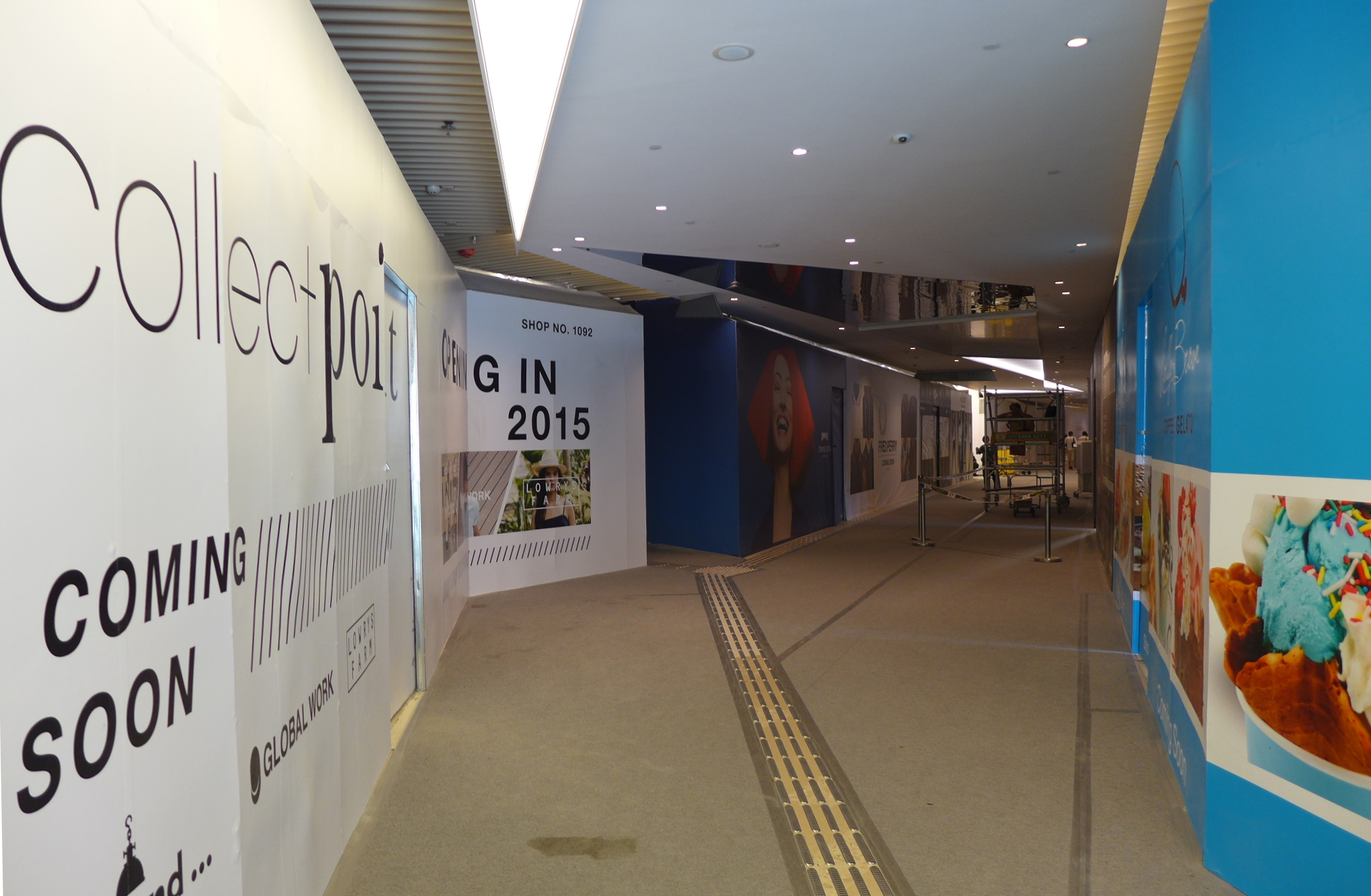
1樓商場內所有店舖正進行裝修（2015年8月）
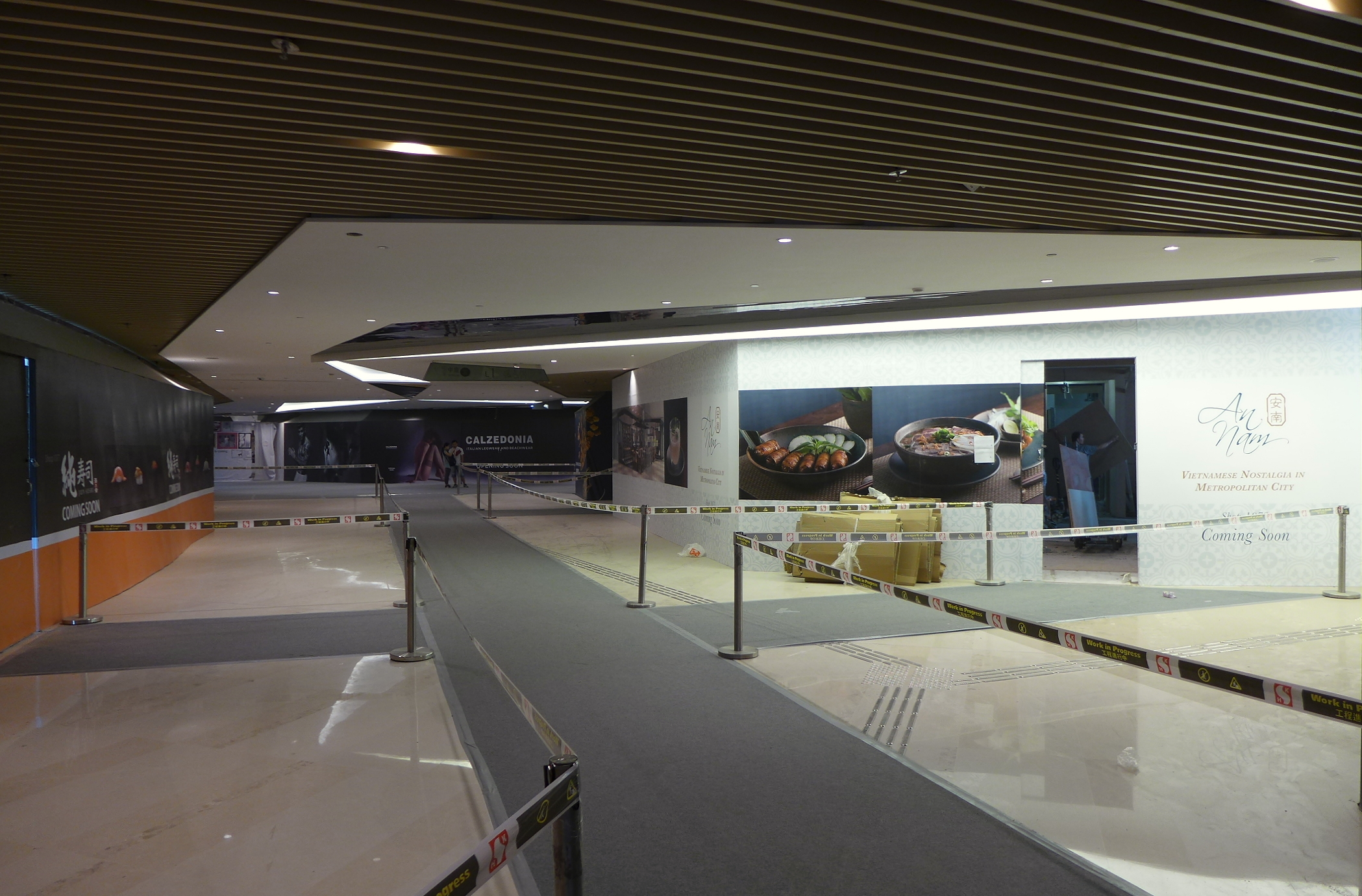
1樓商場食肆正進行裝修（2015年8月）

## 設計

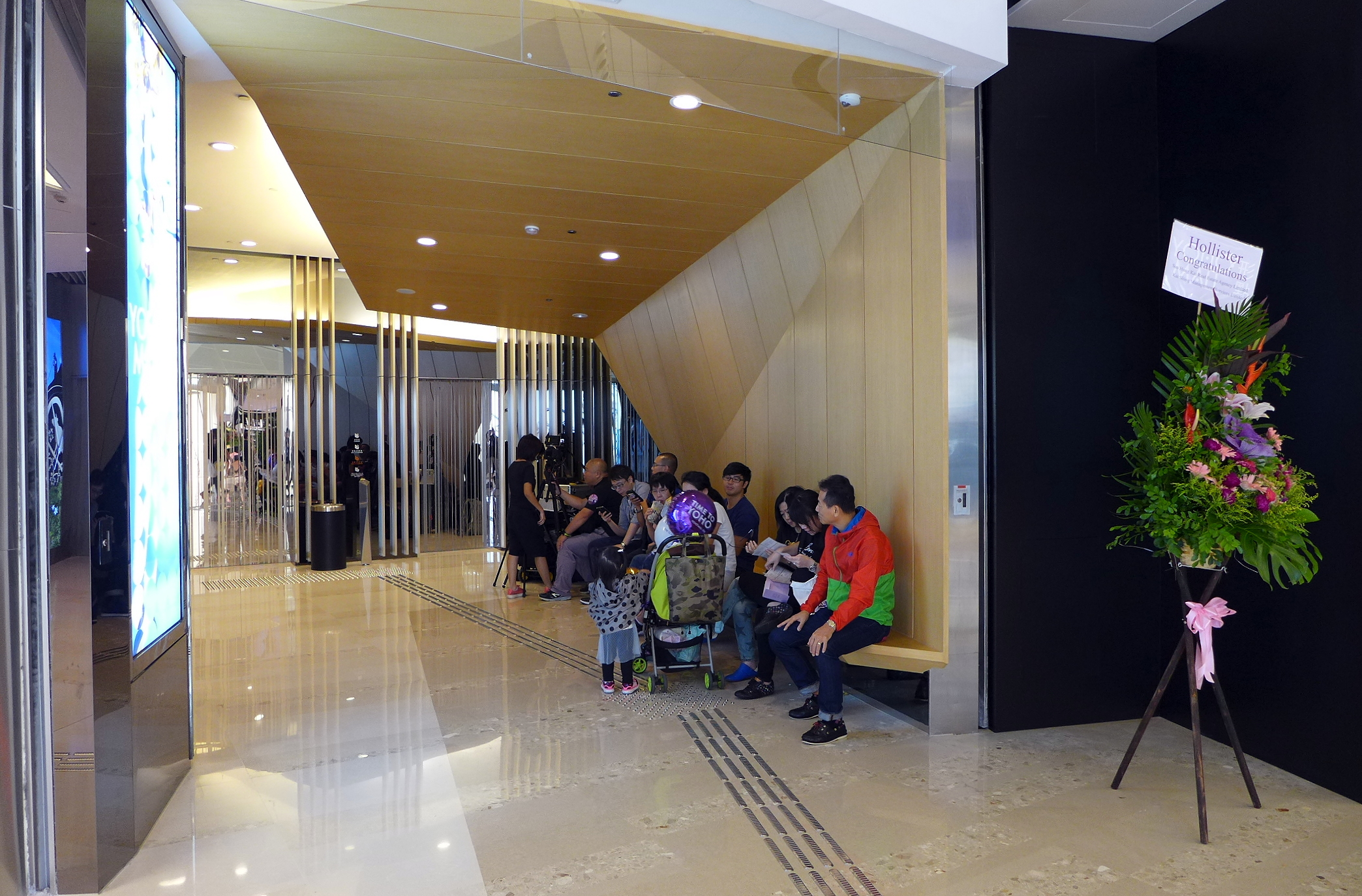
商場開業初期只在1樓升降機大堂旁設置閒座區

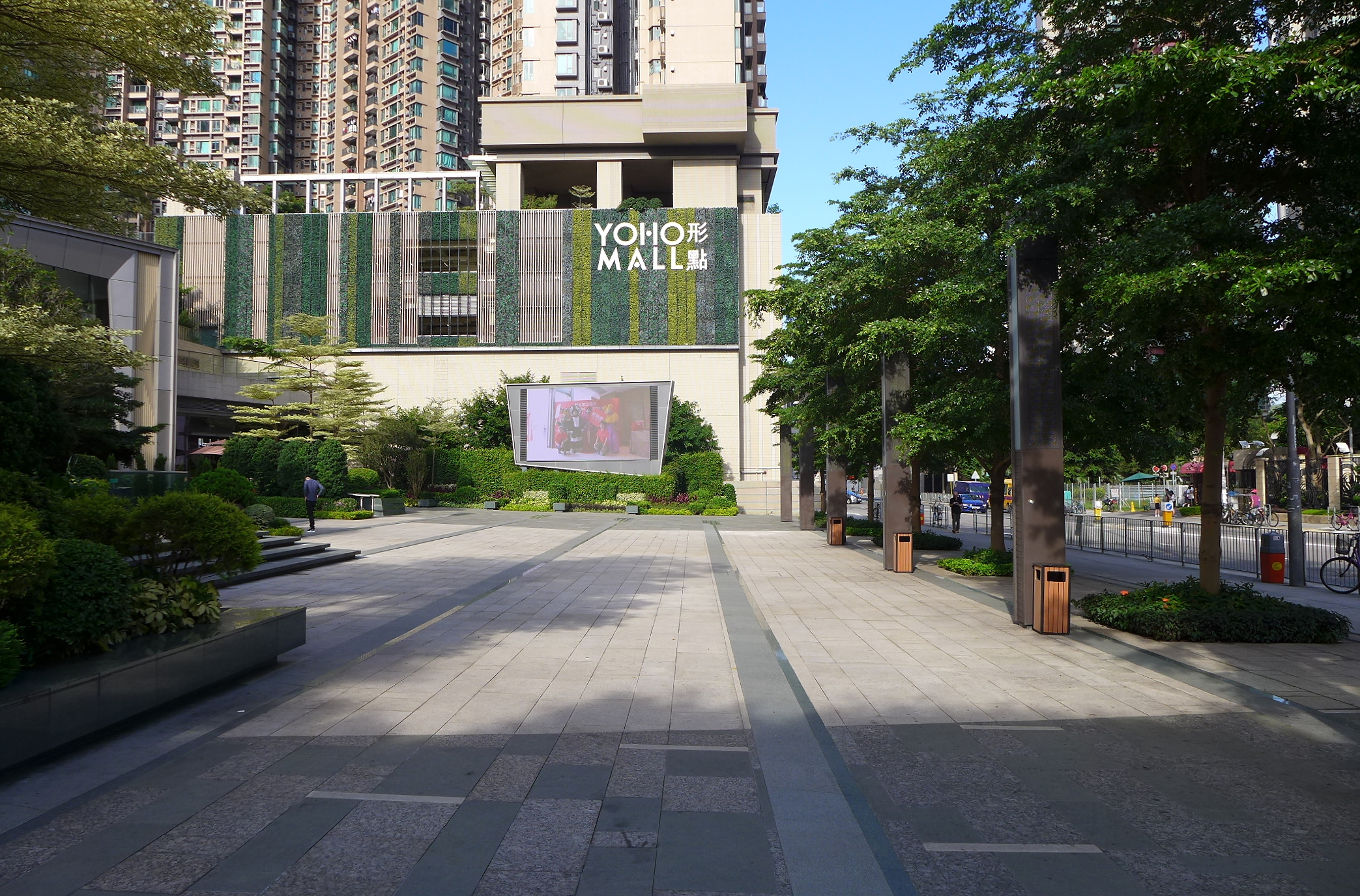
綠化空間Midtown Garden

商場由AGC Design設計，部份範圍模仿日本六本木Tokyo Midtown內的商場設計意念，用灰鏡及木條美化商場。而主中庭設有4間擁有8米特高店面設計的商舖，為租戶提供更大的空間設計店面。唯場內公共座位十分缺乏，9月1日開張時唯一閒座區位置是1樓升降機大堂設木造硬座椅供遊人休息。（及後已在通往Yoho Town一期的通道加裝坐椅）

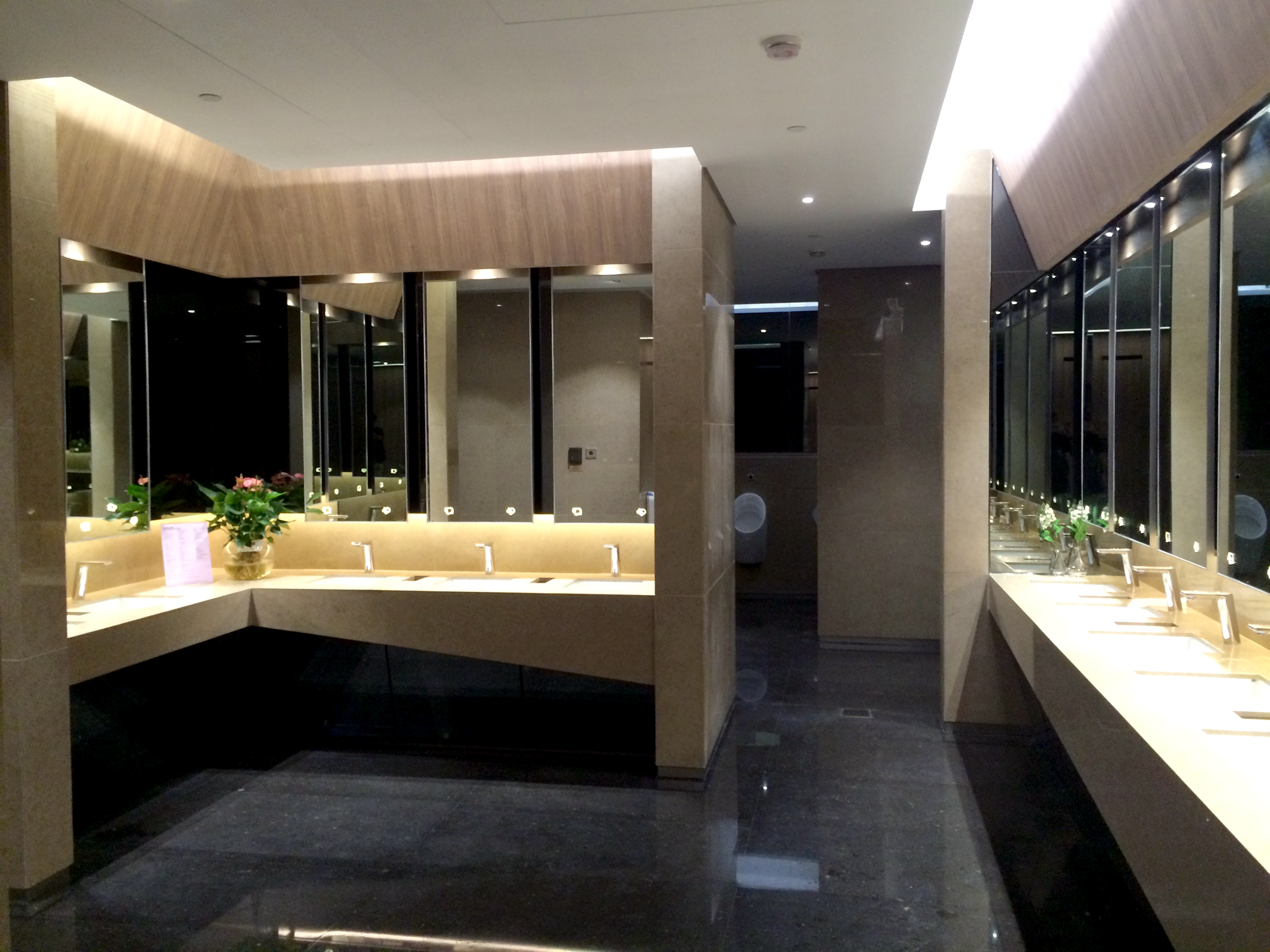
商場洗手間內部
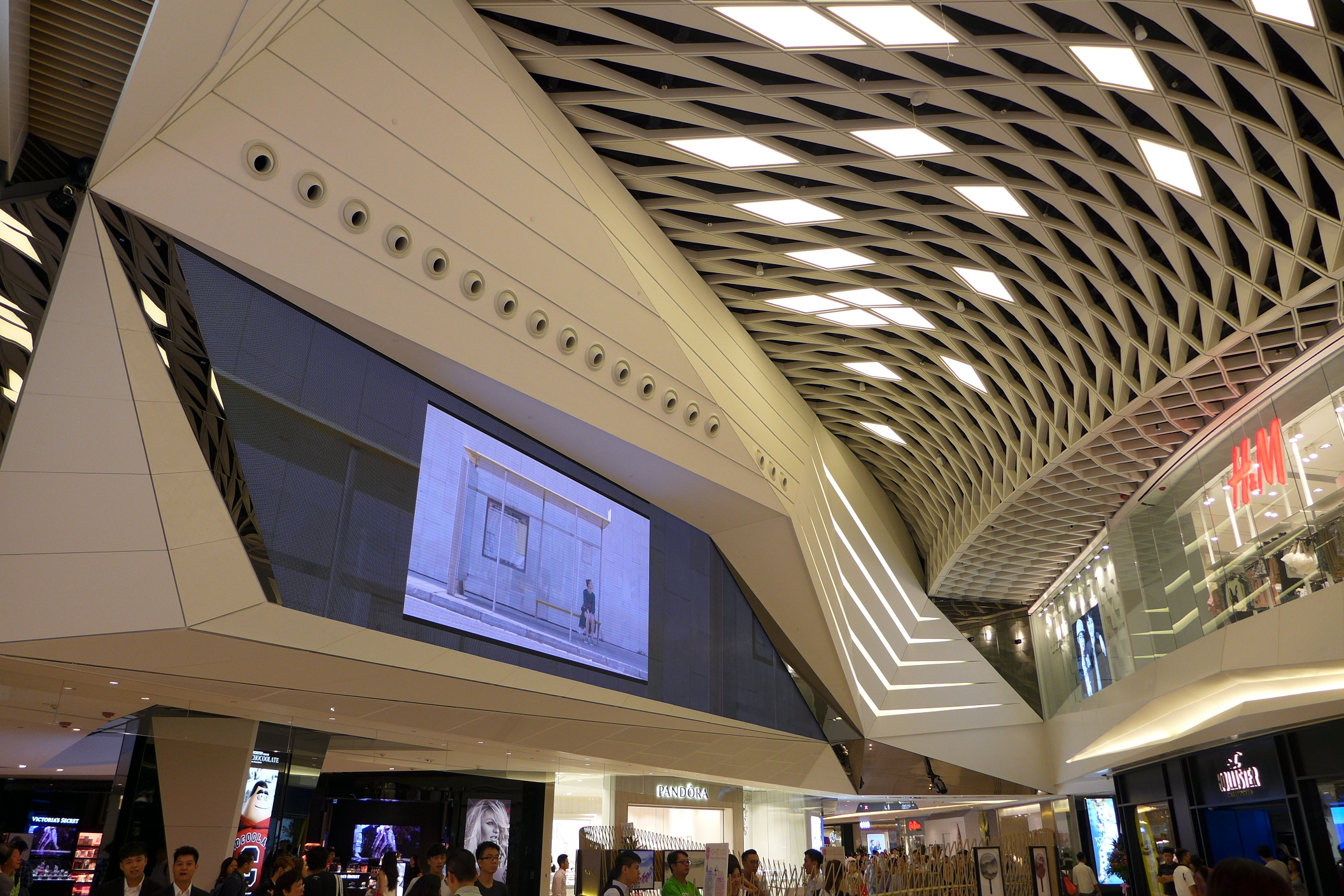
中庭LED電視
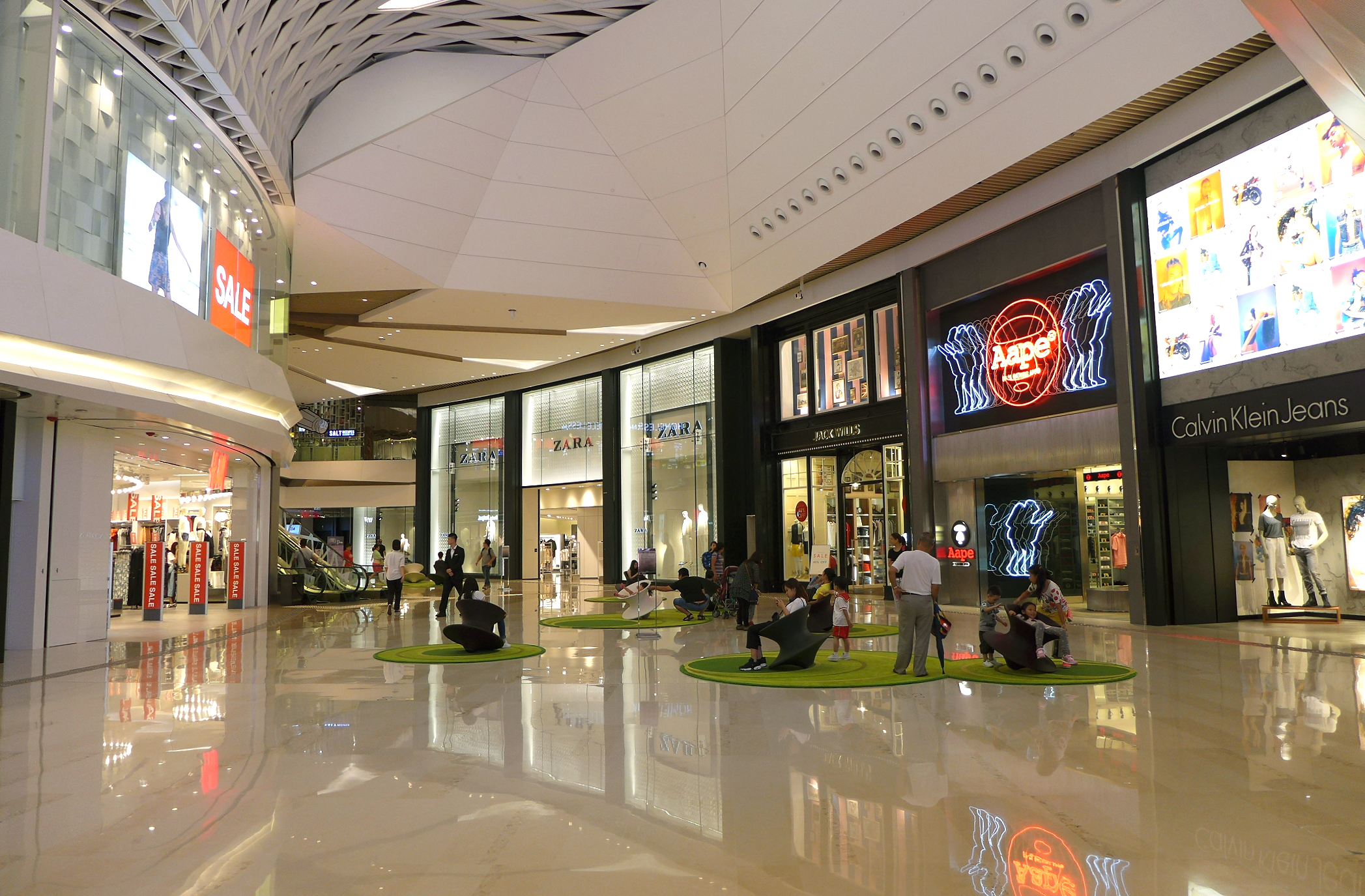
中庭設有4間擁有8米特高店面設計的商舖
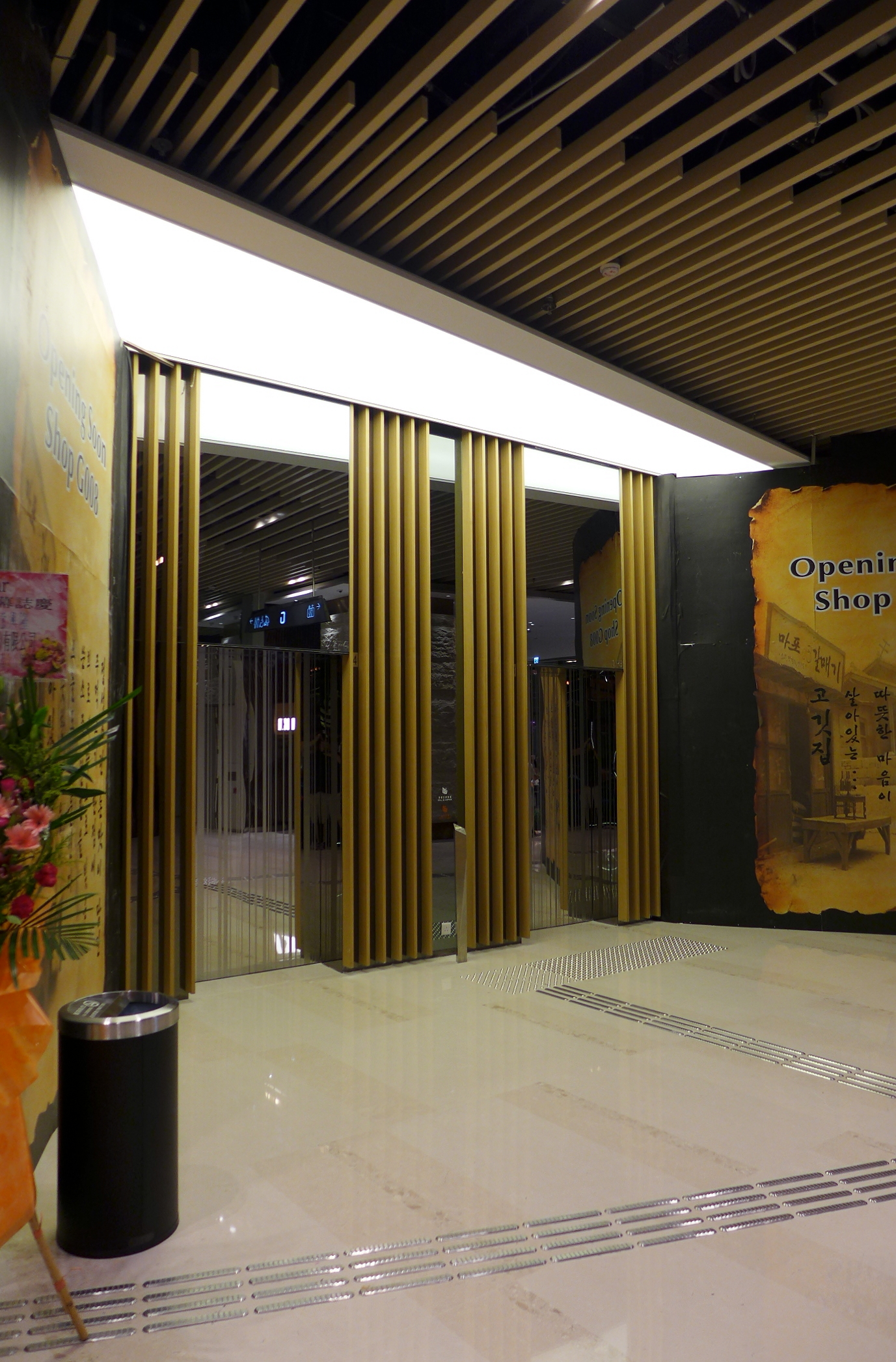
升降機大堂採用木條美化
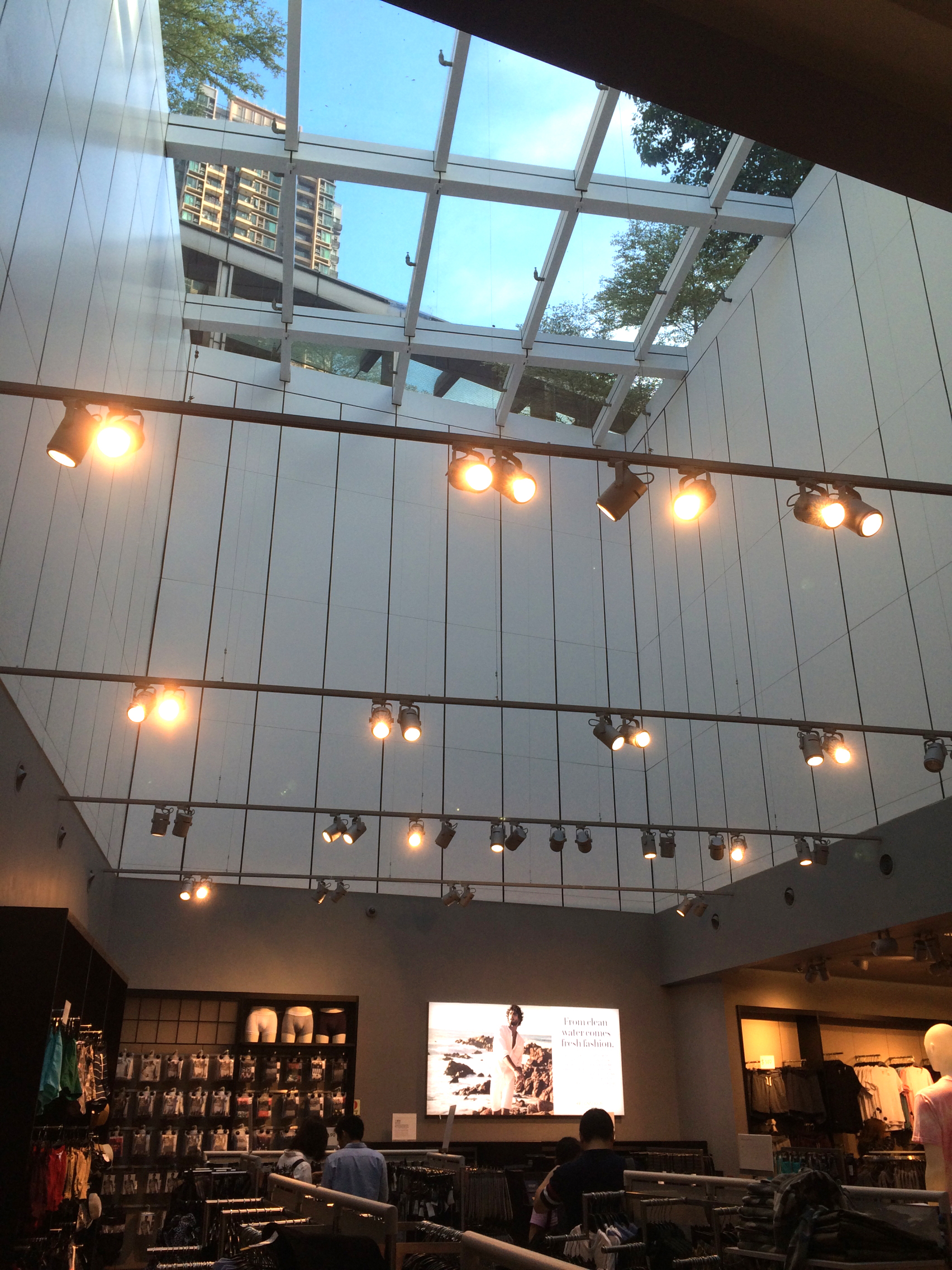
2樓H&M天幕（已結業）

## 商場結構

### 第1期
佔地約60萬平方呎，涉約200間商舖，面積由600至20,000方呎，呎租介乎50至150元，於2015年9月1日開幕，期望每日人次可達15萬，料首年租金收入約2億元。項目設1,500個車位，共6個車場入口，每層商場均有落客區，最特別各商場間是設有行人天橋連接，方便顧客前往不同商場部分，是全港首個有同類設施的商場。

#### 形點I

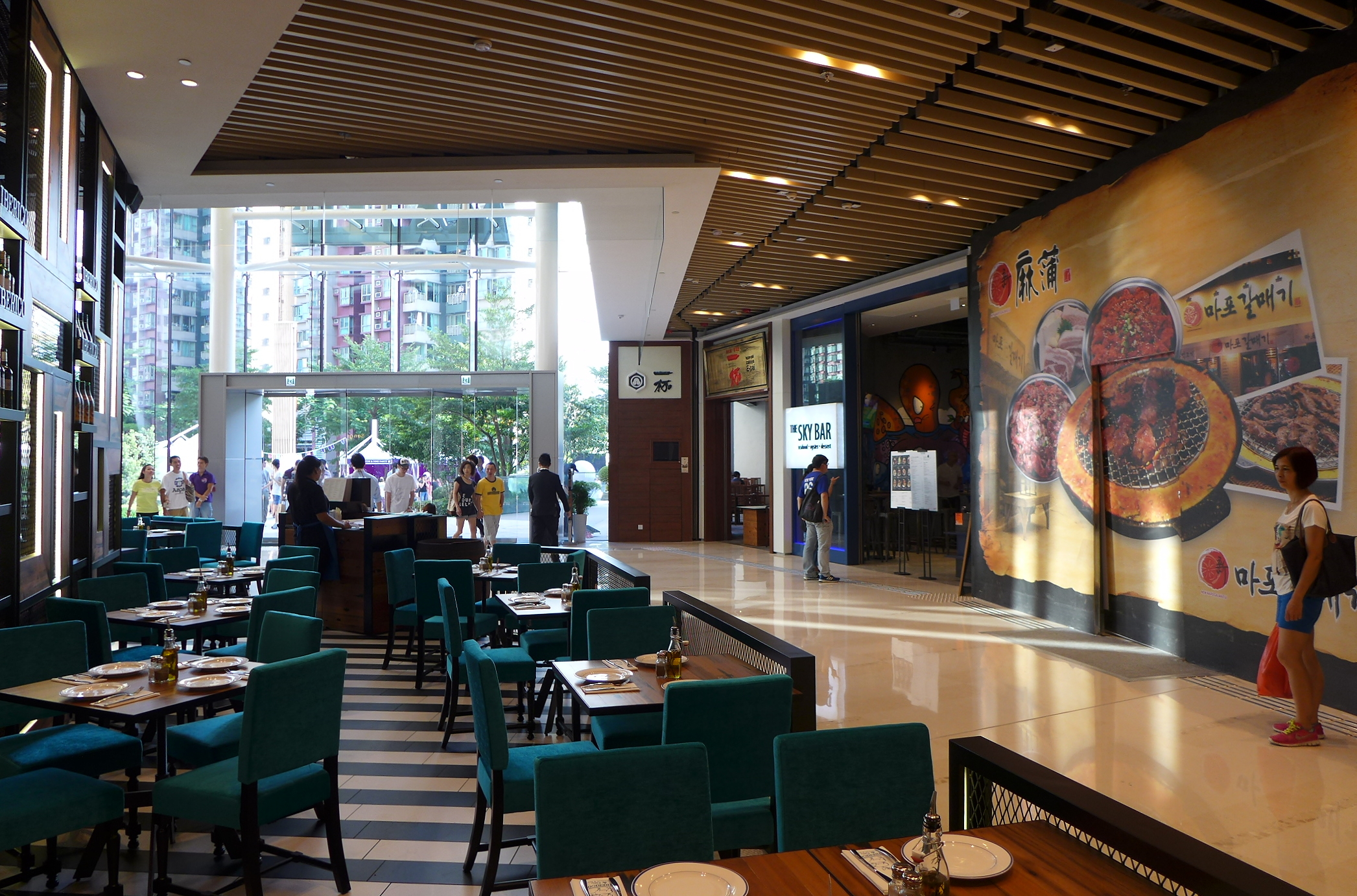
地下食肆

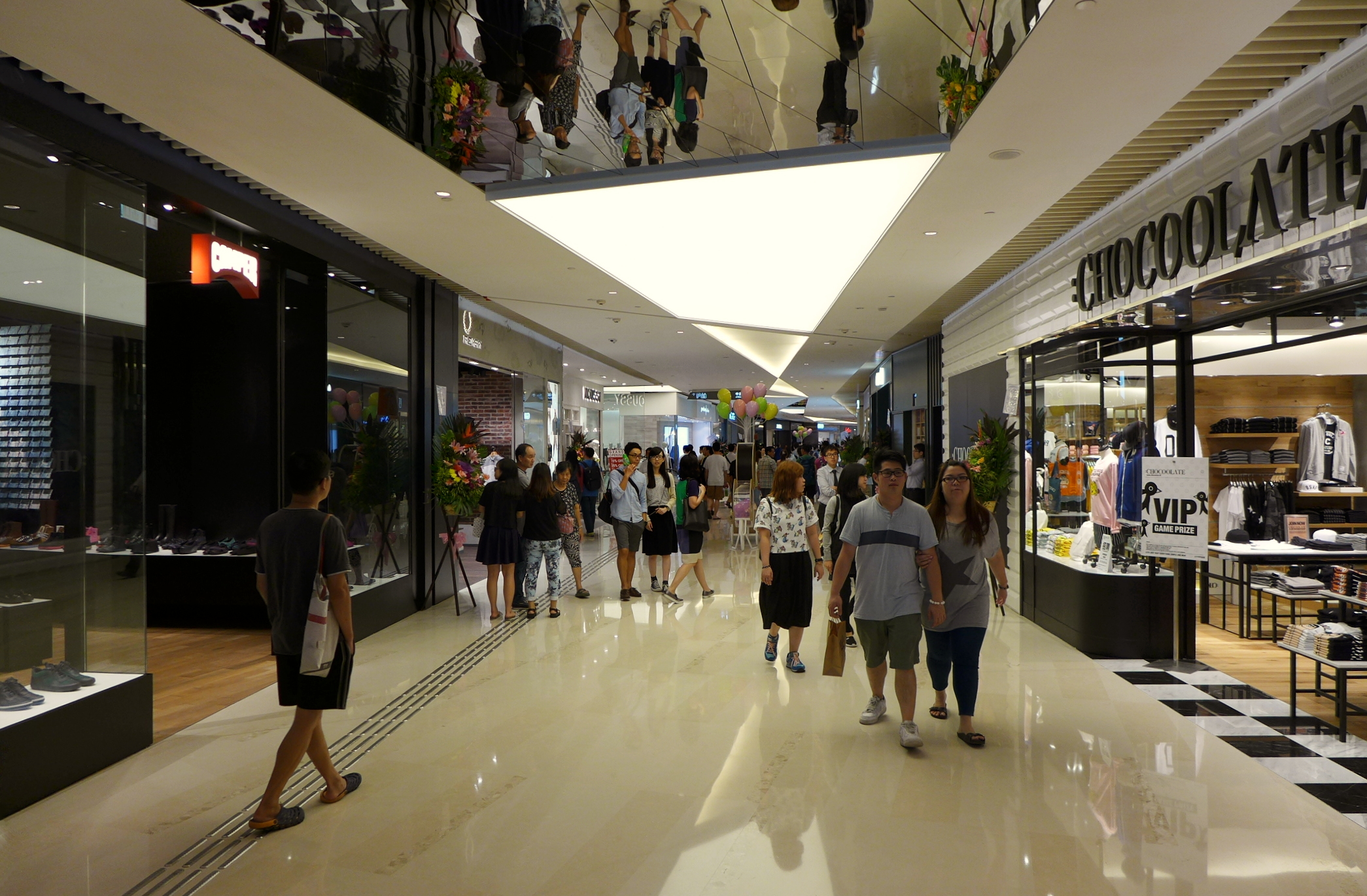
YOHO Mall I 1樓商場通道

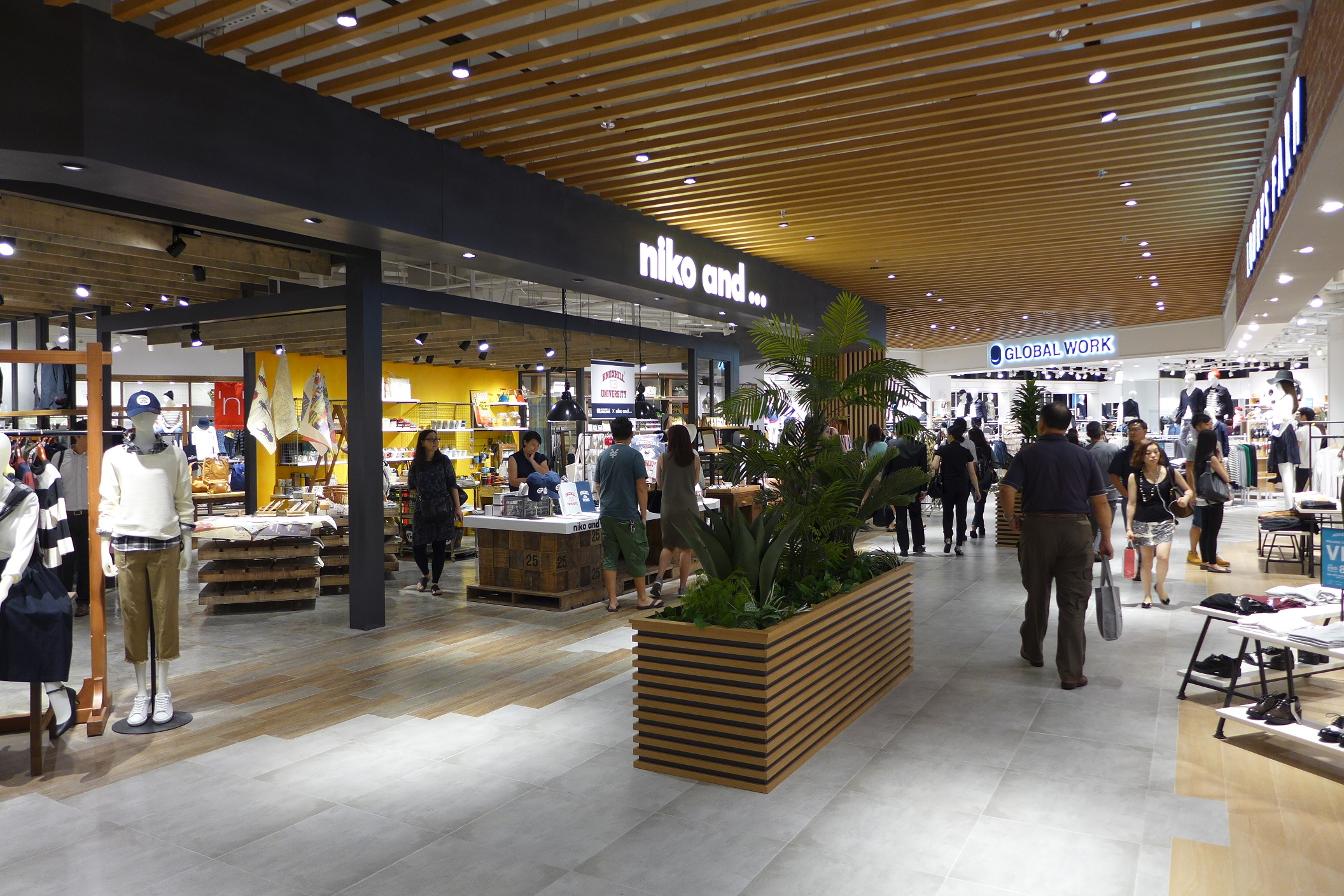
1樓Collect Point內設通道通往未來酒店項目（項目已改為興建社褔中心）

形點I（YOHO Mall I）樓高3層，面積為249,000平方呎。地下及1樓設佔地逾3萬平方呎的戶外餐飲長廊。1樓為各式店舖，2樓為H&M及Homeless家品店。當中地下設有一個15萬平方呎的大型廣場及綠化園林，以模仿日本六本木（Tokyo Midtown）的公共空間概念。公眾可以在園林綠色草坪欣賞翠綠景致，或觀賞公共雕塑。
廣場有5,000平方呎空間作戶外推廣場地，場內亦有3個室內空間進行推廣，預計可同一時間舉辦不同活動，例如Pop-up Store、音樂會、展覽會等。實行將YOHO MALL形點打造成不單是消費商場，更加是港人消閒共聚的地方。
地下以高檔食肆為主，包括IKI Teppanyaki Bento、高級西班牙菜Iberico & Co. Kitchen & Bar、Brotzeit German Bier & Restaurant、一杯鐵板燒居酒屋、The Sky Bar、美心旗下的Simplylife及Applegreen。但該層所有食肆並不設座位等候區供食客等候。
1樓以時裝服飾為主，佔商戶組合50%，有40%為首度進駐新界西北區。商場面積最大的商舖為1樓的Zara，佔地2.2萬方呎（Zara在商場租用兩間商舖），其次為Collect Point。其他租戶包括Hollister、Victoria's Secret、Calvin Klein、Clarks、Geox、Giordano Ladies、EVISU、Designal、Jack Wills、Pandora、Superdry、Swatch、inital以至I.T.旗下的AAPE、Chocoolate、Camper、Fred Perry及izzue等。7-11便利店、東亞銀行亦在商場1樓營業。
食肆大多以高檔消費為主，九成食肆是首度進駐新界西北，包括家上海、安南、caffe HABITU、Pizza Express、純壽司、丼吉日本吉列專門店餐廳、黑瀧板蕎麥專門店、極尚大瀛喜、人氣爆谷專門店Garrett及Holly Brown咖啡室。「安南」、Pizza Express及Holly Brown咖啡室外設有戶外平台，唯目前處於空置狀態。
1樓戶外亦設花園平台，在2015年曾擺放LAAB設計的巨型迴轉滑梯，唯花園不設閒座區供遊人休憩。
2樓原規劃作美食廣場，但最終改為1.8萬方呎複式舖H&M及全港最大的Homeless家居店，內設北歐主題餐廳Salt Recipes。其餘部份為停車場及YOHO Midtown住客會所。2018年6月，H&M未有如期遷出，業主以兆盛有限公司名義，入稟高等法院追討H&M約116萬元租金及管理費等，以及要求交吉舖位。H&M最後遷出，樓下部分在2020年7月改為Nike Kicks Lounge，而樓上到同年12月開設過萬呎的ISA。
2019年3月中，Homeless和內設的餐廳結業，原址改為富臨集團旗下Foodeli Food Hall美食廣場。
另外聲稱珠寶首飾及護膚品商舖僅佔10%，新地稱旗下商場顧客以本地客為主，近期反水貨客及一周一行等對商場銷售無影響。
到2023年7月6日，發展商將地下和1樓平台設置佔地7,600平方呎的寵物公園DOT PARK，並設有鸚鵡、烏龜專屬的設施。

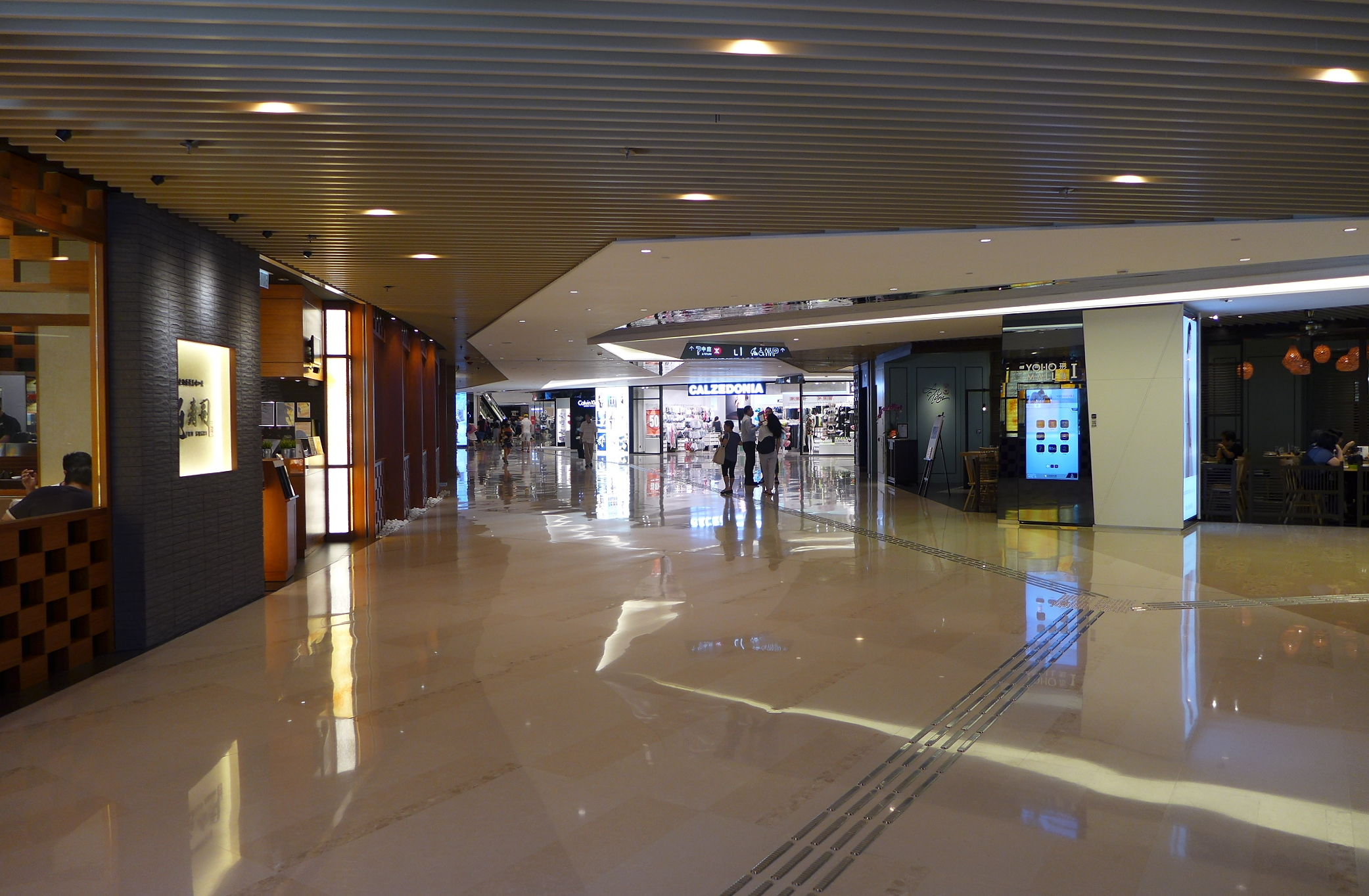
翻新後1樓商場走廊
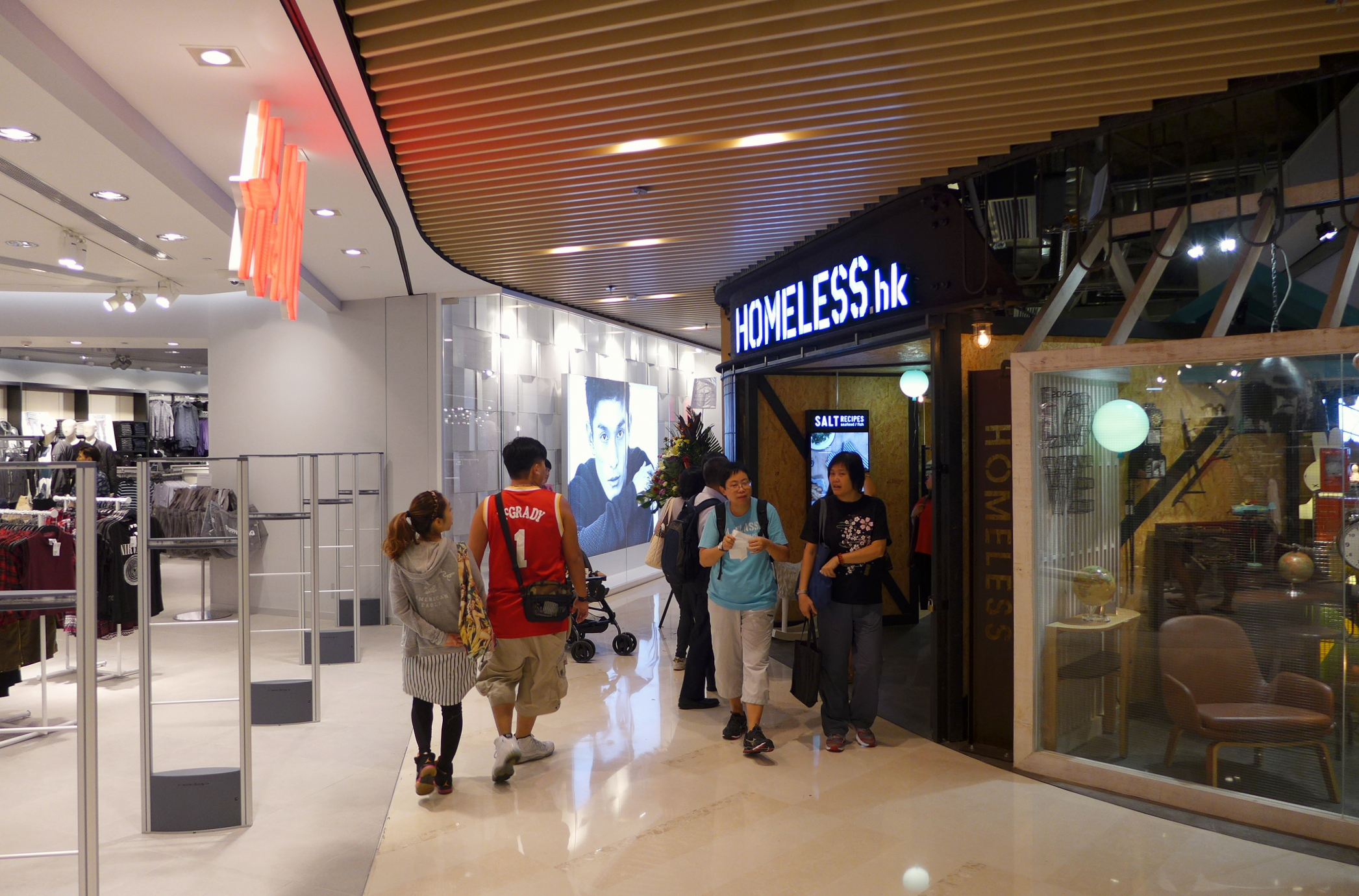
2樓商場走廊（一旁的HOMELESS.hk 和H&M已結業）
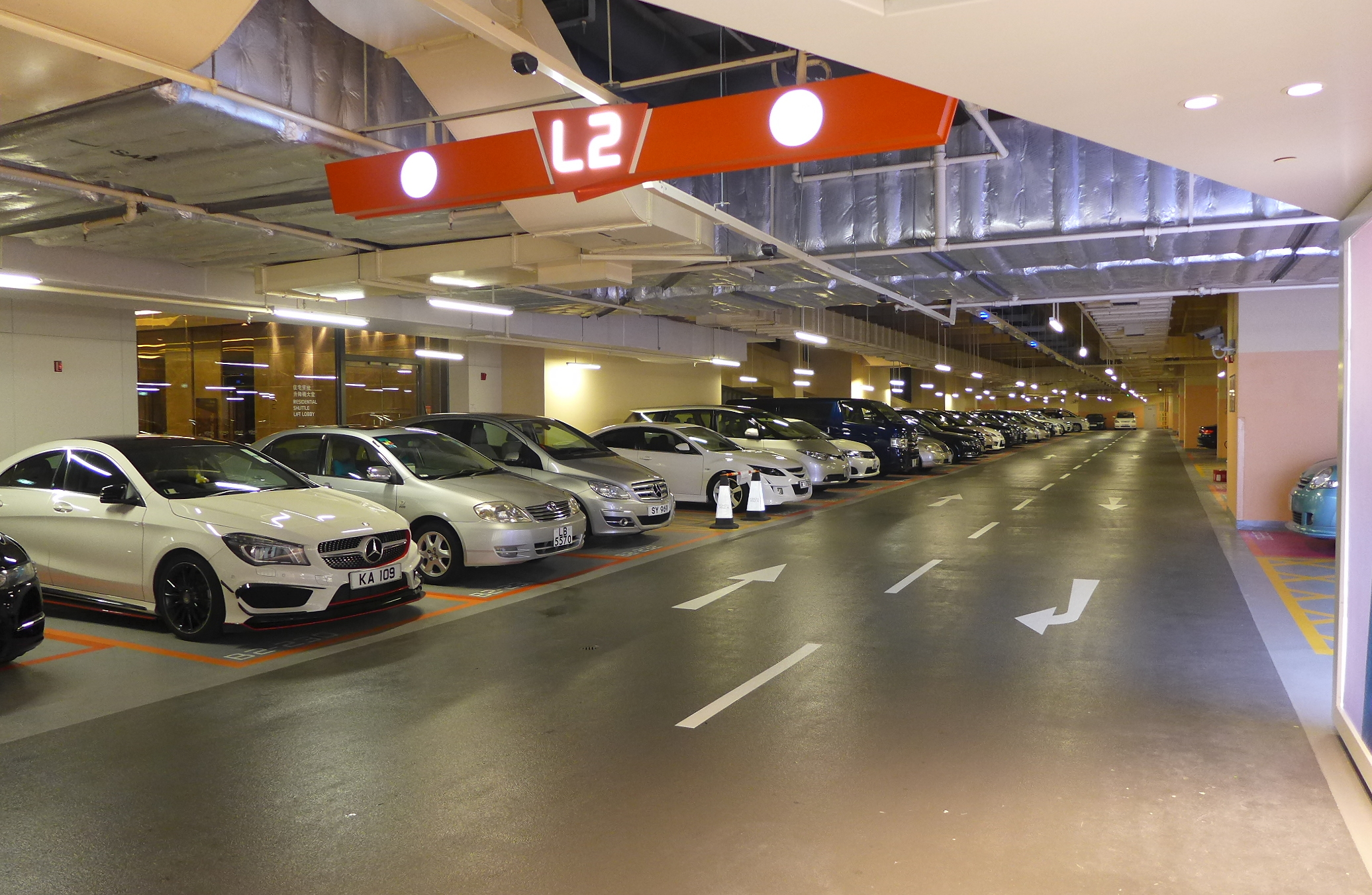
2樓停車場
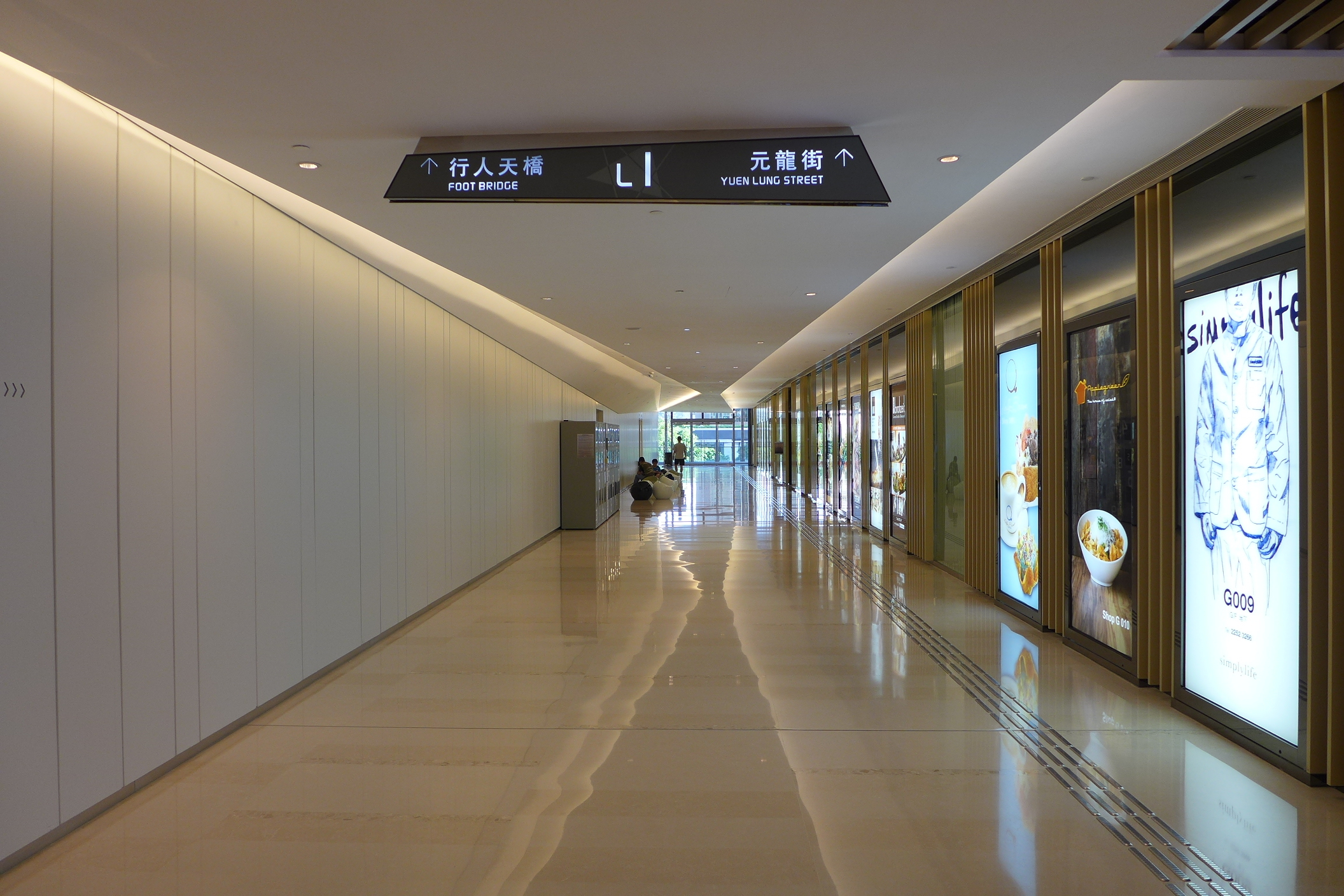
往一期YOHO Town通道
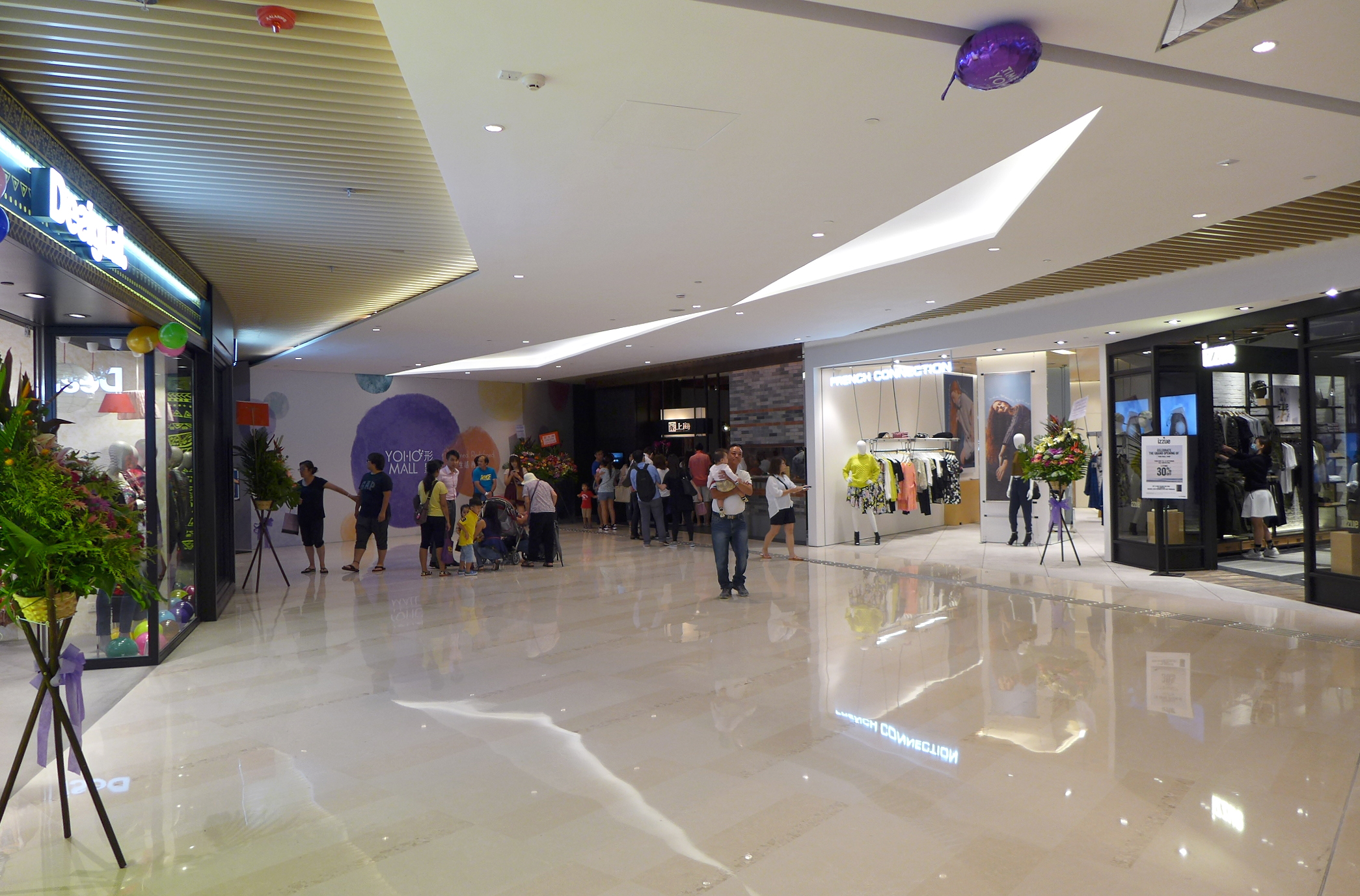
通往形點I擴展部分通道（現已開通）

#### 形點II

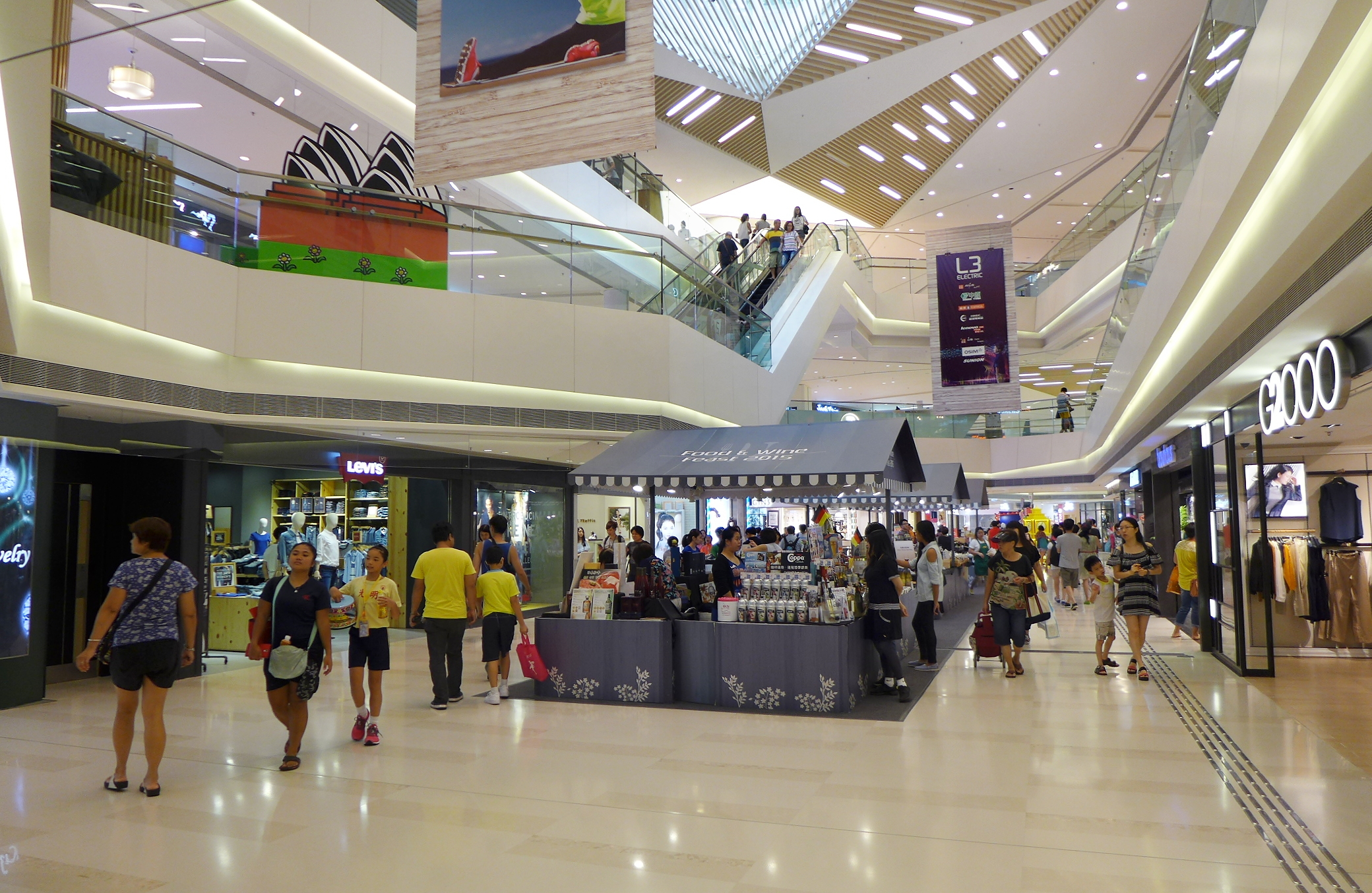
2013年11月翻新後商場中庭

商場前稱新元朗中心，總面積280,000平方呎，樓高4層（底層不設商店），主攻女性服裝、化妝品、潮流配飾店、運動零售店、旅行社及連鎖電器店。食肆包括Bread Talk、Toast Box、太興燒味、茶木‧台式休閒餐廳（太興飲食集團）、甘味手打烏冬專門店、利小館、譚仔三哥、快餐店麥當勞、滿記甜品、百樂潮州酒樓、Pepper Lunch、鴻星海鮮酒家及Starbucks。商場暫時設有一間超級市場為Fusion（百佳超級市場姐妹超市）。商場內大部份範圍以白色為主調，洗手間外設軟座閒坐區，全新洗手間則採用豪華設計。新鴻基地產佔87.5%權益。

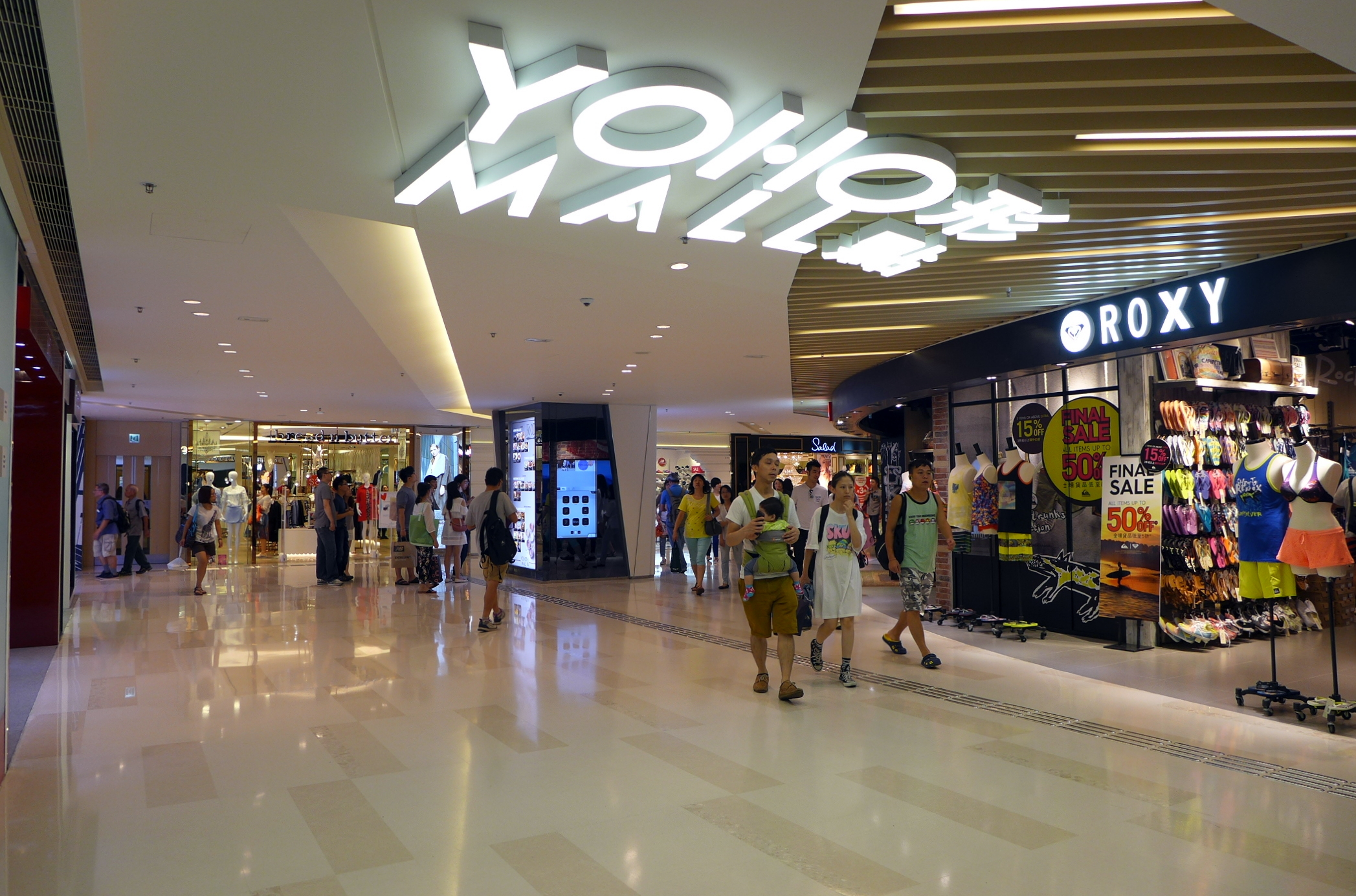
翻新後連接元朗站入口（2015年）
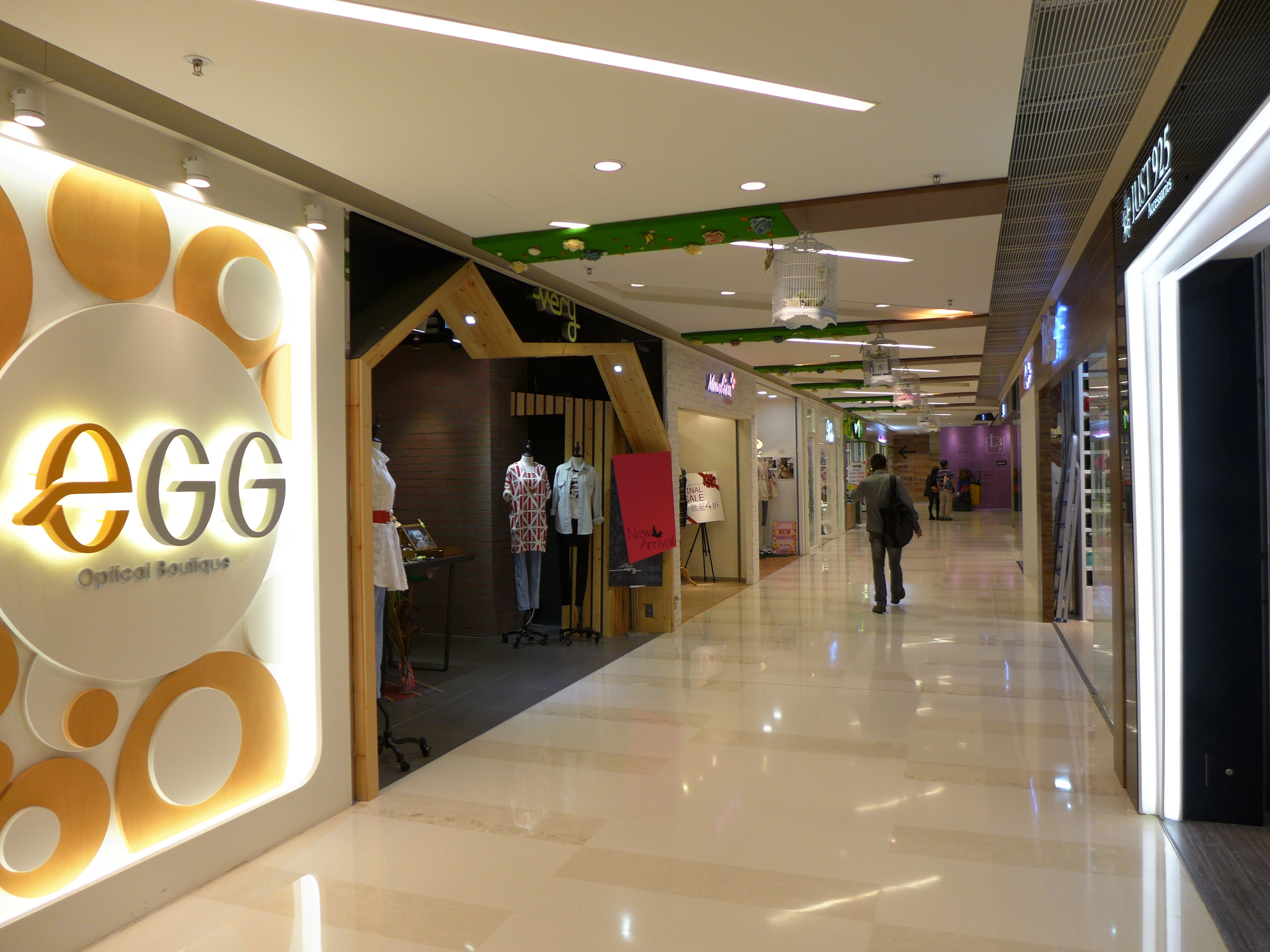
翻新後一樓商場走廊（2014年）
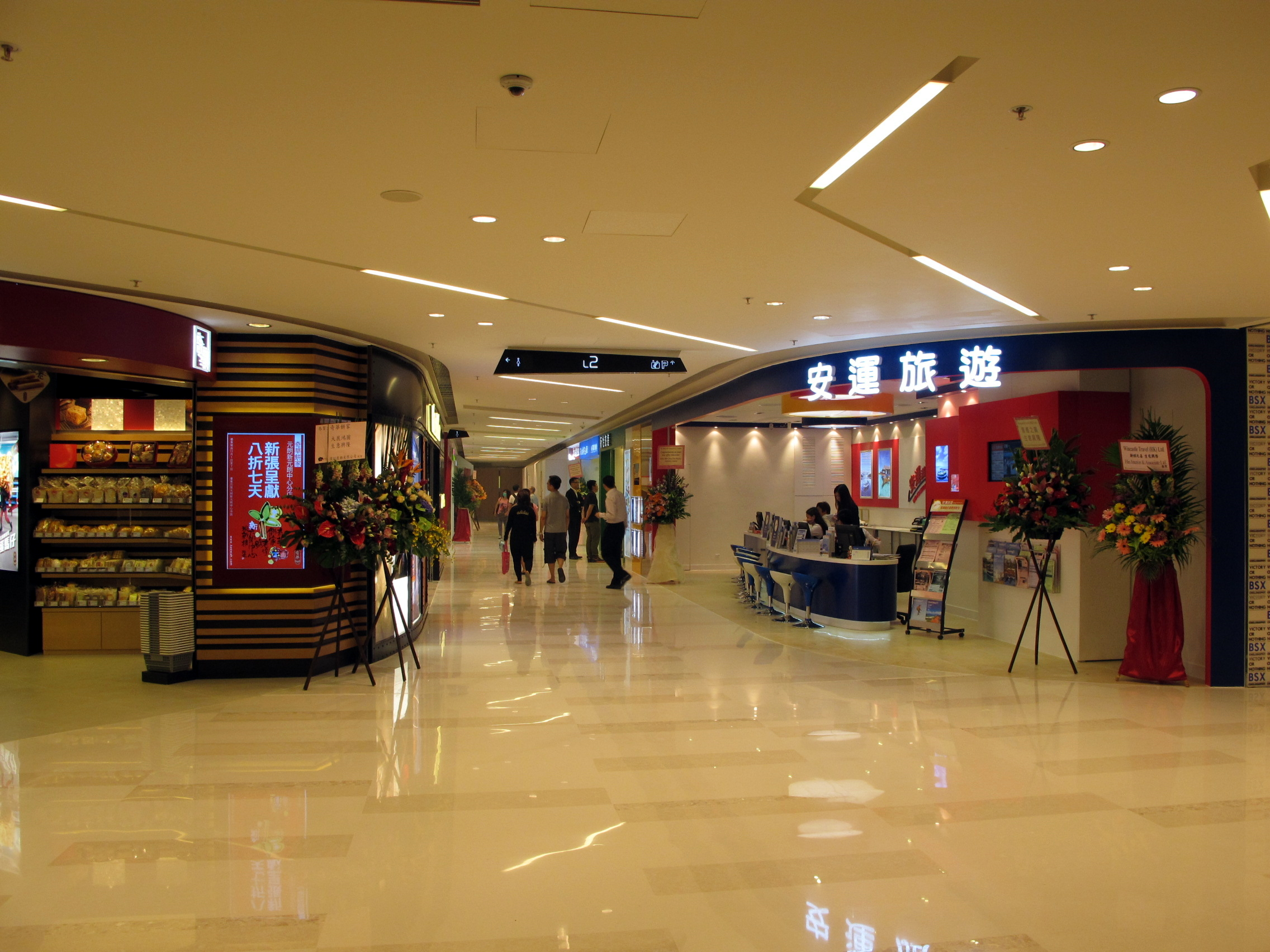
翻新後二樓商場走廊（2013年）
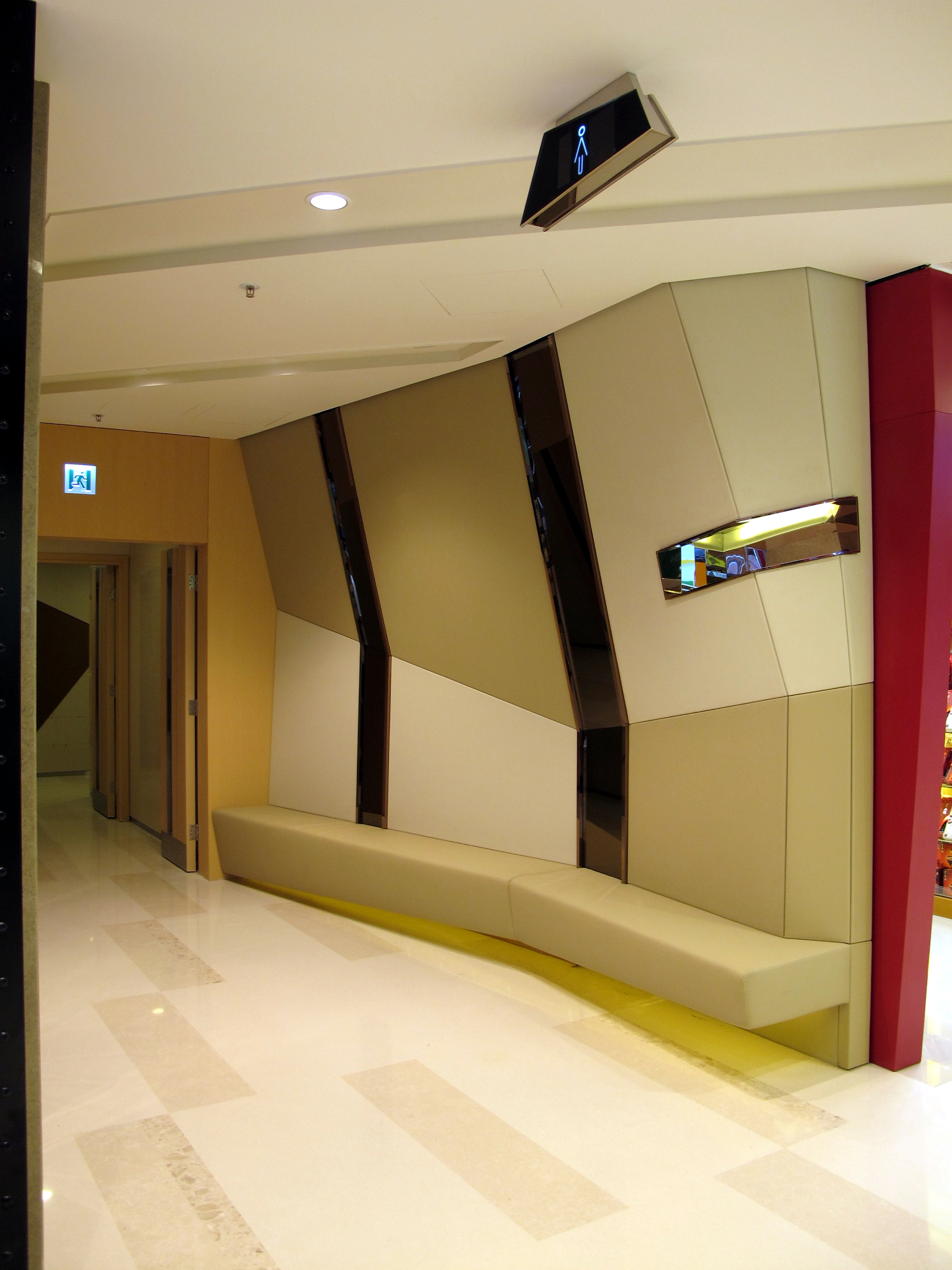
洗手間外設軟座閒坐區
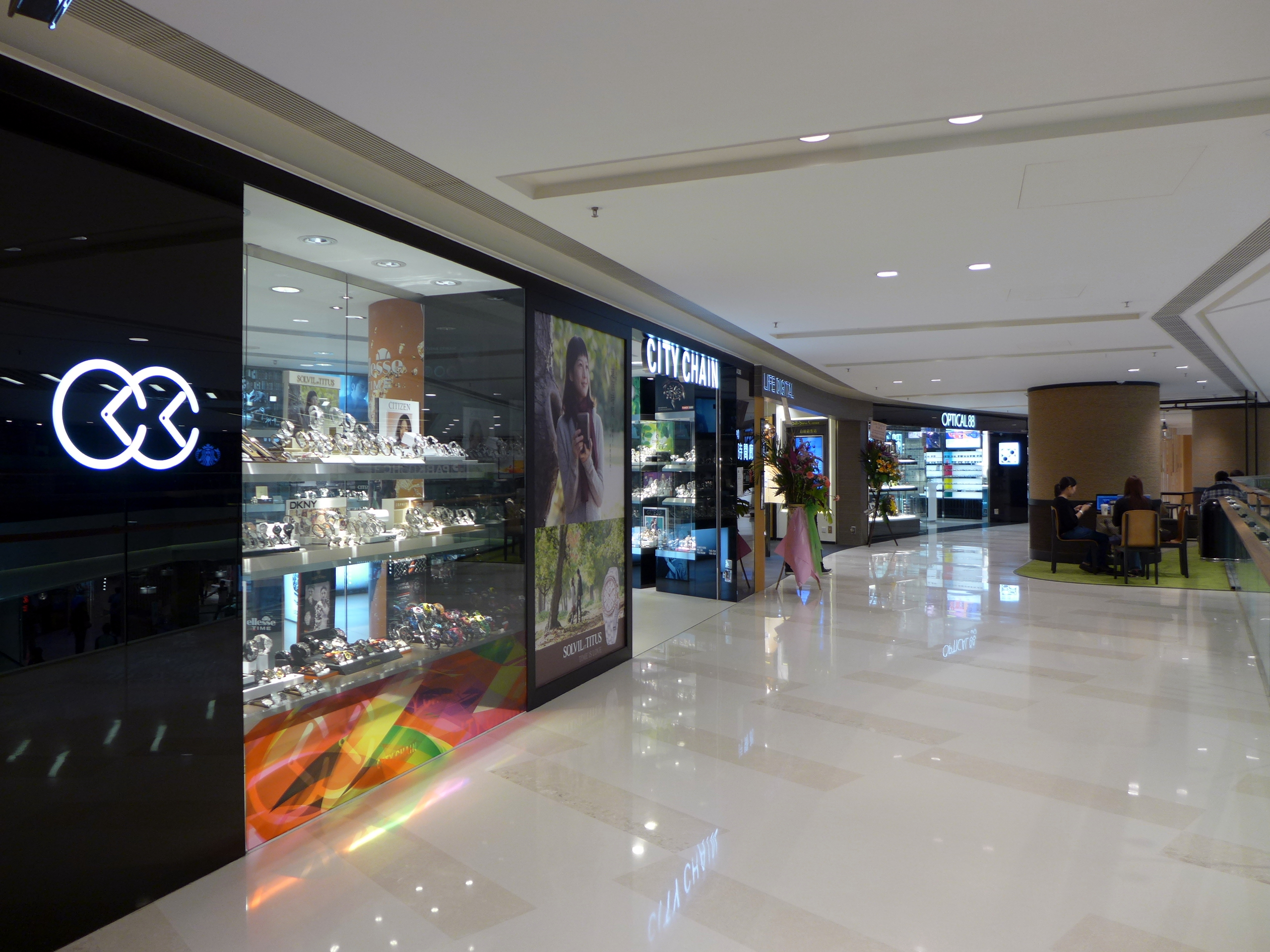
翻新後三樓商場走廊（2014年）

### 形點I擴展部分

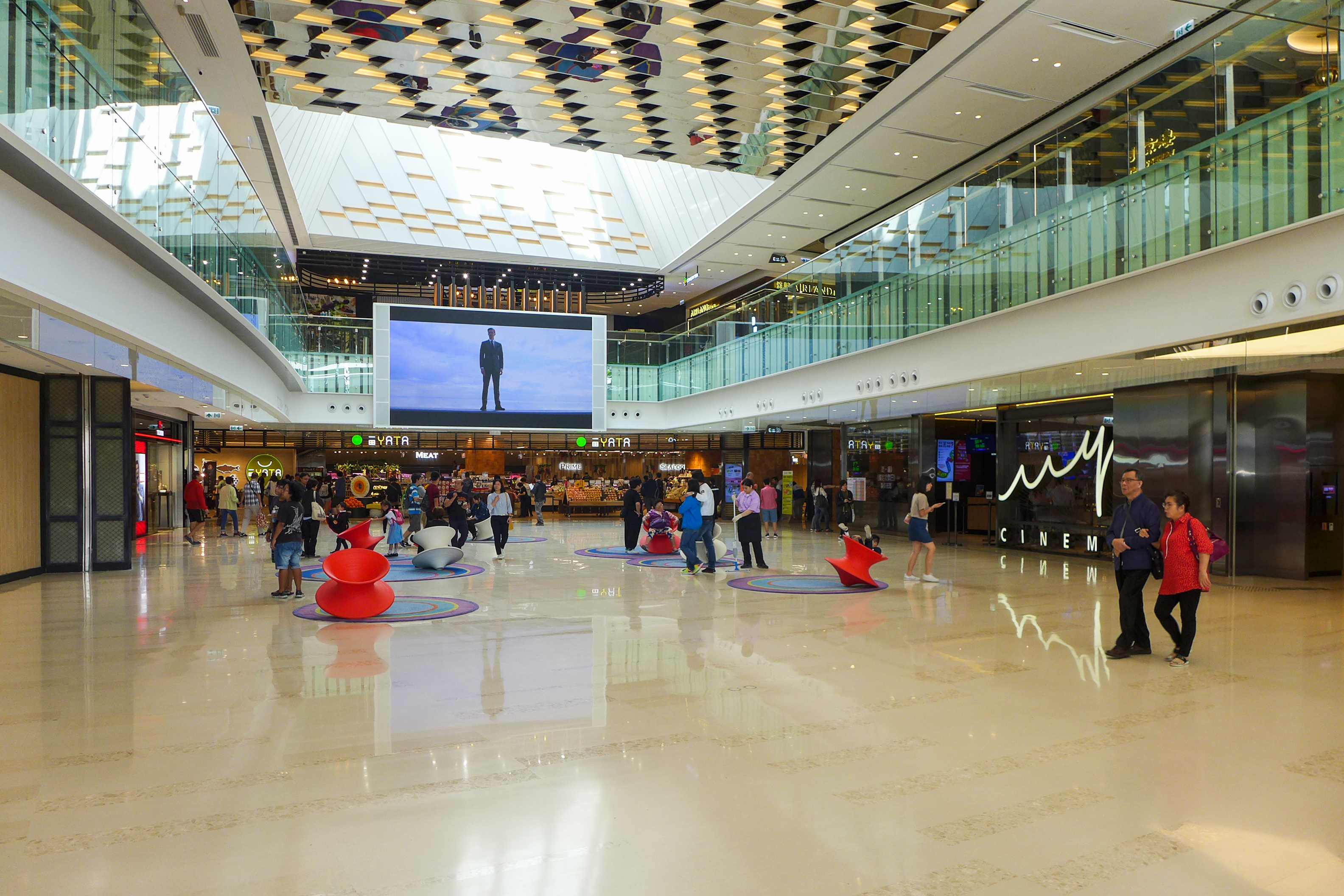
形點I擴展部分主中庭

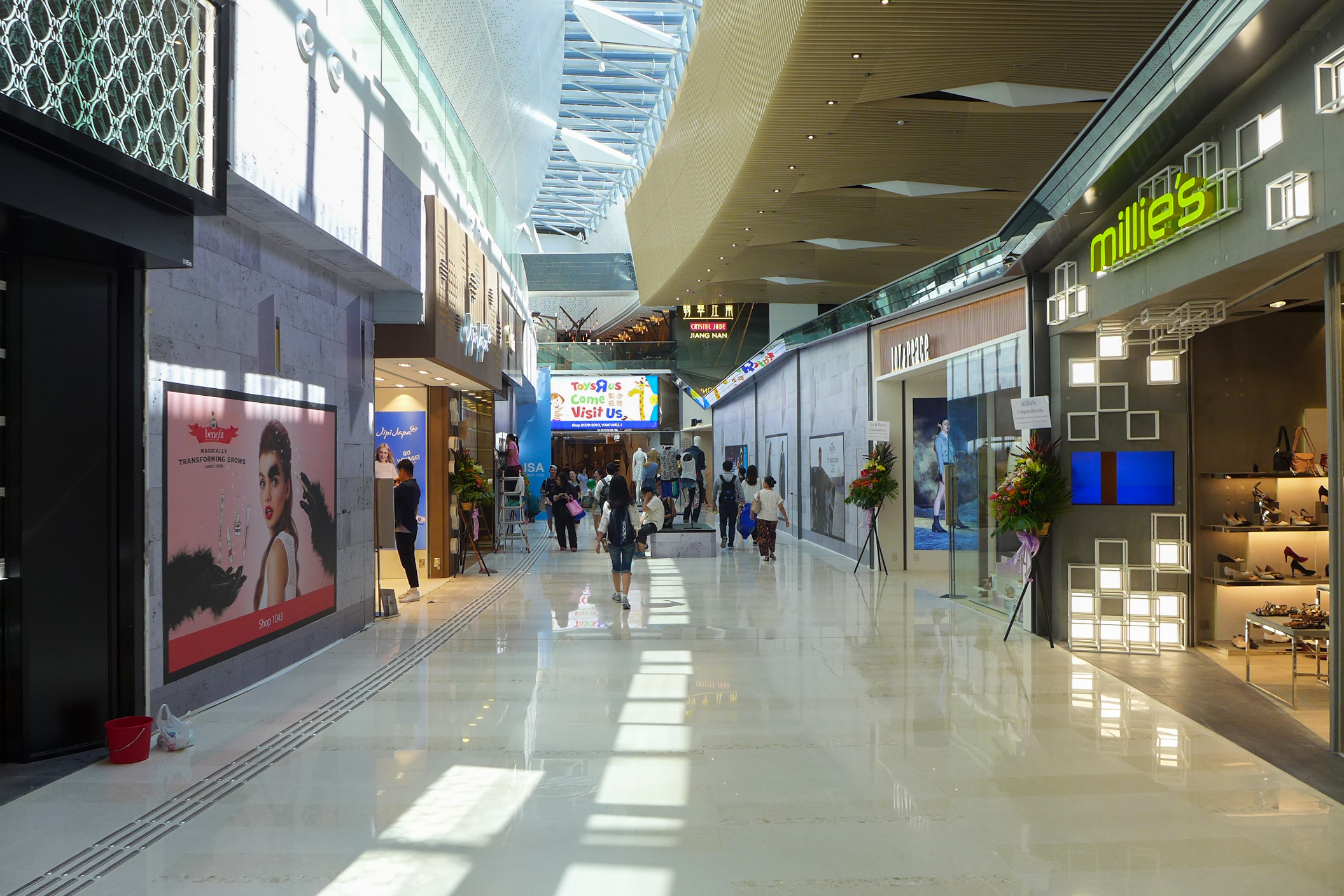
形點I擴展部分天橋設玻璃天幕

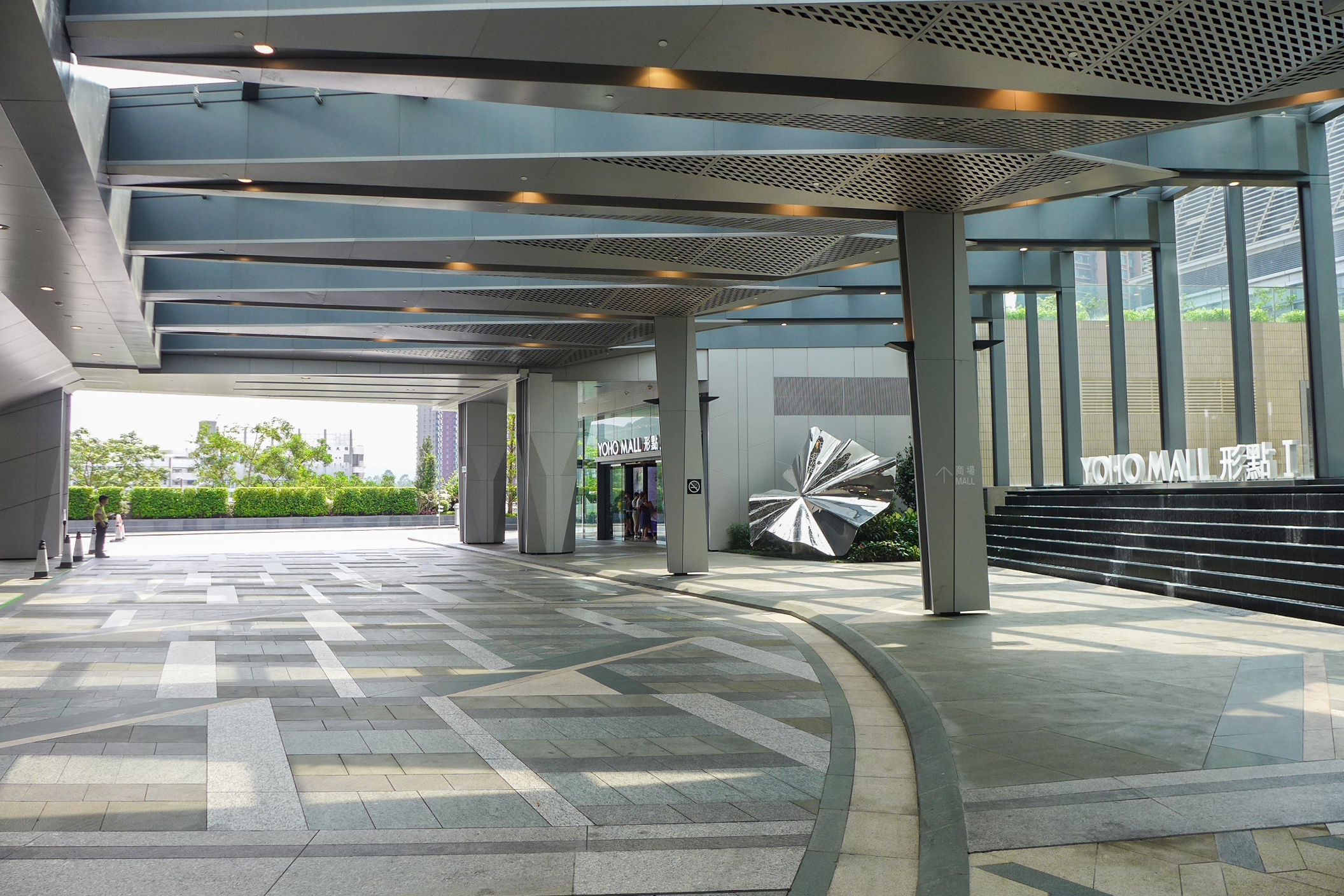
形點I擴展部分上落客區

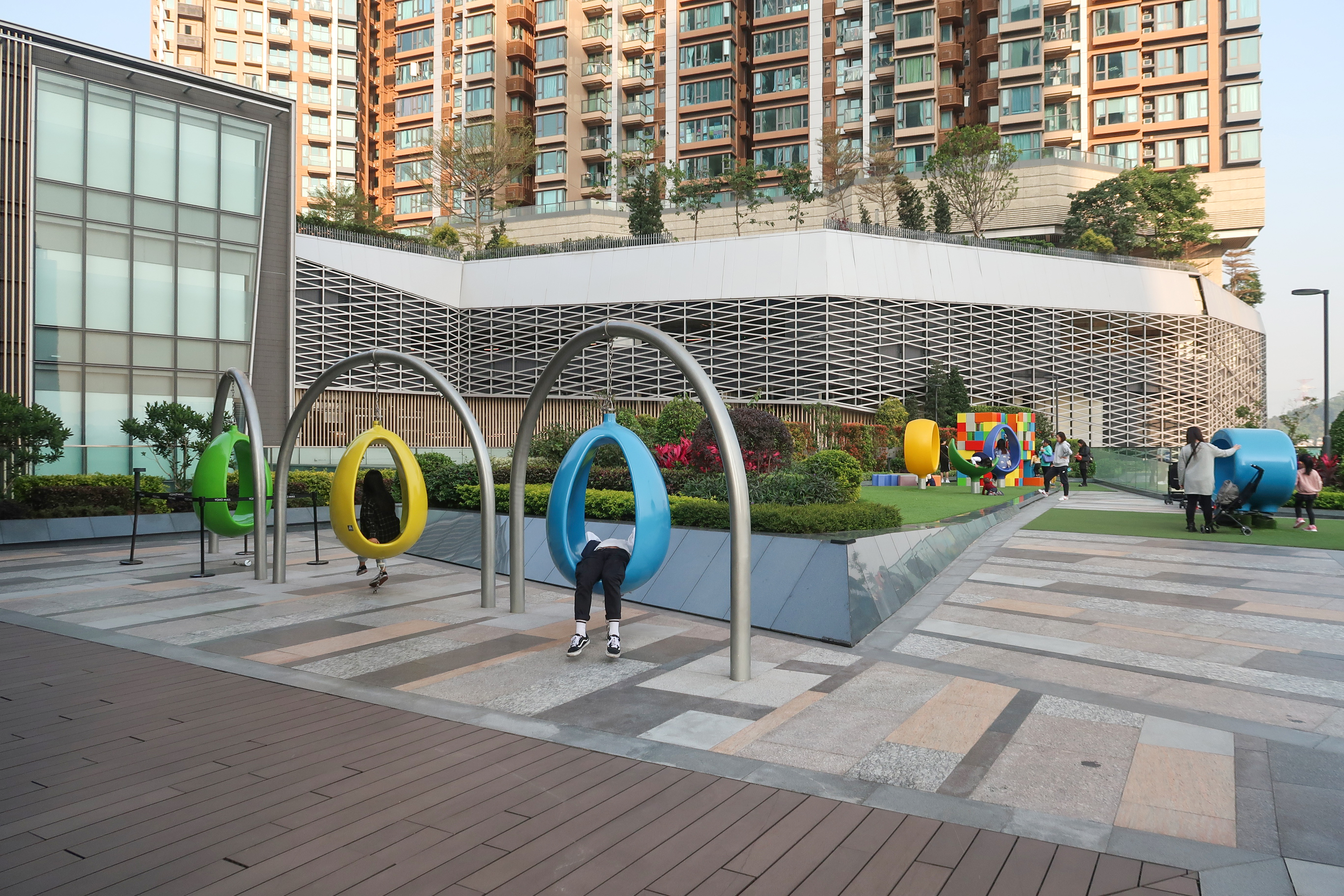
2樓花園平台遊樂場

發展中的形點I擴展部分（Yoho Mall I Extension）總樓面面積475,000平方呎，樓高3層，以雙層行人天橋連接形點I。提供多個國際時裝品牌、美容、珠寶鐘錶、兒童服裝及中式菜館等商戶。商場部份範圍在2017年3月22日開通，在2017年7月21日開幕，合共涉及約200個舖位。
地下設百老匯院線MY CINEMA戲院，佔地5.5萬平方呎，提供1間全新界最大IMAX戲院及7間普通戲院，合共1,200個座位，落成後是全港面積最大的IMAX戲院。
1樓以國際時裝品牌及珠寶鐘錶店為主，包括agnès b.、Cocktail、DURBAN、Nike Kicks Lounge、UNIQLO等。鐘錶珠寶配飾店有8間，包括6000方呎的太子珠寶鐘錶、周生生、周大福、六福珠寶、ROLEX、TUDOR、Folli Follie、TISSOT。商場近行人天橋連接YOHO Midtown以美容化妝品牌為主，有34間，包括Dior、Lancôme、Shiseido、SK-II、shu uemura、Kheil's、MAC、benefit、JOYCE Beauty、The Body Shop、MAC及ORAGINS等。佔地逾2.1萬平方呎一田百貨超級市場亦在10月5日於商場開業。而UNIQLO和無印良品分別在2018年第1季和第4季開業。
食肆大多以高檔消費為主，包括王子飯店、MANGO TREE Cafe、美心旗下Urban Bakery和PAPER STONE麵包店、鮨穴、法國甜品Pâtisserie Tony Wong、GODIVA、韓式炸雞NeNe Chicken、Glasshouse及利苑酒家。
1樓戶外設休憩場地「白鷺花園」，以藝術手法呈現元朗特色。包括裝設白鷺雕塑、以橫水涵為概念的座椅及蘆葦燈效。
2樓設兒童天地及運動店，包括玩具反斗城、Chicco、CHICKEEDUCK、Kingscow、0/3baby COLLECTION、兒童家具店FLEXA、Book Castle、FILA、AIGLE等。其他租戶包括實惠家居、J Select、SINOMAX及蓆夢思。食肆包括Outback Steakhouse、小玉牛肉麵、翡翠江南、霸王川莊、北京樓、福建中菜館「莆田」、御前上茶、日本菜拉麵「金田家」、B.Duck Cafe等。到2020年起有數間租戶因反修例運動和新型肺炎疫情而結業，主要以童裝店為主。而大眾書局結業後，商場更一度沒有書店。到2021年3月，誠品在2樓開設期間限定店，但只售賣幼兒書，圖畫書和文具。到2022年初，兒童天地多間小商舖結業，原址將分別開設家具店Francfranc，高級嬰兒用品店Mother Court，美心旗下的“念川居”和兒童服裝店momonittu。
商場內設面積約1,200平方呎的永東集團跨境巴士候車室，提供行李儲物櫃及免費Wi-Fi上網等服務，亦設專櫃代購高鐵等車票，方便內地旅客到來。

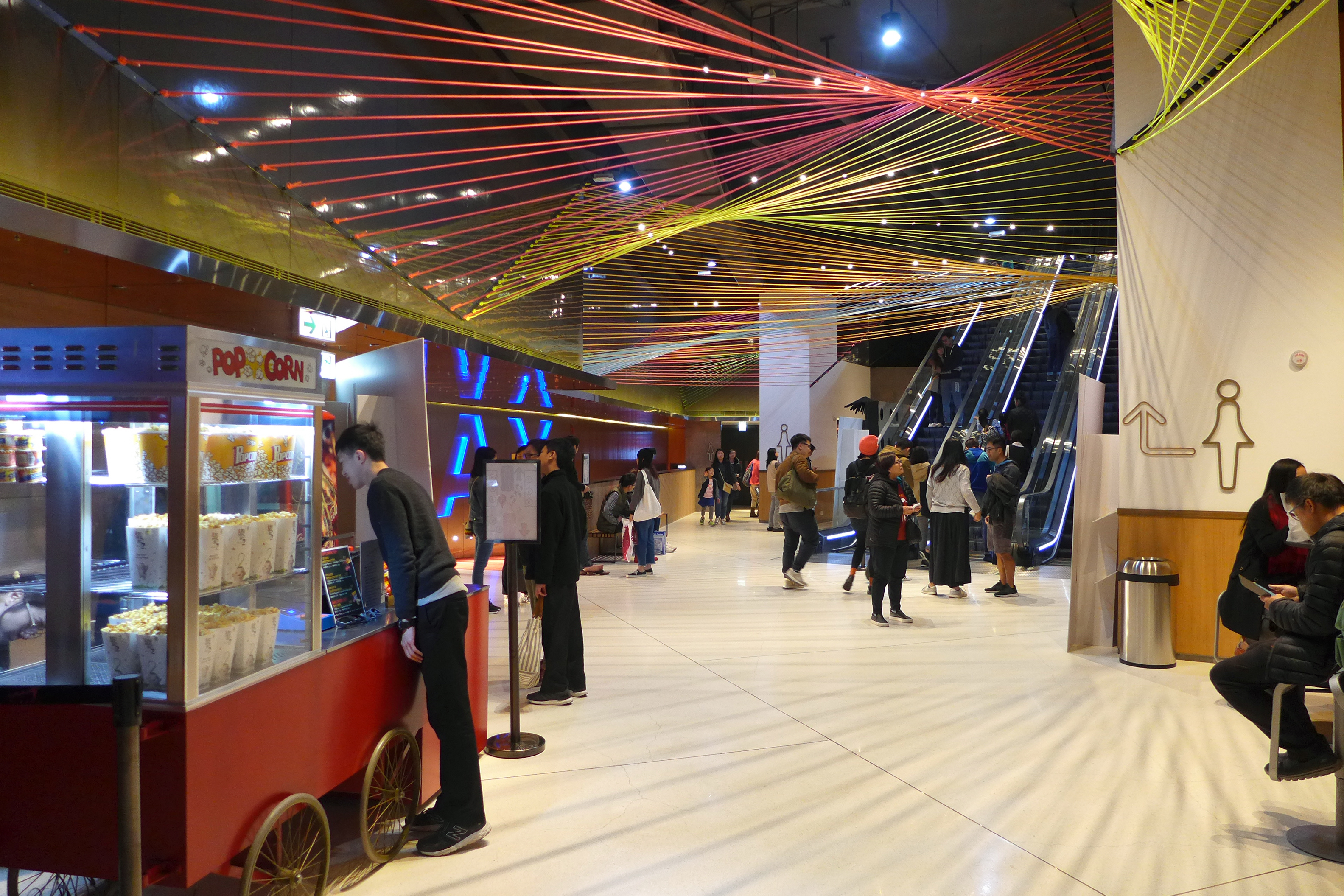
地下百老匯院線MY CINEMA戲院
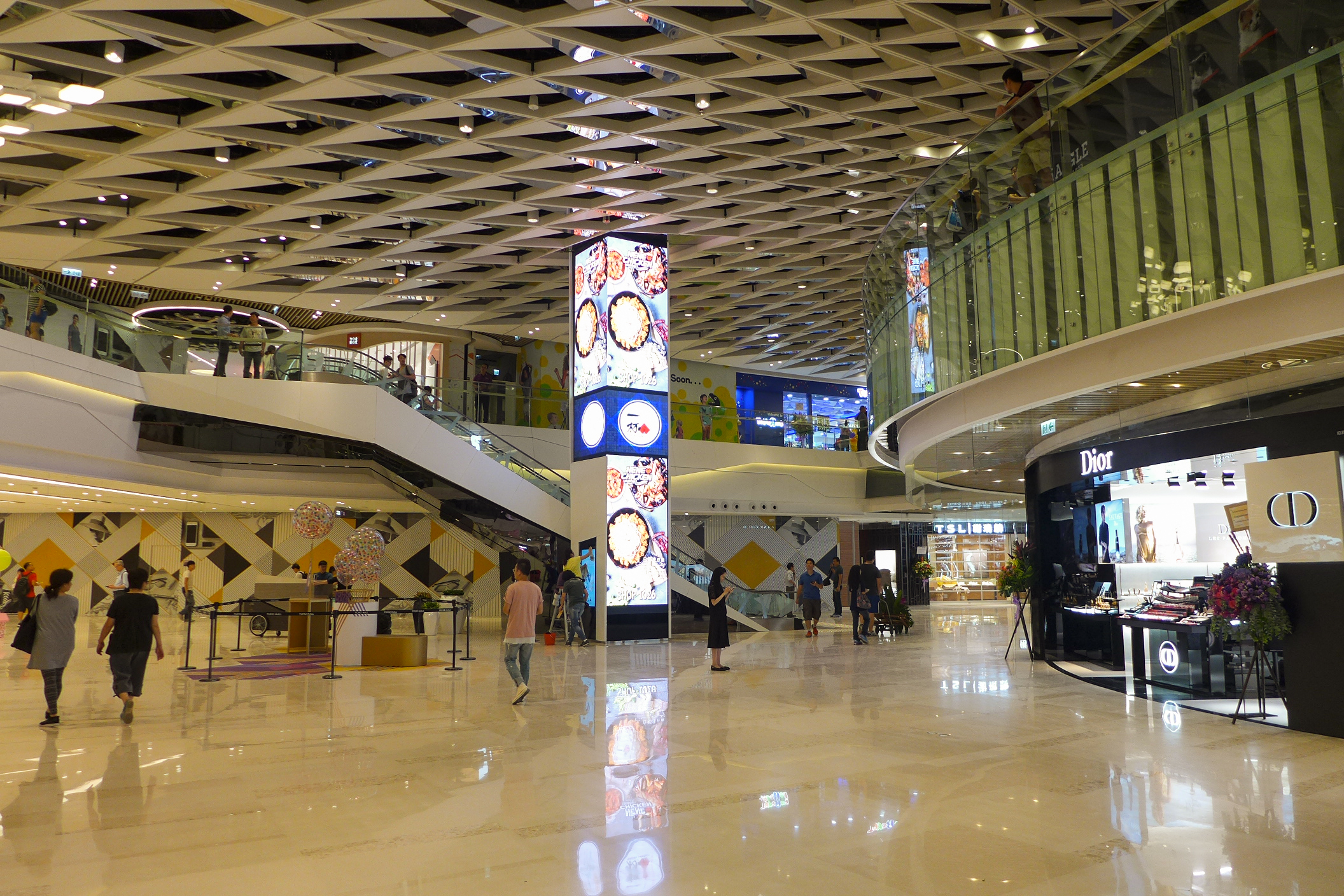
中庭
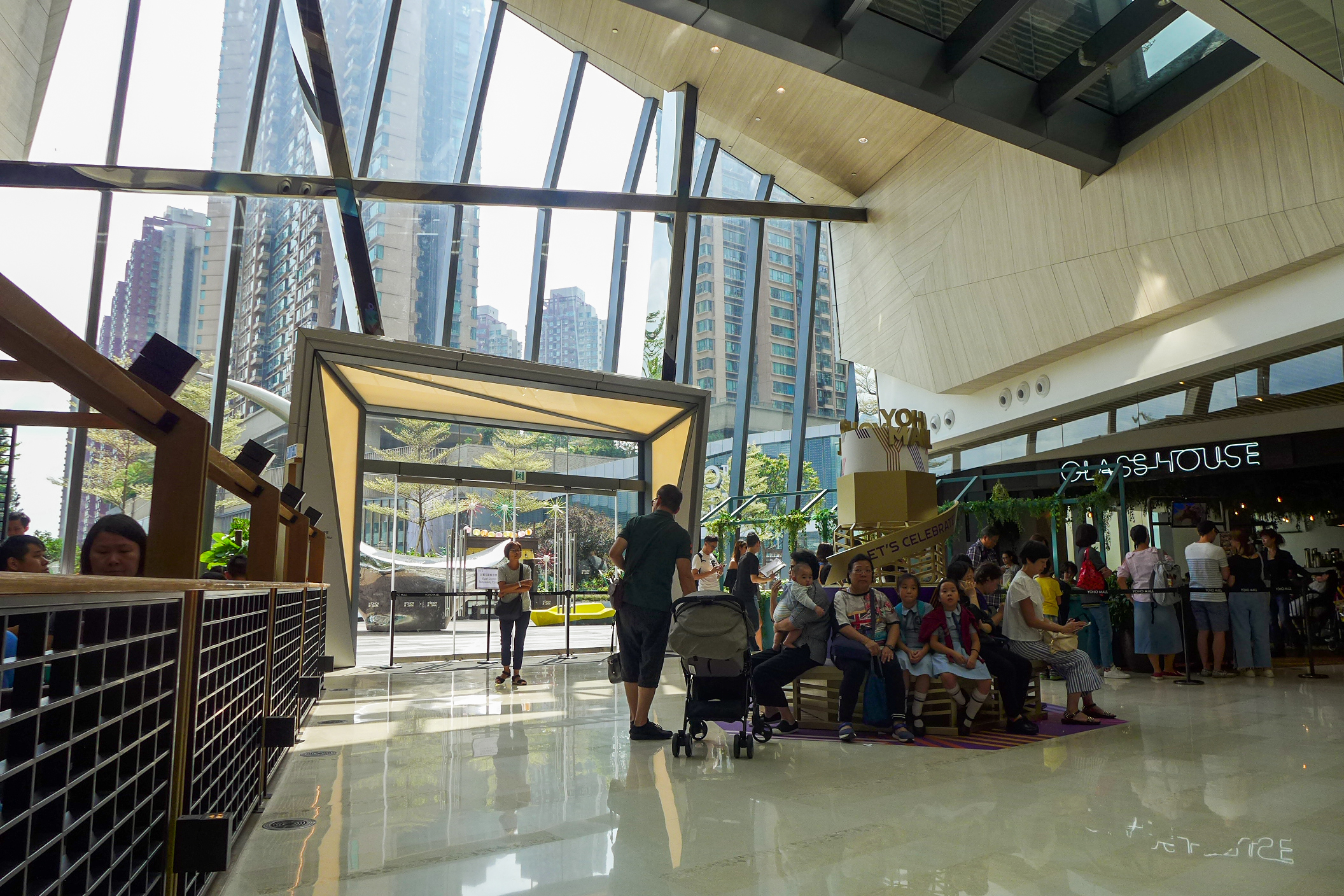
1樓玻璃屋
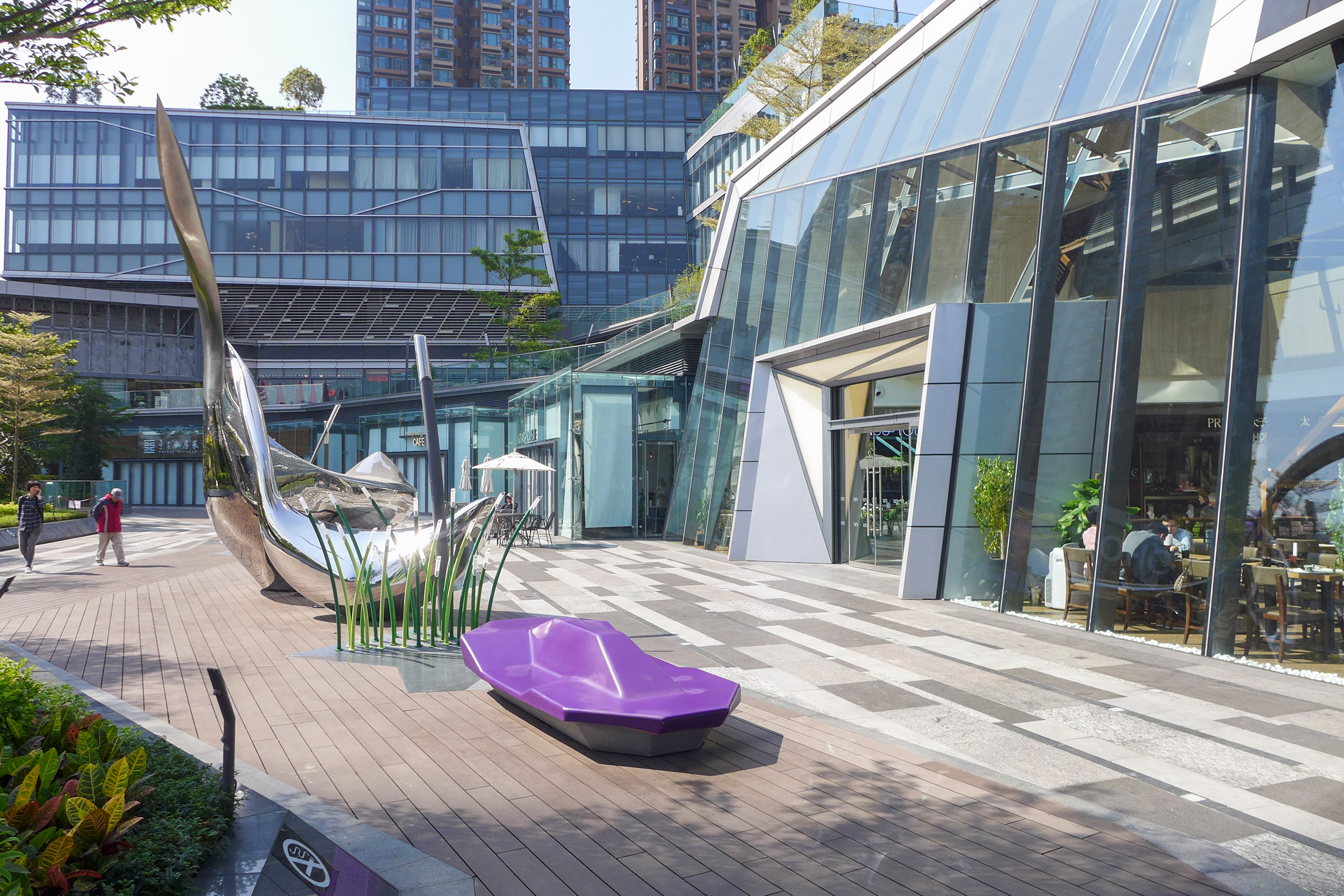
1樓白鷺花園
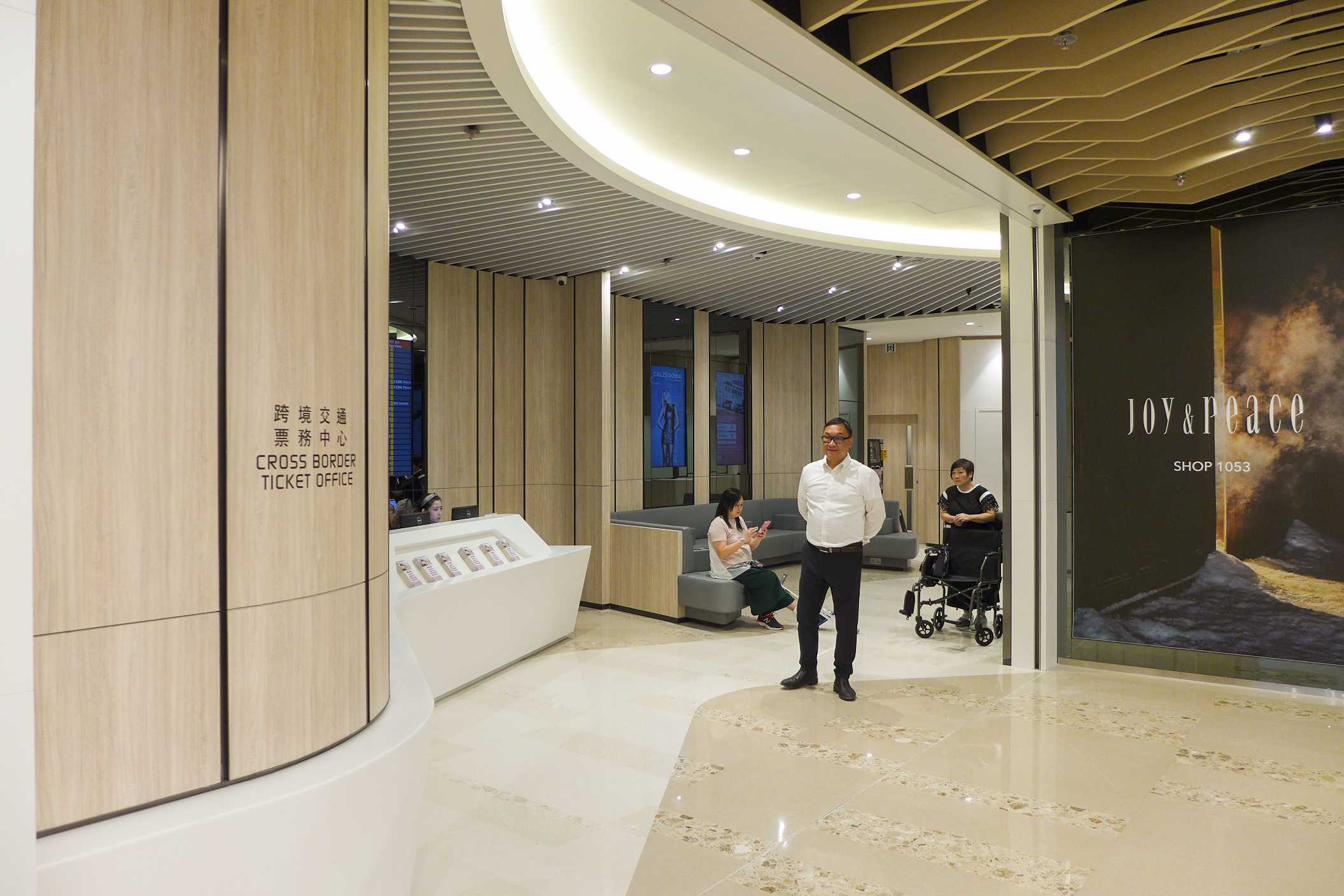
1樓跨境巴士候車室
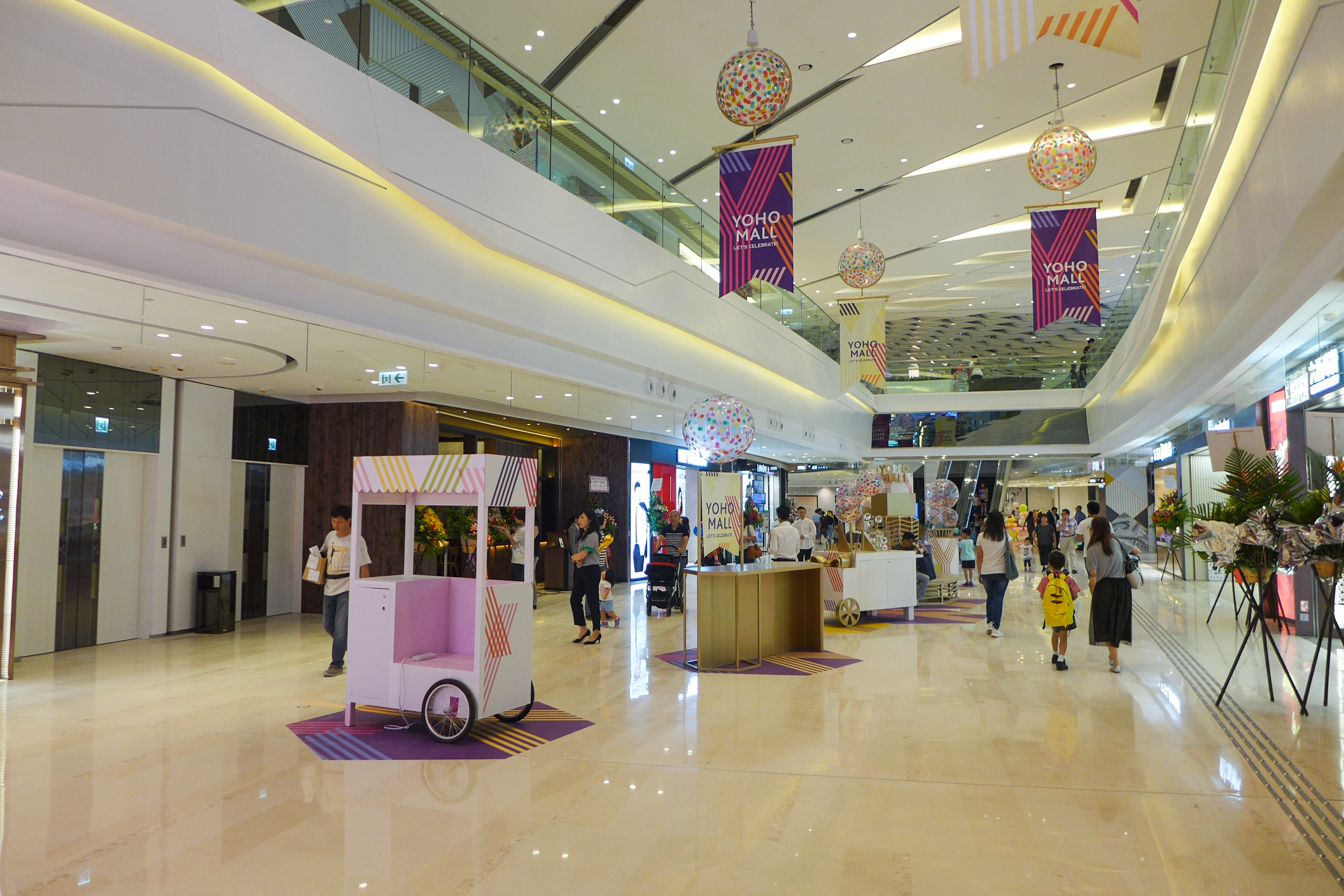
1樓通道
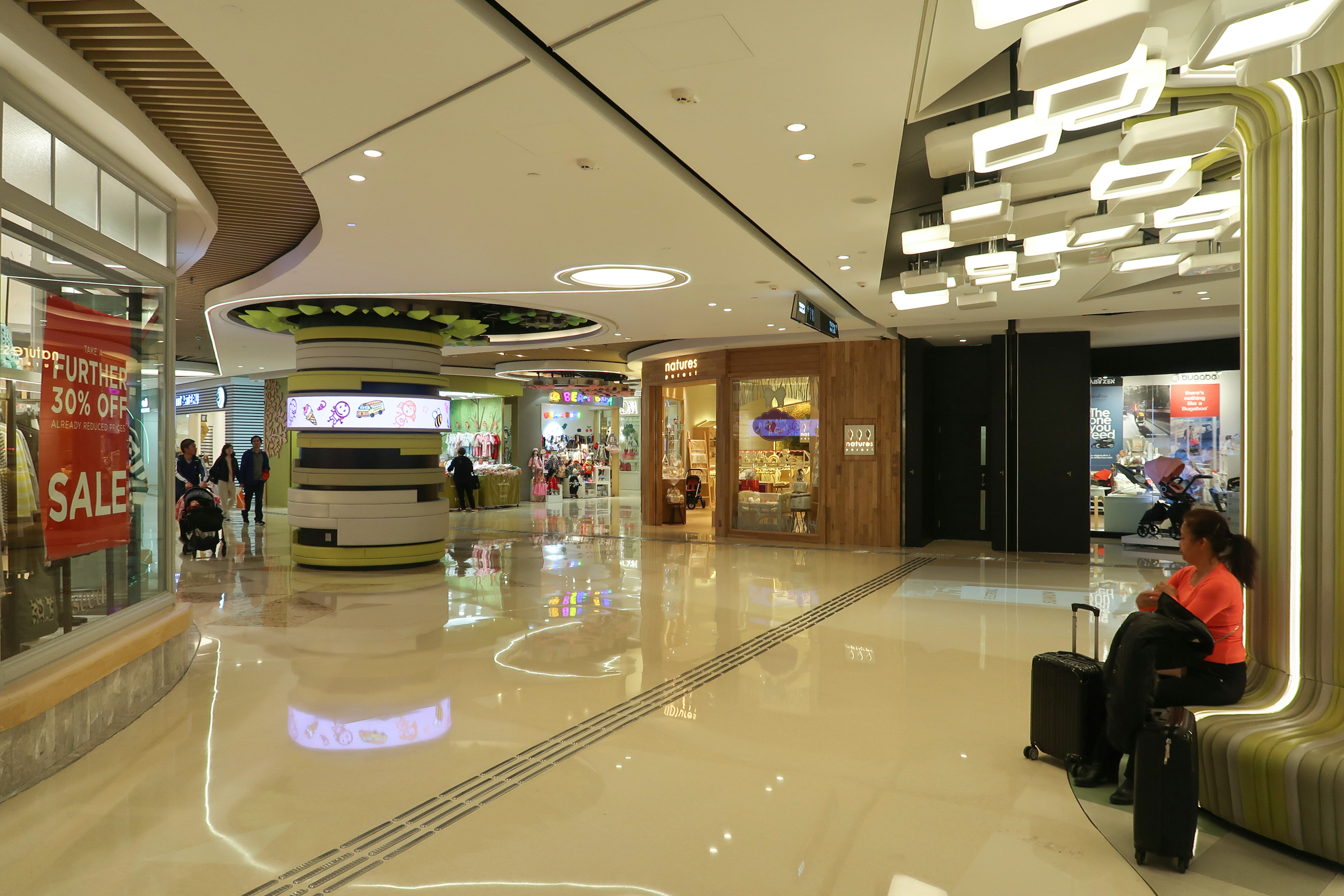
2樓兒童天地
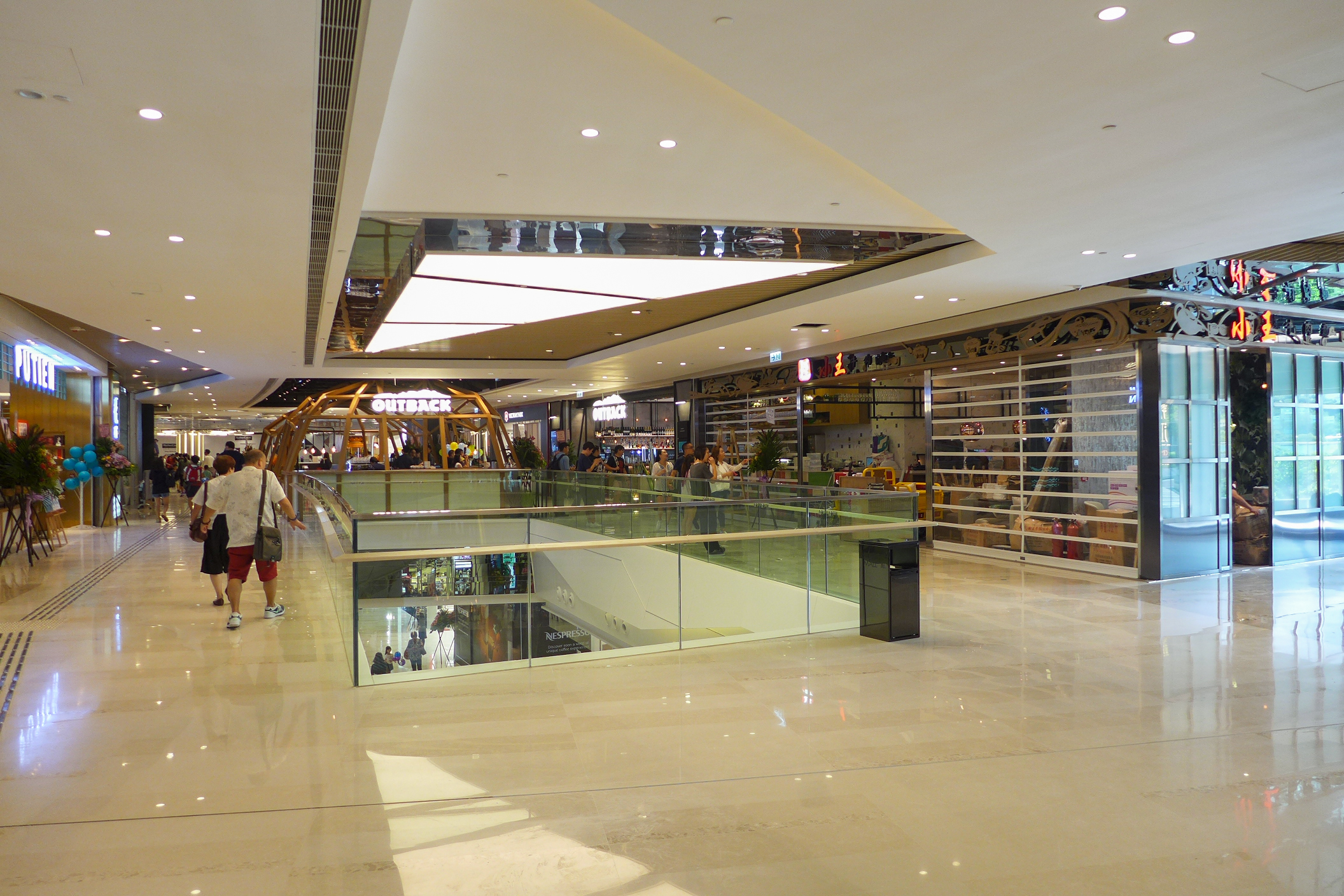
2樓餐廳

## 公共空間及設施

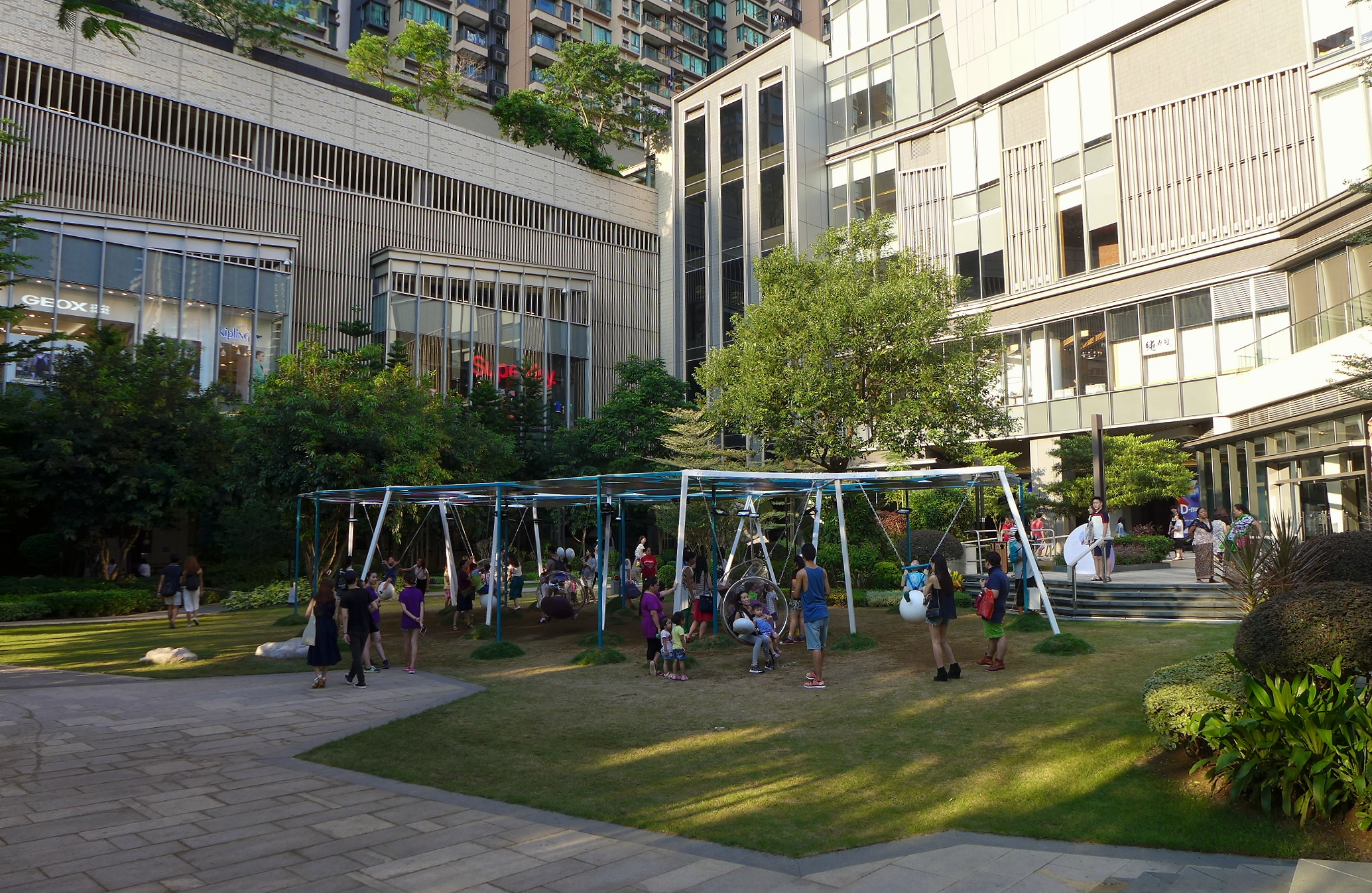
綠化空間於2015年9月至2016年初擺放可作遊樂設施的藝術裝置（公園一部份地方被政府收回並計劃興建公共房屋）

YOHO Midtown地下廣場部份範圍劃為綠化空間Midtown Garden，戶外綠化空間達15萬平方呎，商場和LAAB實現室合作，在2015年9月1日至2016年初（逢星期一暫停開放），舉行「玩．藝」之旅，在露天空間擺放多件可作遊樂設施的藝術裝置，裝置不設額外收費。商場一樓則設24小時通道連接YOHO Town第一期及第三期商場。
而Grand YOHO商場一樓及二樓設有公眾平台。
不過此公園一部份地皮已被政府收回並計劃將會興建一座公共房屋由房協負責

## 宣傳推廣

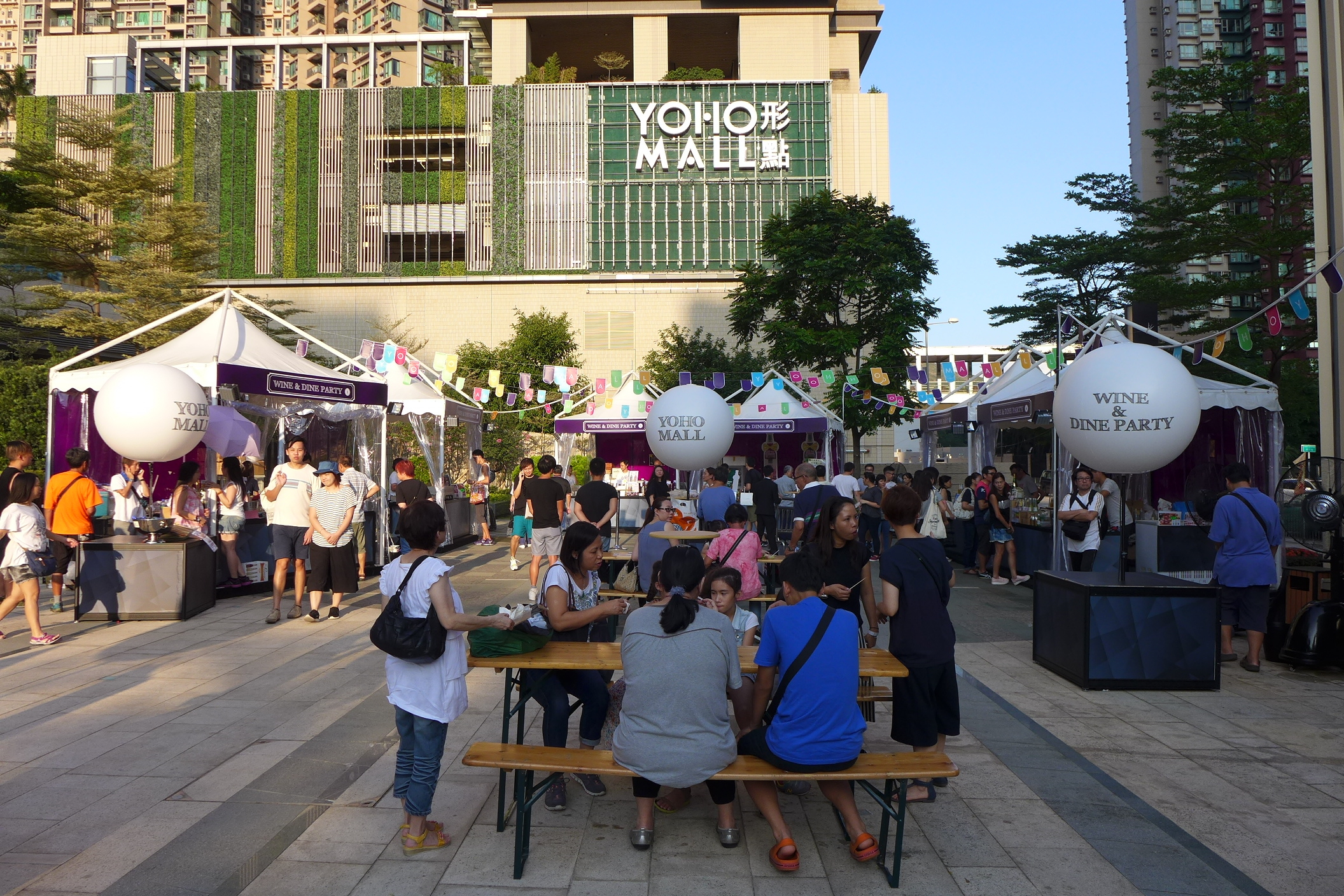
地下廣場設美食狂歡派對

為宣傳商場開業，發展商耗資2000萬港元進行宣傳推廣活動，包括舉行一星期的美酒美食狂歡派對，在中庭設置Yoho Gallery Lounge，除與香檳品牌Moët & Chandon推出商場特別版香檳，亦展示水墨畫家廖永雄 （页面存档备份，存于）先生的作品。另外商場亦將送出超過1000張飛機票，亦送出飛行里數。

## 流動應用程式
商場推出流動應用程式，除提供商場及商戶資訊，亦可透過應用程式預訂食肆座位、尋找汽車停泊位置、交通指南等服務。應用程式已在2018年3月31日終止。現在《YOHO MALL形點》已失效，並已由《SHKP MALLS》代替《YOHO MALL 形點》。

## 批評

### 閒座區偏少
商場閒座區偏少，唯一閒座區位置是是1樓升降機大堂設木造硬座椅供遊人休息，及後已在通往Yoho Town一期的通道加裝坐椅。

### 外牆造成光污染
YOHO MALL外牆多個部份採用發光二極管設計，並於晚上時段開啟。惟有元朗居民投訴造成滋擾。商場管理處其後馬上降低光度，並在晚上關閉燈光。

### 疑違公契將行人天橋天花作廣告用途
有元朗居民發現在9月發現來往新元朗中心行人天橋掛滿宣傳橫額多時，曾向政府部門投訴，惟未見清走橫額。食物環境衞生署發言人表示，除非獲得主管當局書面准許，任何人士在政府土地（包括行人天橋上）展示或張貼招貼或海報即屬犯罪。接獲轉介後巡查並沒發現宣傳品，會繼續留意及採取適當行動。商場管理公司發言人則指現時已沒有在商場以外放置宣傳品。

### 出現車龍倒灌問題
商場停車場經常爆滿，車輛需輪候多時進入停車場，引致區內交通擠塞問題嚴重，甚至影響進入元朗區的市民。

## 反修例事件期間事件

### 防暴警察衝入商場搜捕

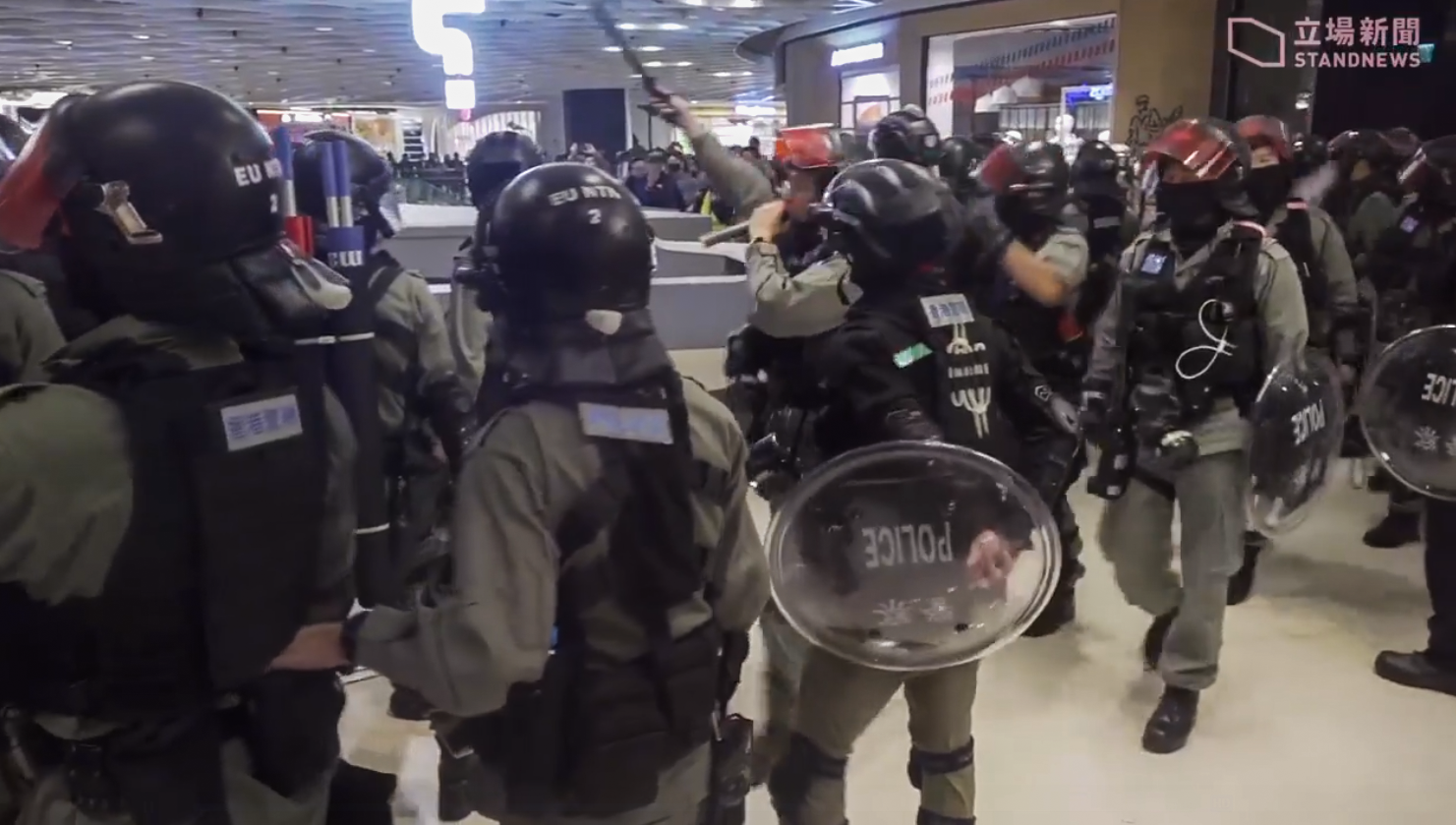
2019年12月21日元朗襲擊事件五個月，過百名防暴警察衝入商場驅散市民

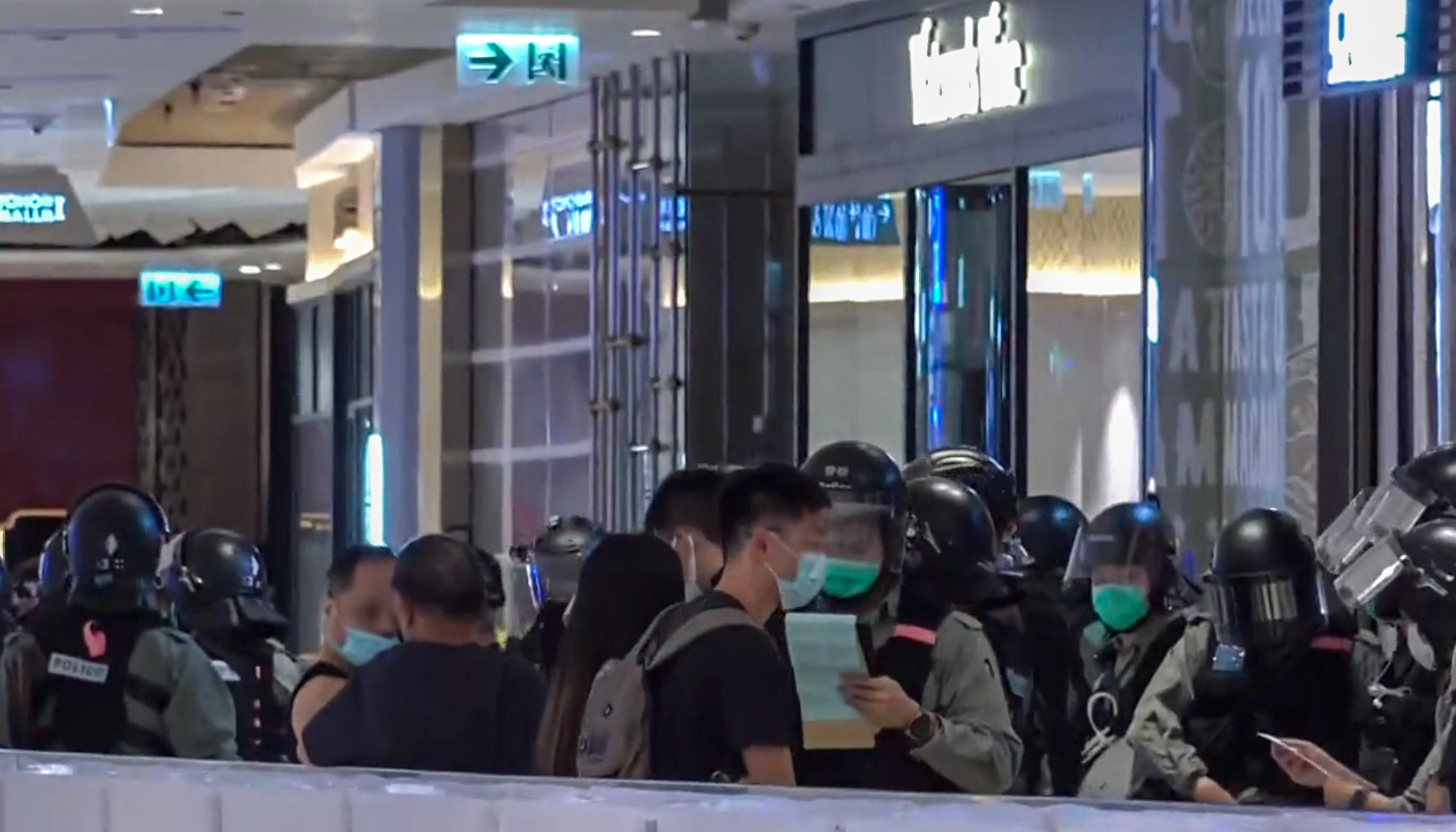
2020年5月21日元朗襲擊事件十個月，7名市民在2樓被截查後而票控

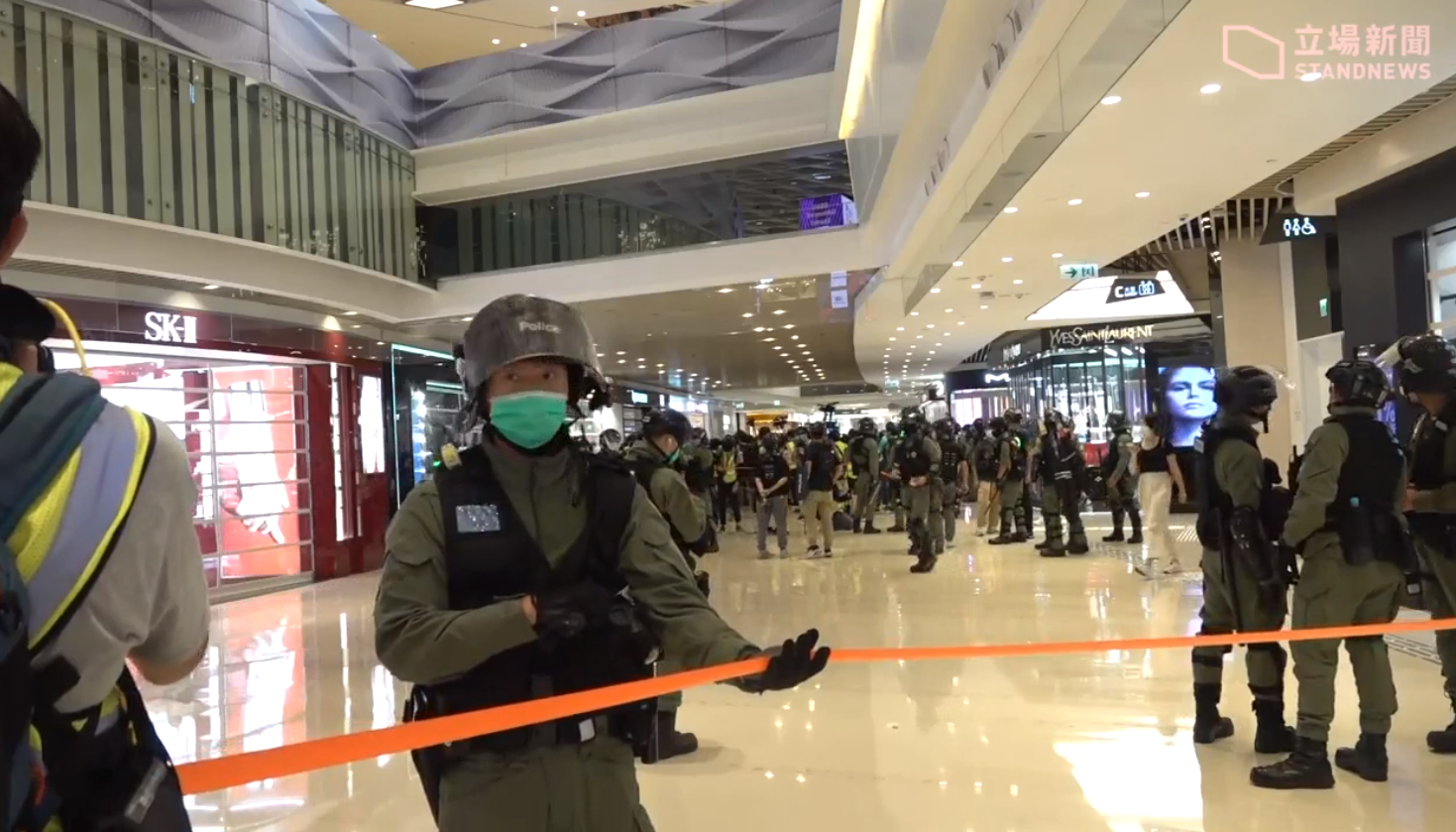
2020年7月21日元朗襲擊事件一週年，防暴警員在1樓通道拉起橙色膠帶封鎖，記者不能前往其他地方採訪

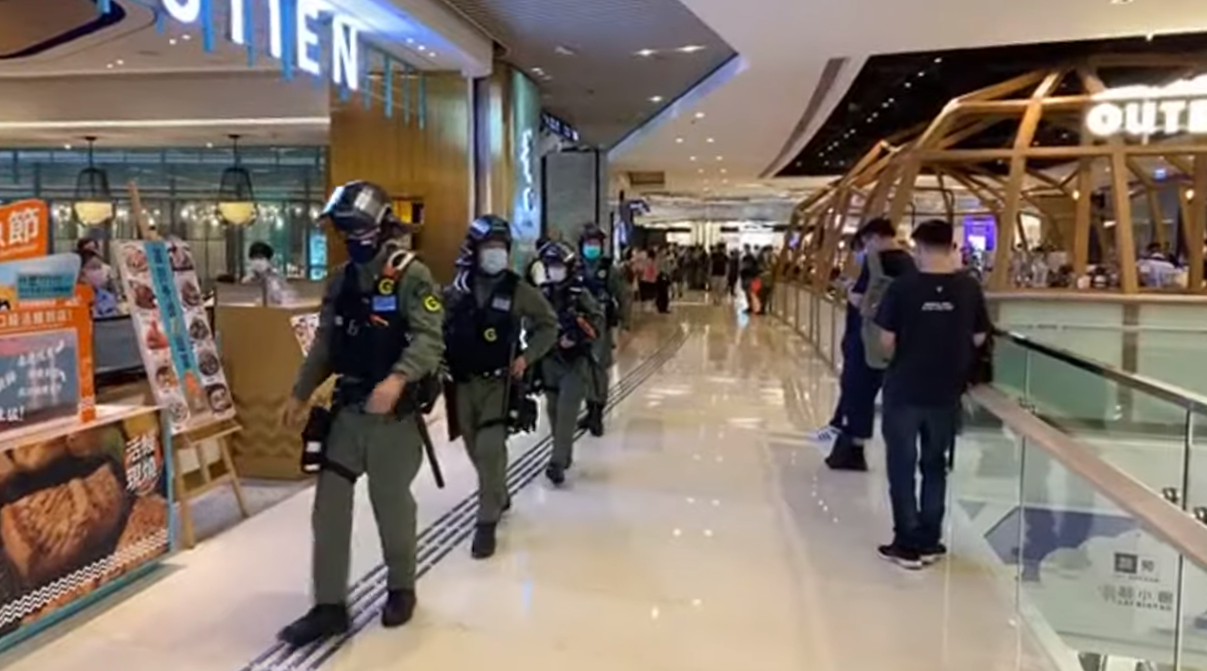
2020年9月21日元朗襲擊事件14個月，防暴警員在2樓通道巡邏

2019年12月21日，元朗襲擊事件發生五個月，有網民發起下午在商場中庭進行靜坐集會紀念，有近100人參與。大部份人身穿黑衣和戴口罩，揮動反修例標語旗幟「香港警察見死不救」、「毋忘721」、「無差別恐襲」等，舉起手高叫口號和在商場內游走。
下午4時半，有黑衣暴徒以鐵錘和電鑽破壞元氣壽司門店櫥窗玻璃後，手持AR-15自動步槍的防暴警察衝入商場，以胡椒噴劑驅散示威人士，並要求場內的遊人離開。有示威人士以「721唔見人，831打死人」指罵警員。近百多名防暴警員在5時24分離開商場

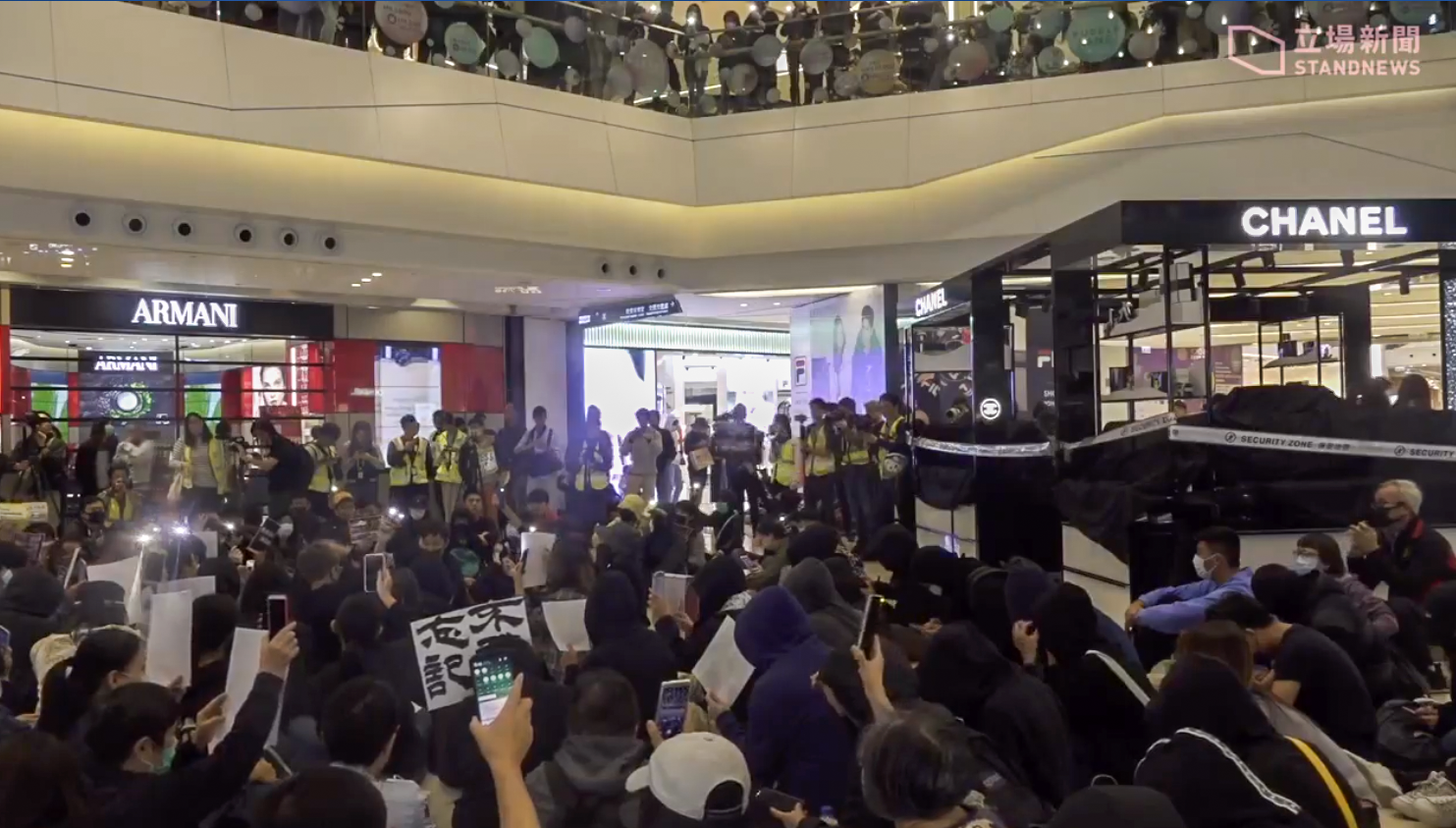
近100人在商場中庭進行靜坐集會
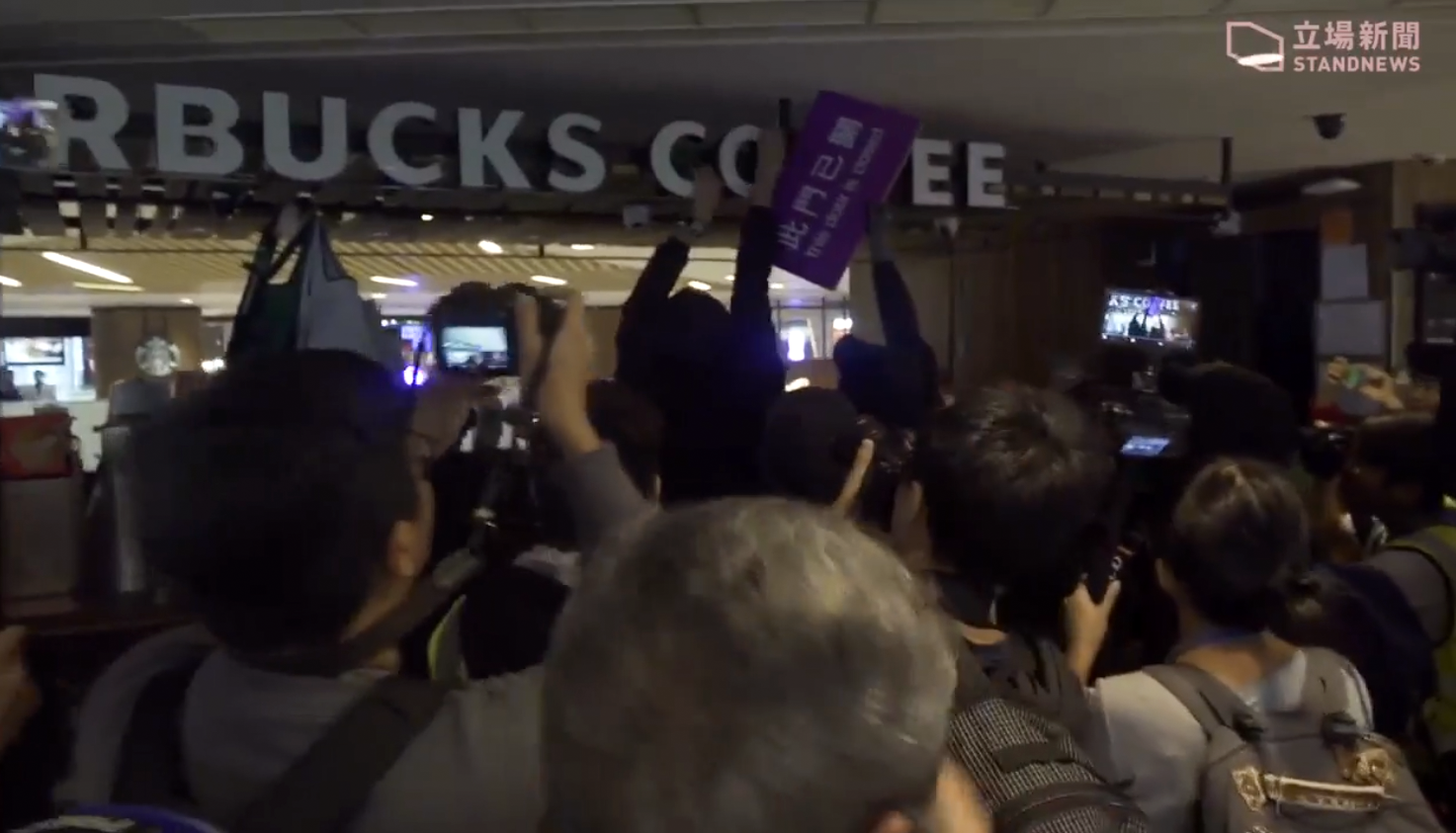
有黑衣人移動Starbucks招牌
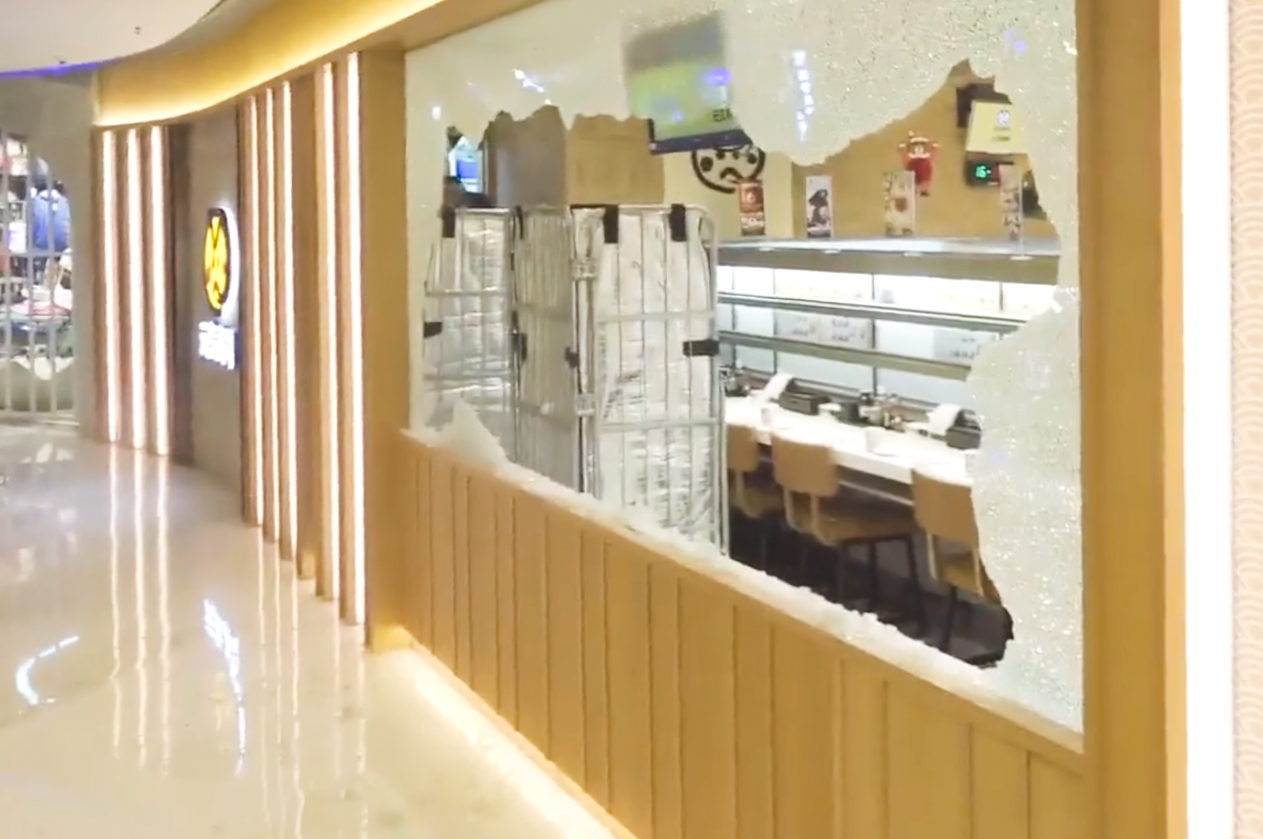
下午4時半，有黑衣人以鐵錘和電鑽破壞元氣壽司櫥窗玻璃
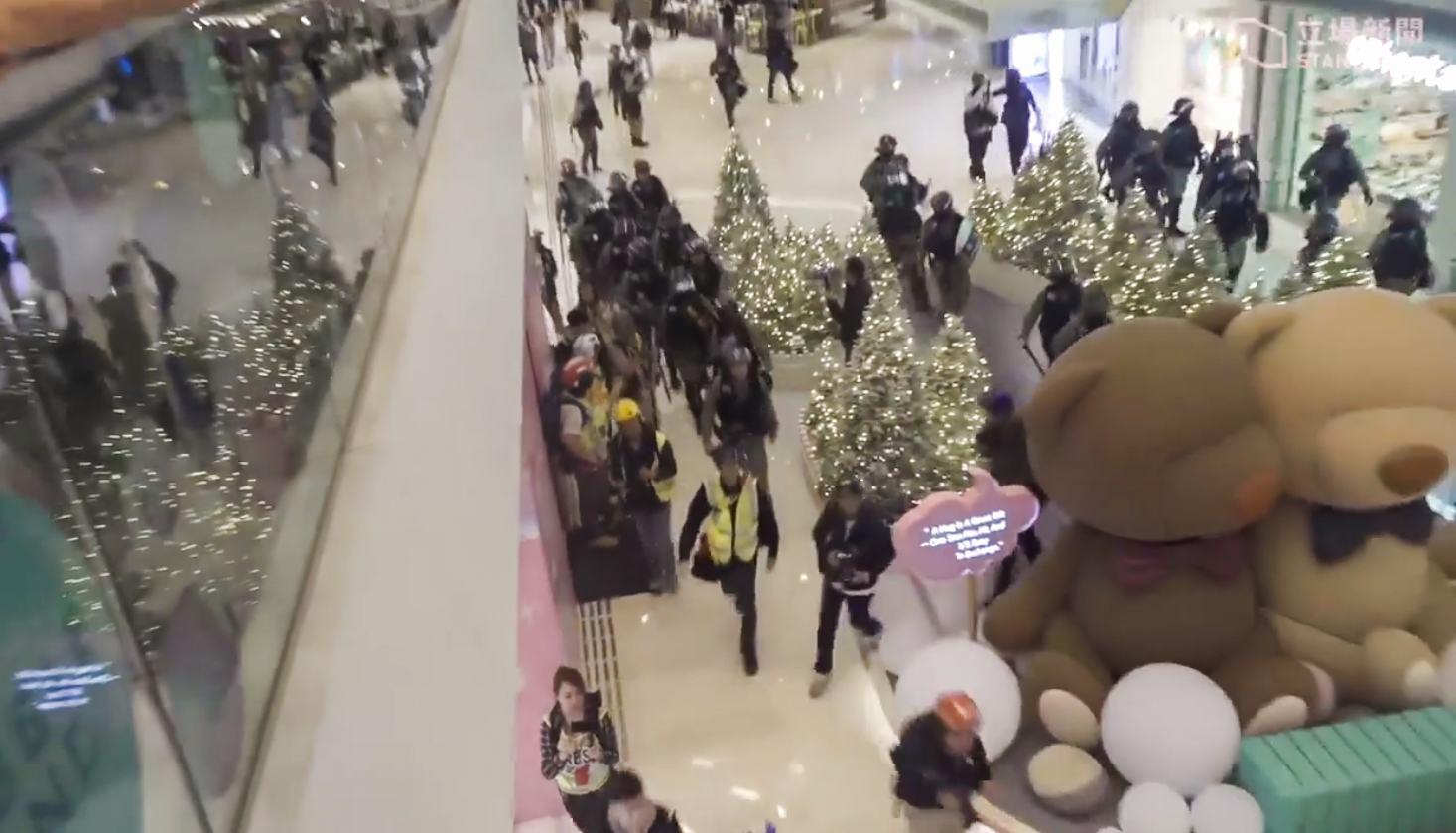
防暴警察從二期奔跑往商場一期
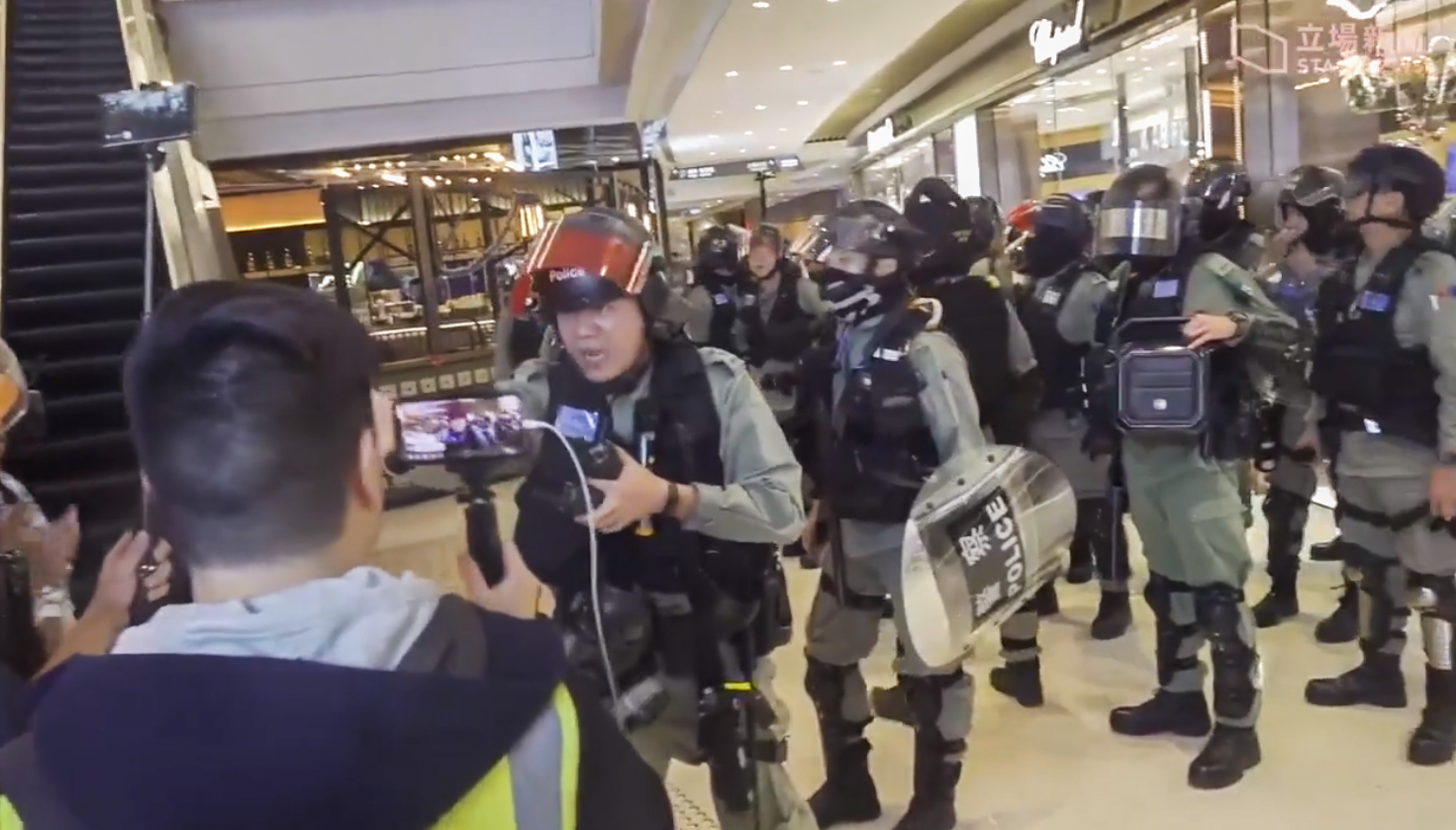
防暴警察警告記者
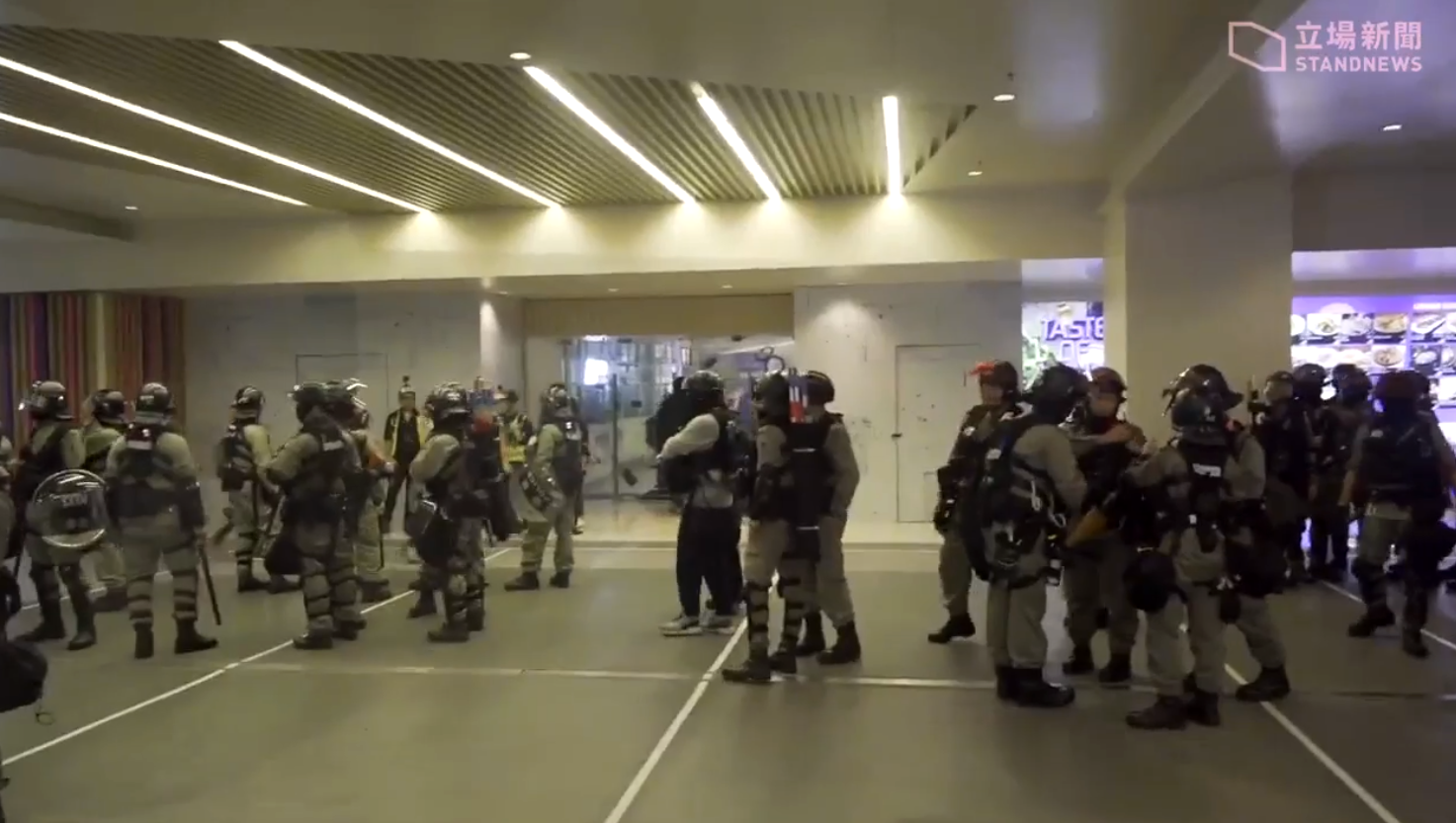
防暴警察封閉來往二期和一期的通道
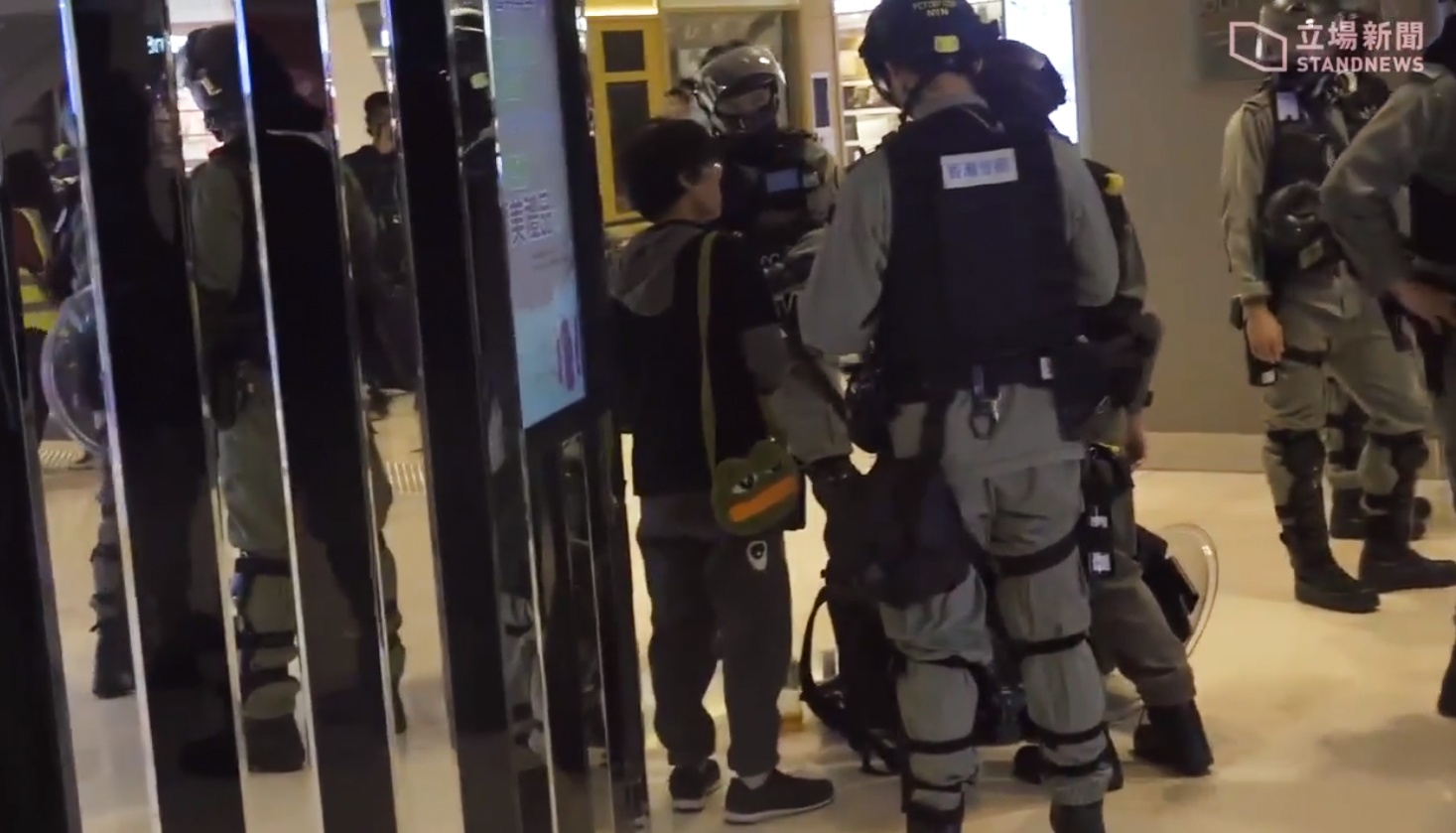
防暴警察截查市民

到晚上8時39分，有示威者在喜茶及麵包店門外噴漆，超過60名防暴警員持盾分兩路包抄跑入商場搜捕，有10多名示威者被截查。有市民疑不滿警員無理衝入商場驅散市民和進行截查，其後在場內設警察封鎖線。到9時警員在商場舉起黃旗，稱商場內有刑事案件發生，到晚上9時25分離開，當日最少8人被捕。
而警員隨後亦進入YOHO Midtown住宅大堂和停車場截查和搜捕多名可疑人士，經調查後以涉嫌遊蕩拘捕年齡介乎16至31歲的6男1女。

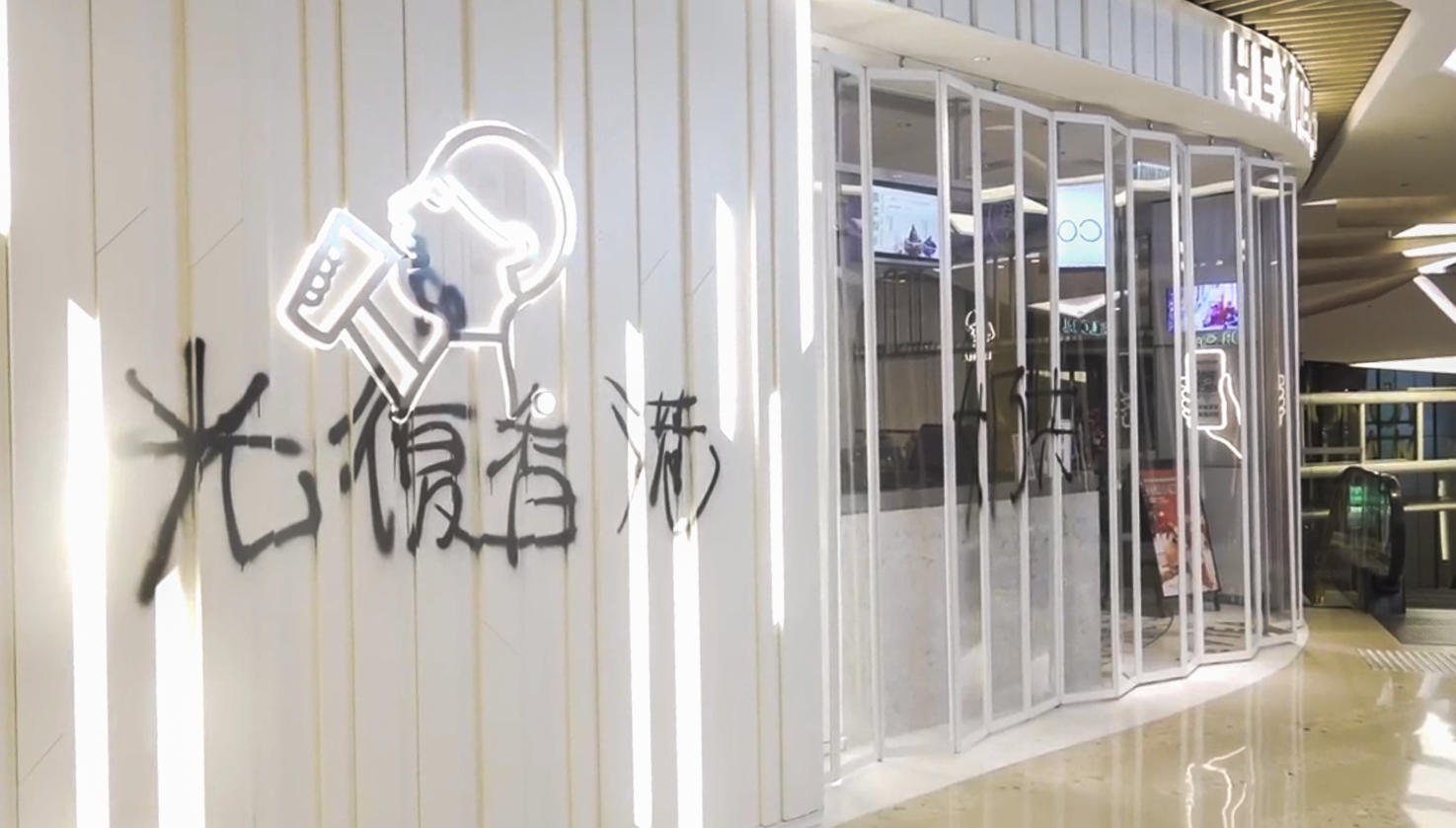
示威者在喜茶及麵包店門外噴漆
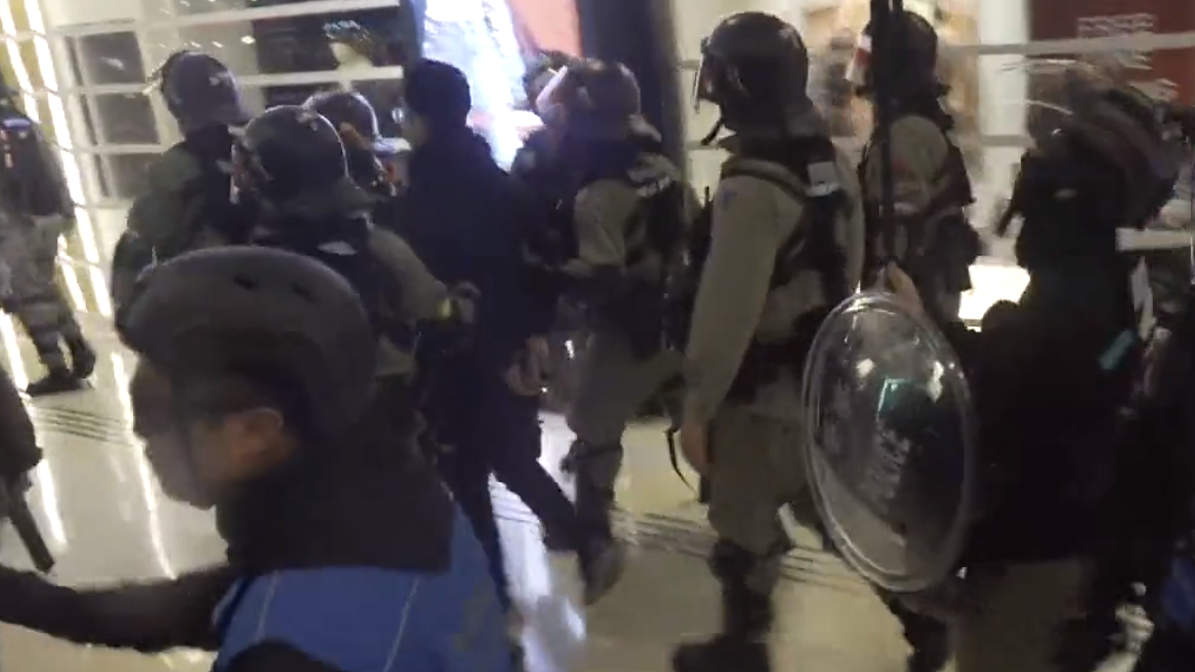
有年輕人被帶走
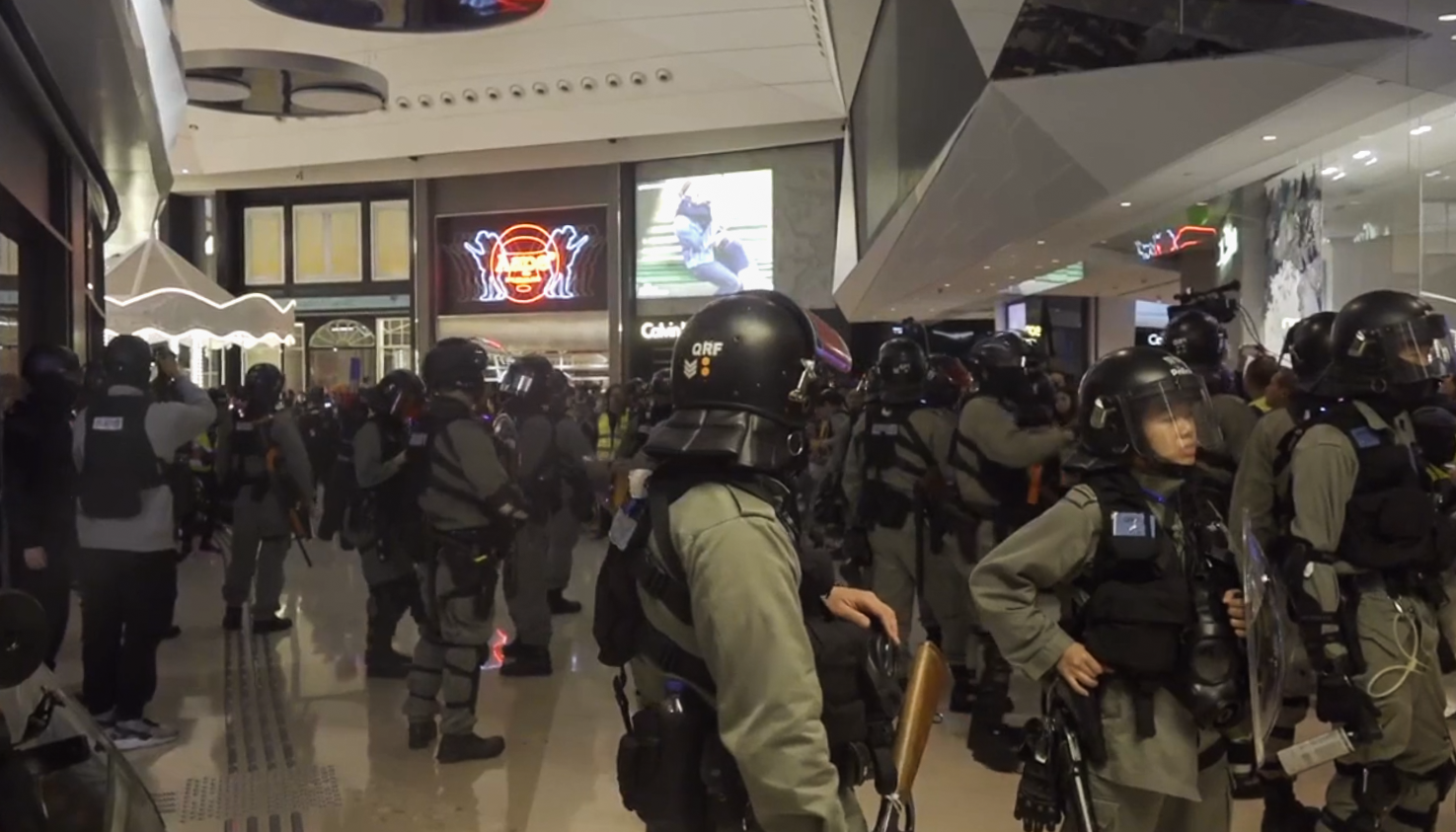
超過60名持盾防暴警員在中庭
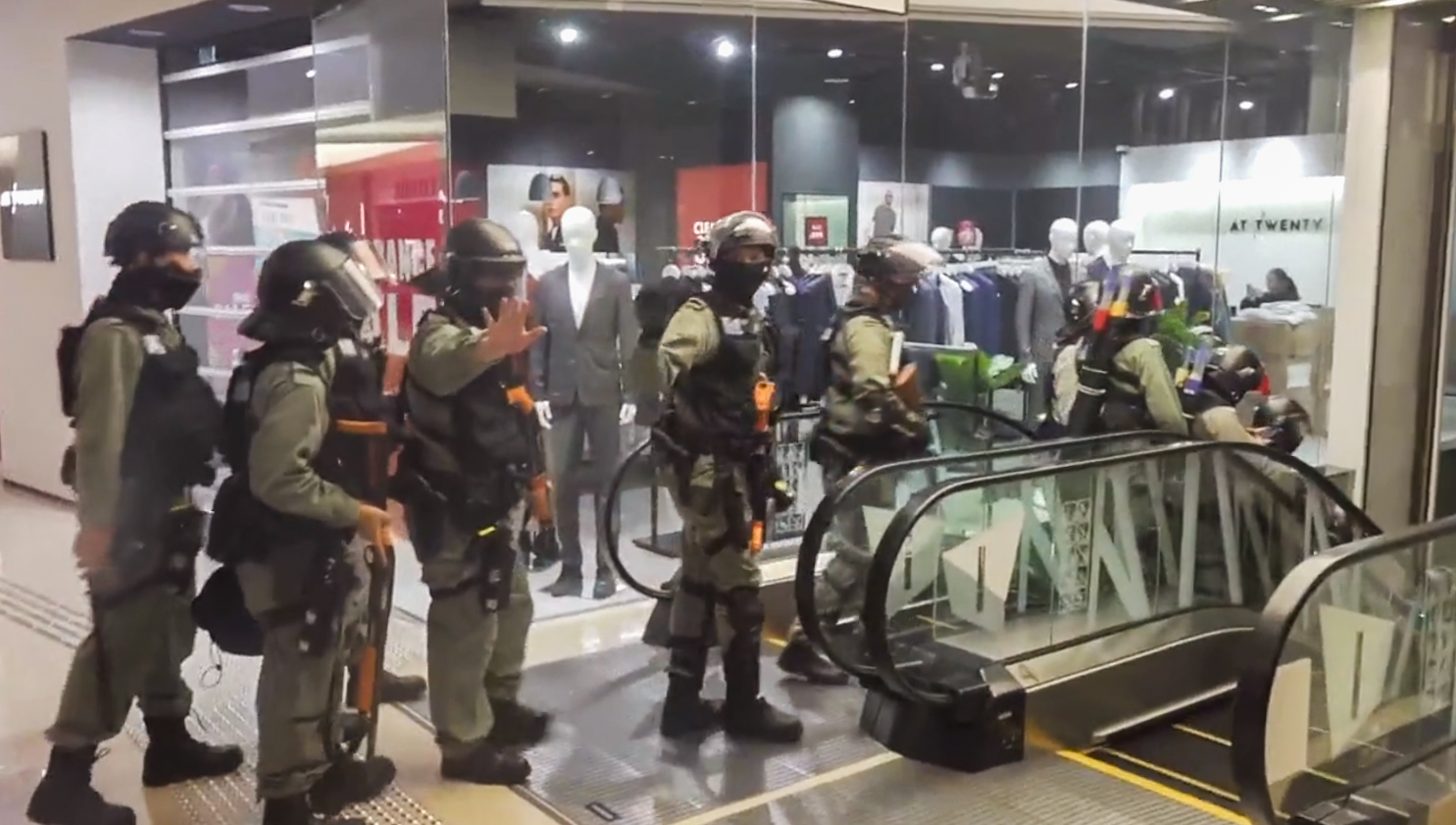
部分防暴警員離開商場
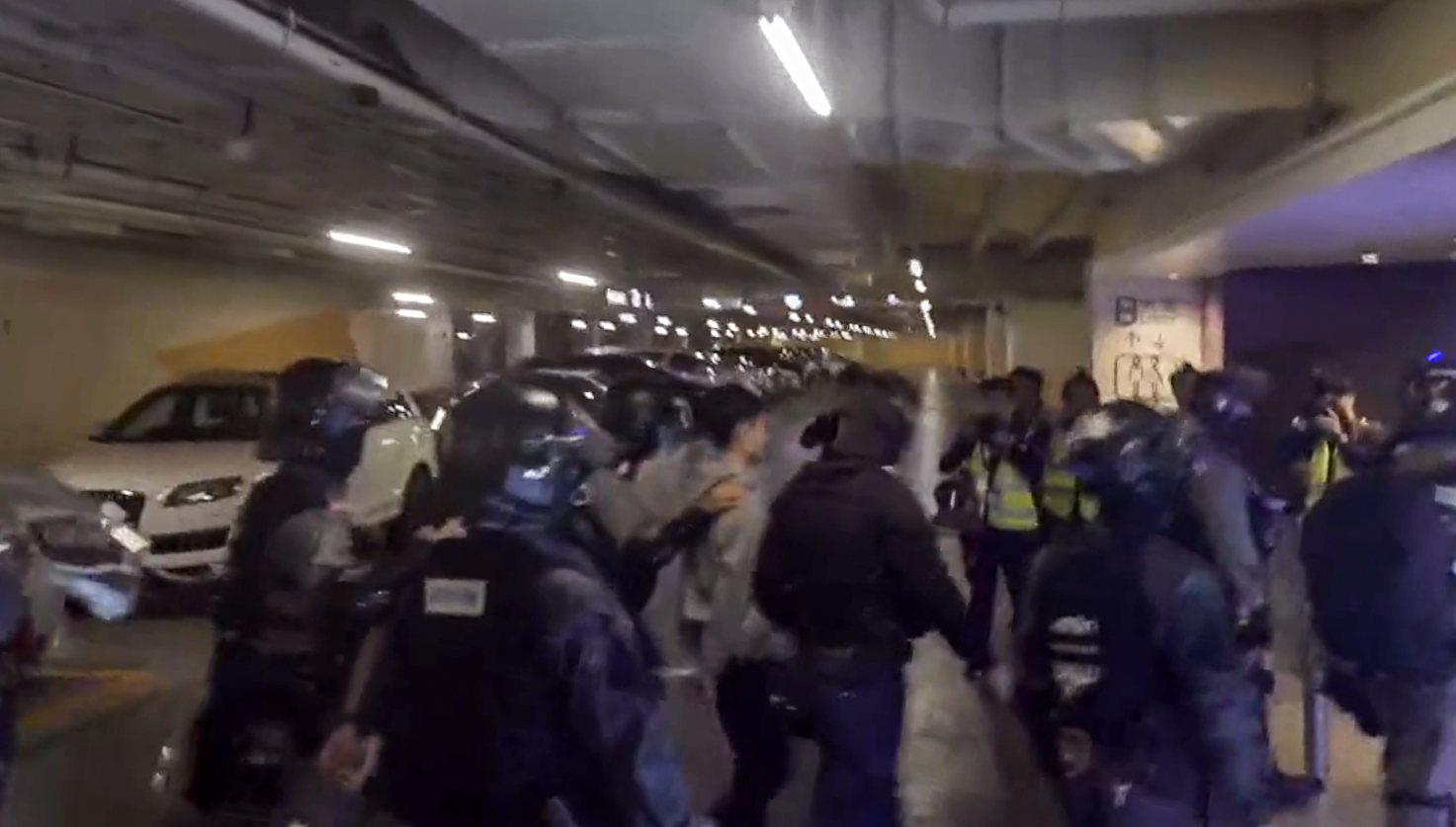
警員在3樓停車場拘捕7名年輕人，涉嫌遊蕩

2020年5月21日元朗襲擊事件十個月，商場中庭有約50-60人聚集，到晚上8時10分，近100名防暴警員分兩路進入YOHO MALL商場，在中庭位置周邊拉起封鎖線，並一度舉黃旗警告。元朗區議員張秀賢和天水連線伍健偉被截查議員證件後獲放行。其中有兩名被票控的學生指警方截查他們時要解鎖手機，一旦發現有Telegram賬戶即票控。

### 示威者躲避防暴警察追截　從商場二樓躍下墮地

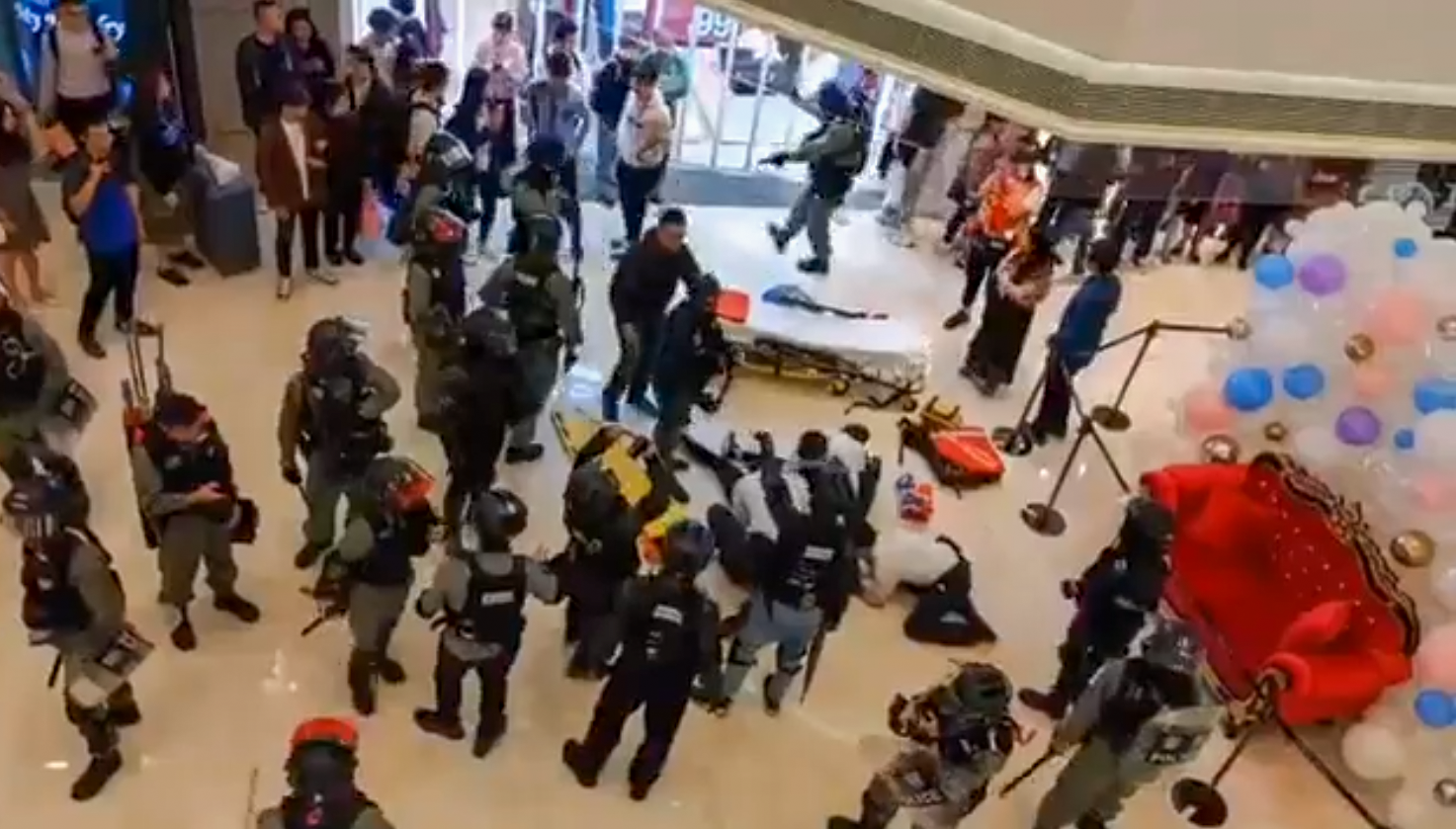
一名姓周19歲青年疑躲避警員追捕，跳出圍欄跌落中庭位置，救護員到達現場

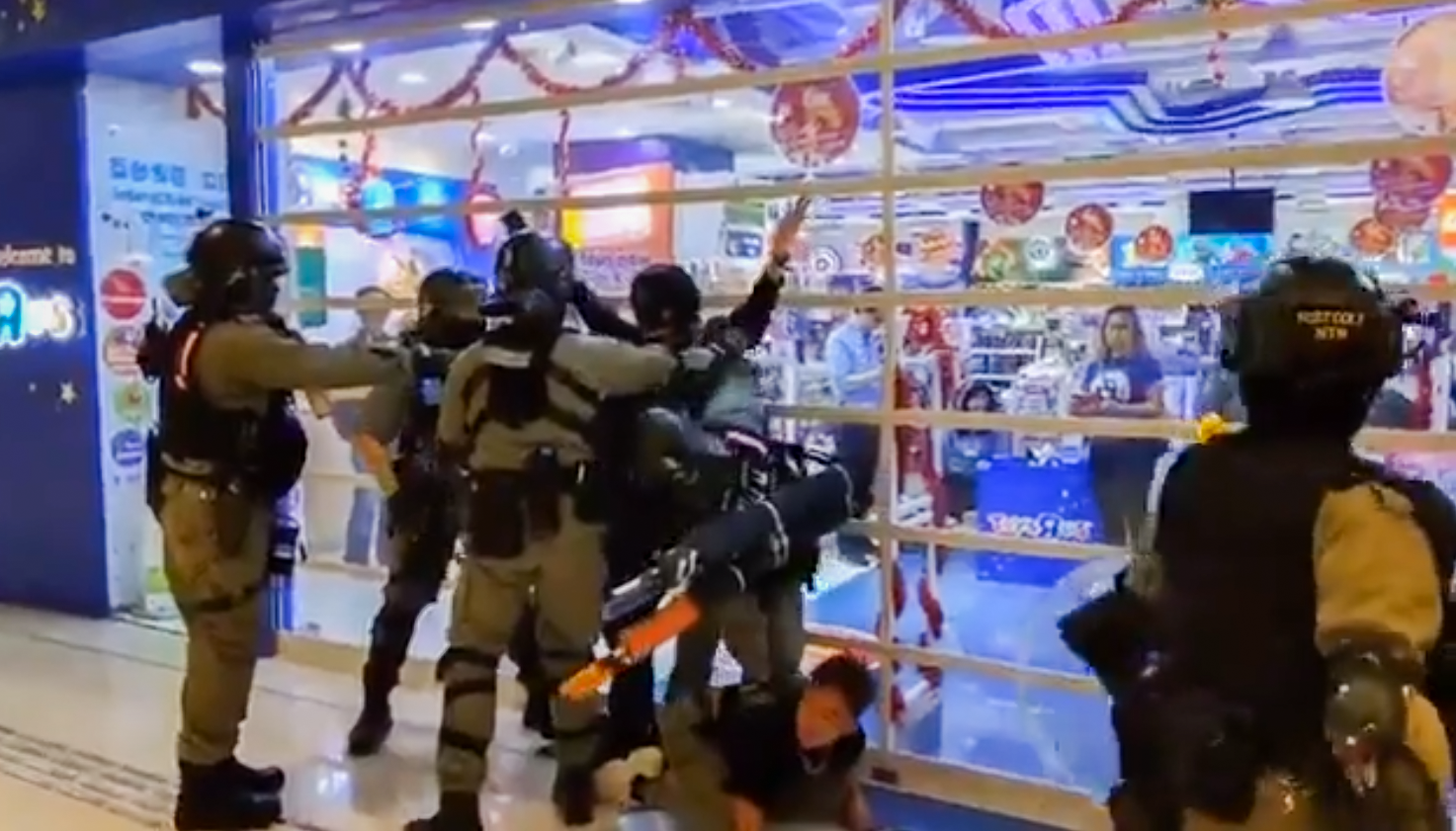
警察在玩具反斗城外制服2名青年人，其中一人舉起雙手

12月24日，網民號召於商場舉行「和你sing(和你唱)」，晚上接近8時，大批防暴警察衝入在商場內搜捕。一名姓周19歲示威者疑躲避警員追捕，跳出圍欄跌落中庭位置。救護員到達現場後送往屯門醫院治理。墮樓男子送院時清醒，頭部沒有受傷和內出血，右手嚴重骨折，背部脊椎有3節骨裂，左手無力。警方以涉嫌襲警將他拘捕。而防暴警察在商場內多次以警棍圍毆和制服多名青年人，引發在場市民不滿。家屬批評警方衝入商場後引起混亂，令人感到害怕。

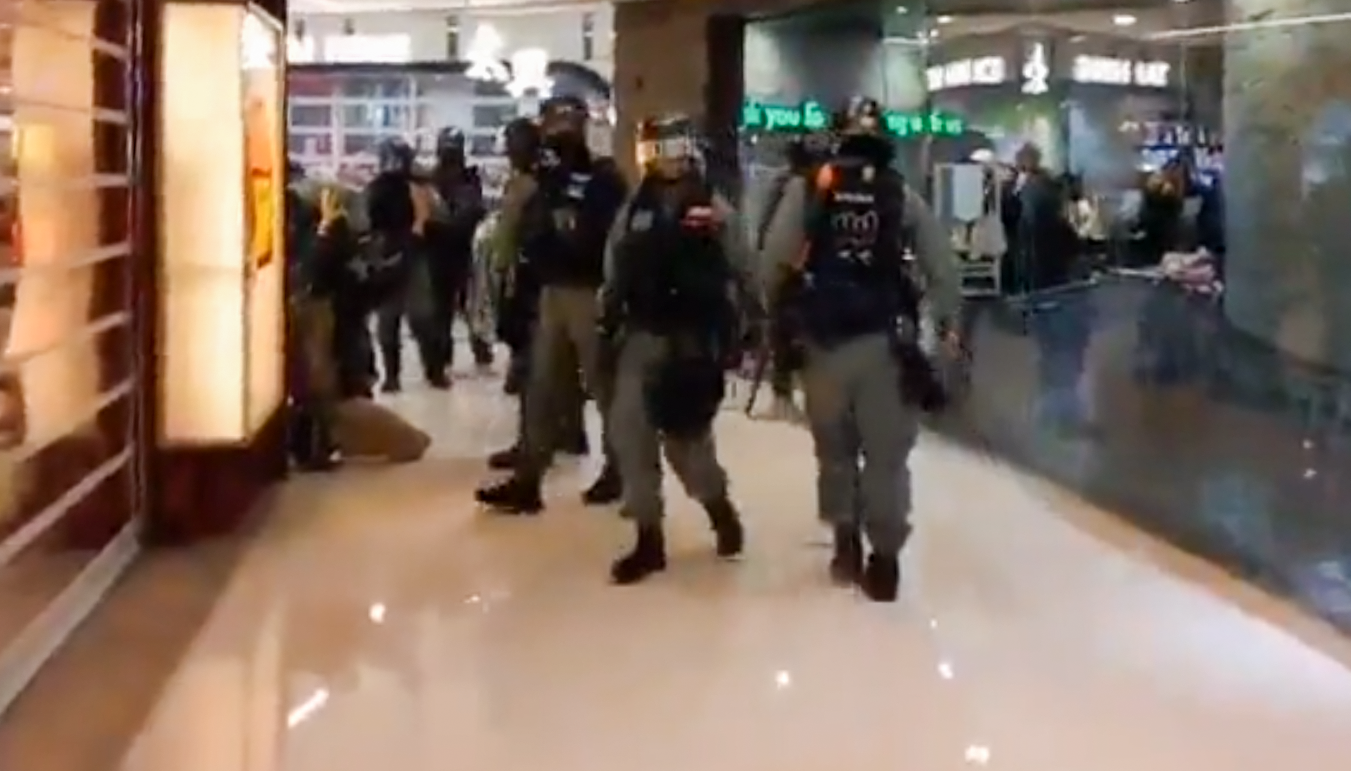
晚上接近8時，大批防暴警察衝入在商場二期，有人被制服並舉起雙手
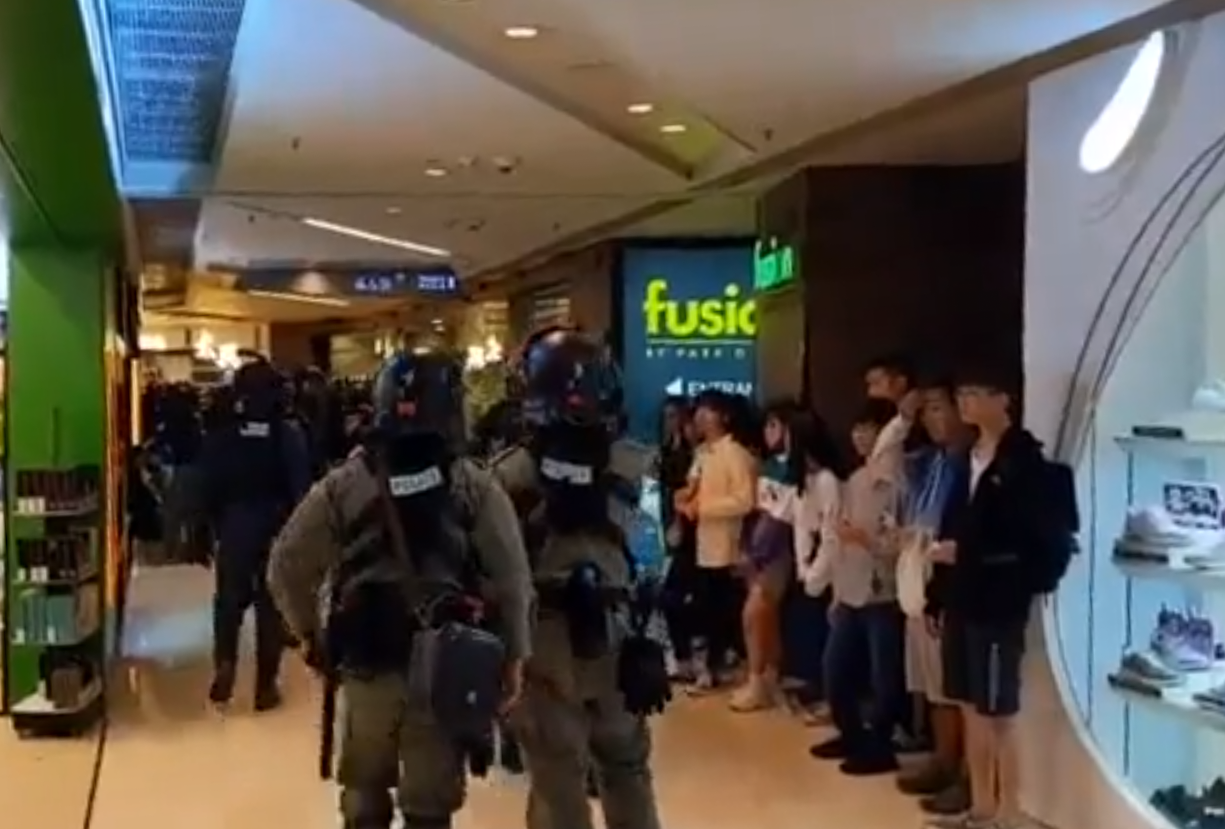
多名年輕人在2樓通道被警員包圍
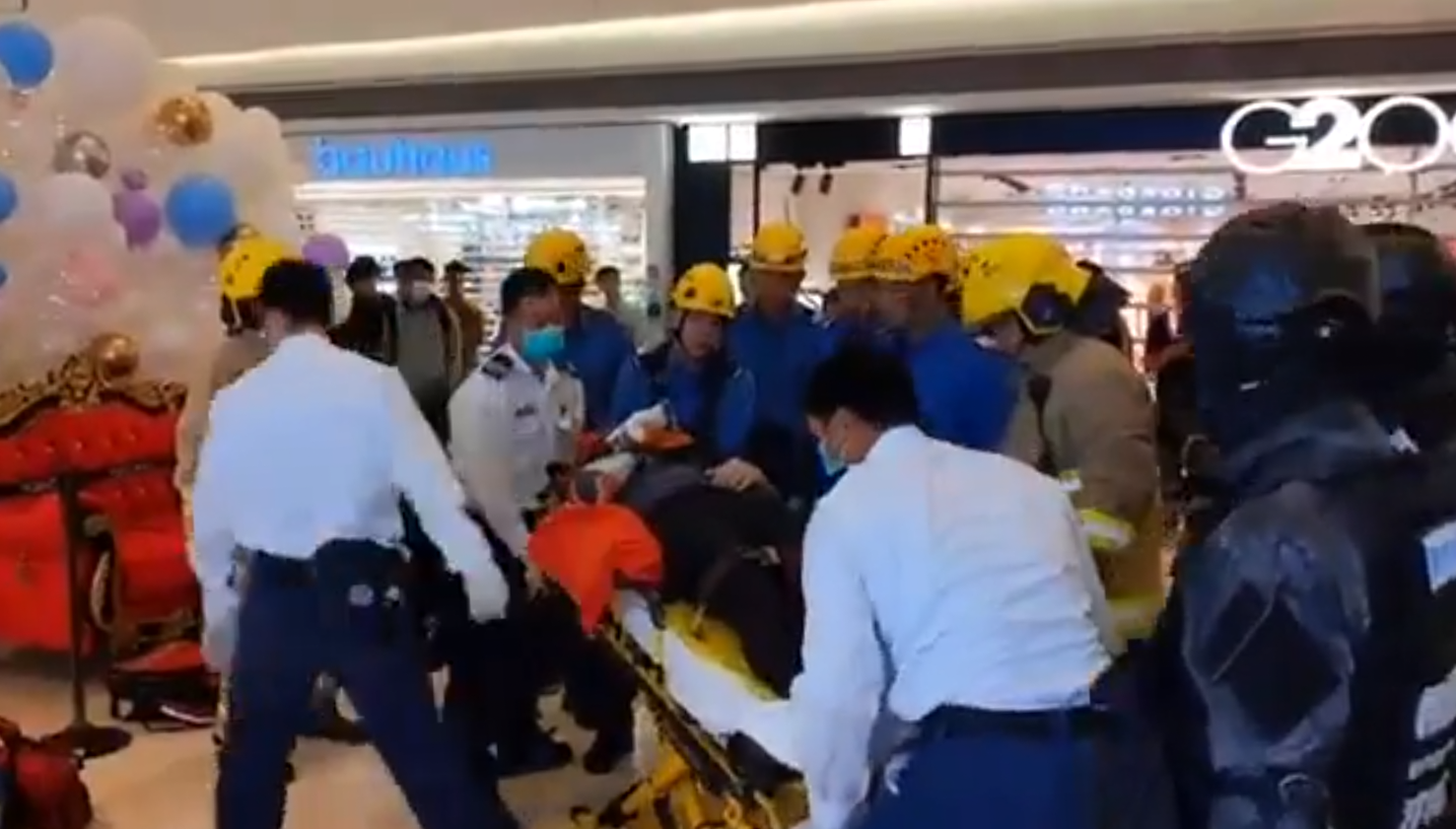
救護員將跌落中庭位置的青年送院治理
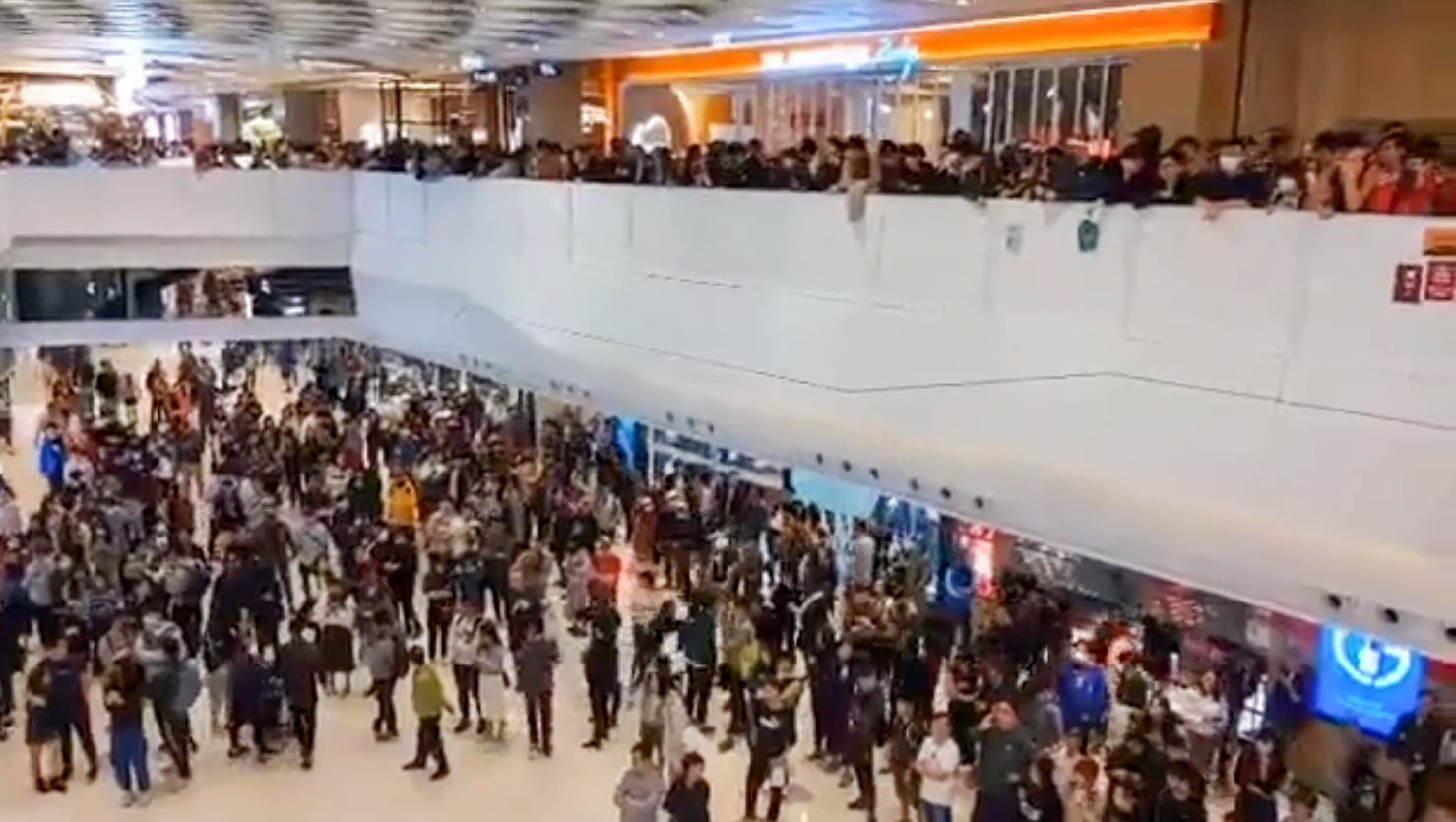
在商場一期聚集的人群
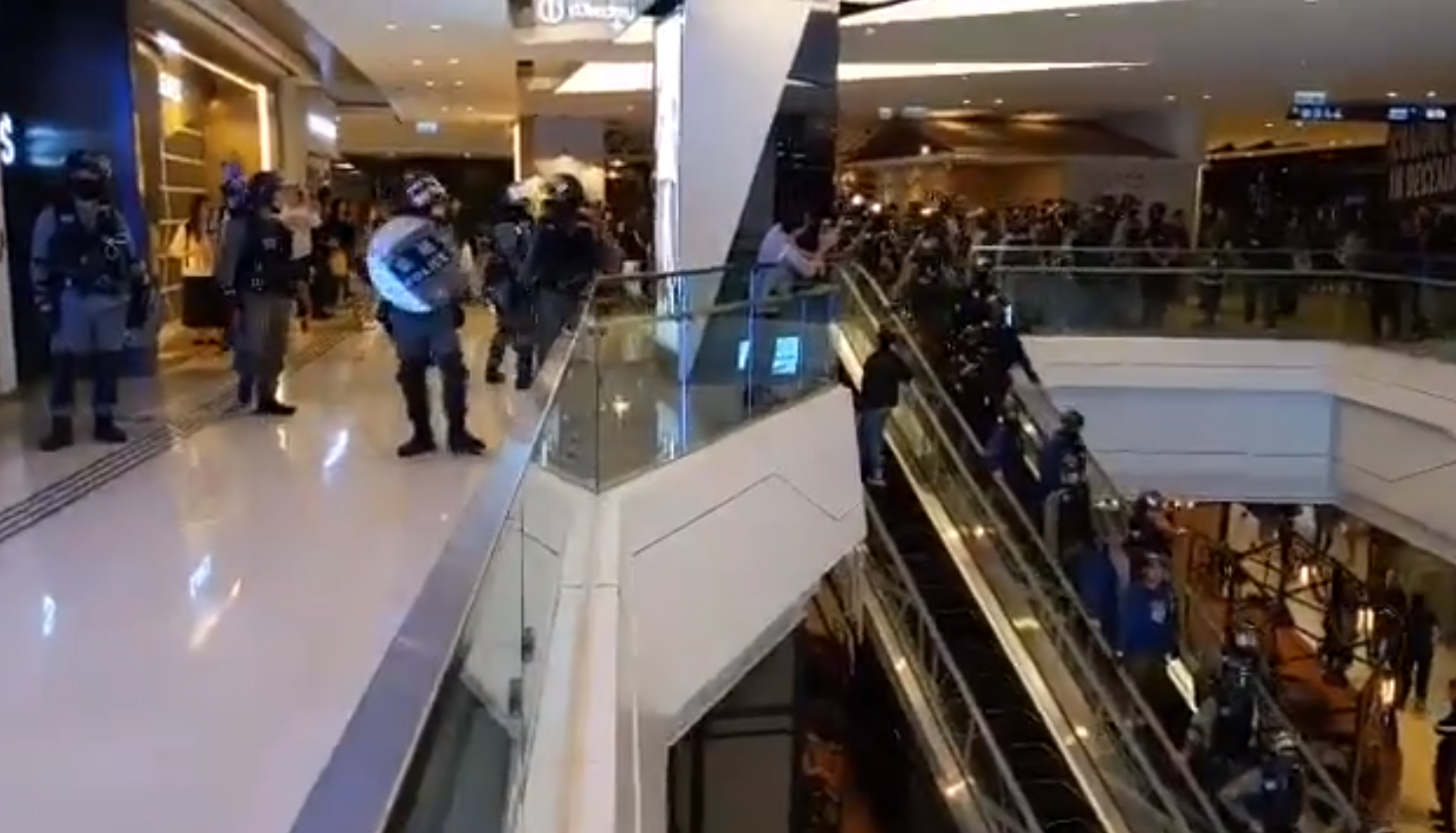
部分警員一度離開商場
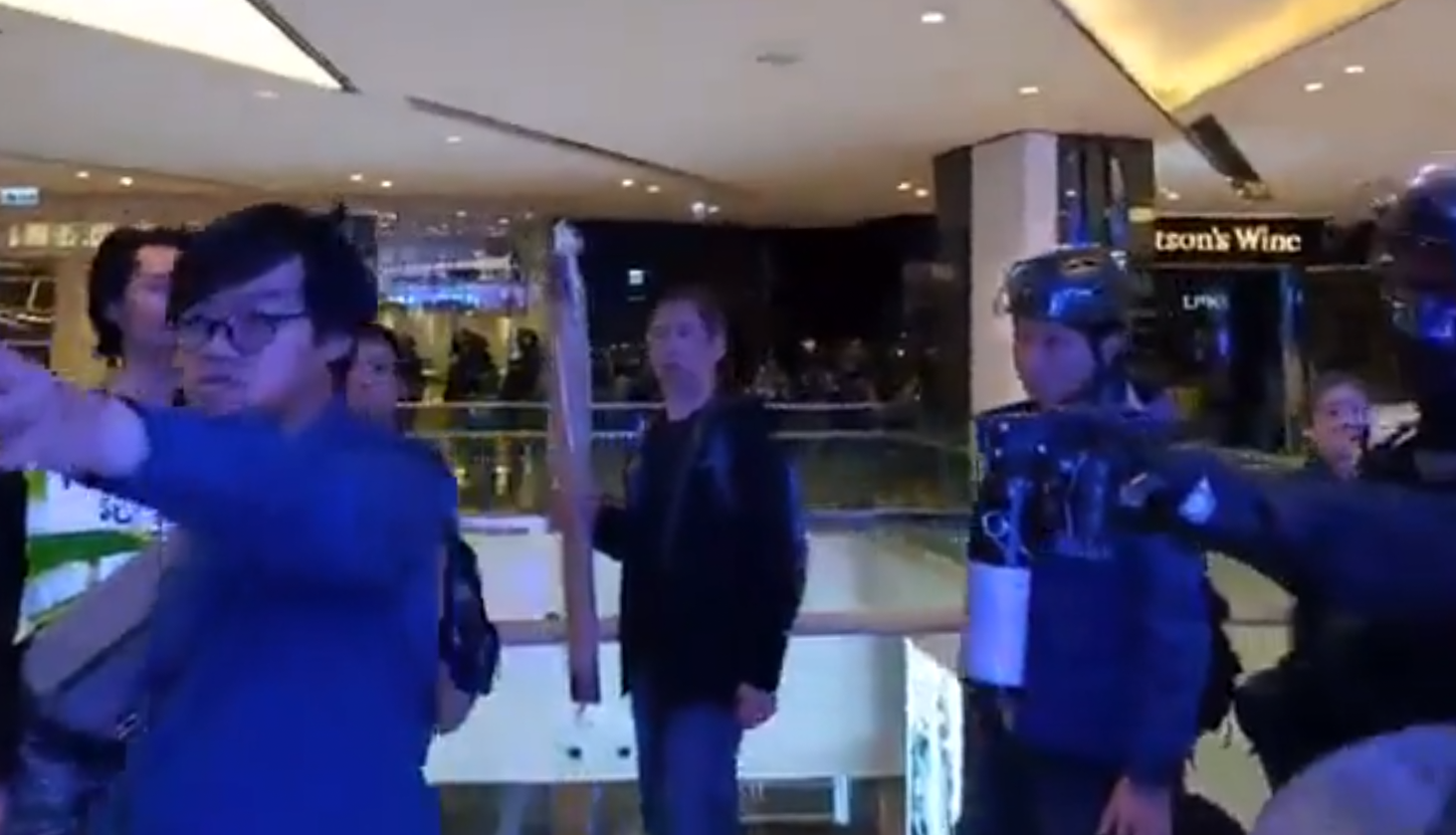
速龍小隊指罵候任區議員張秀賢
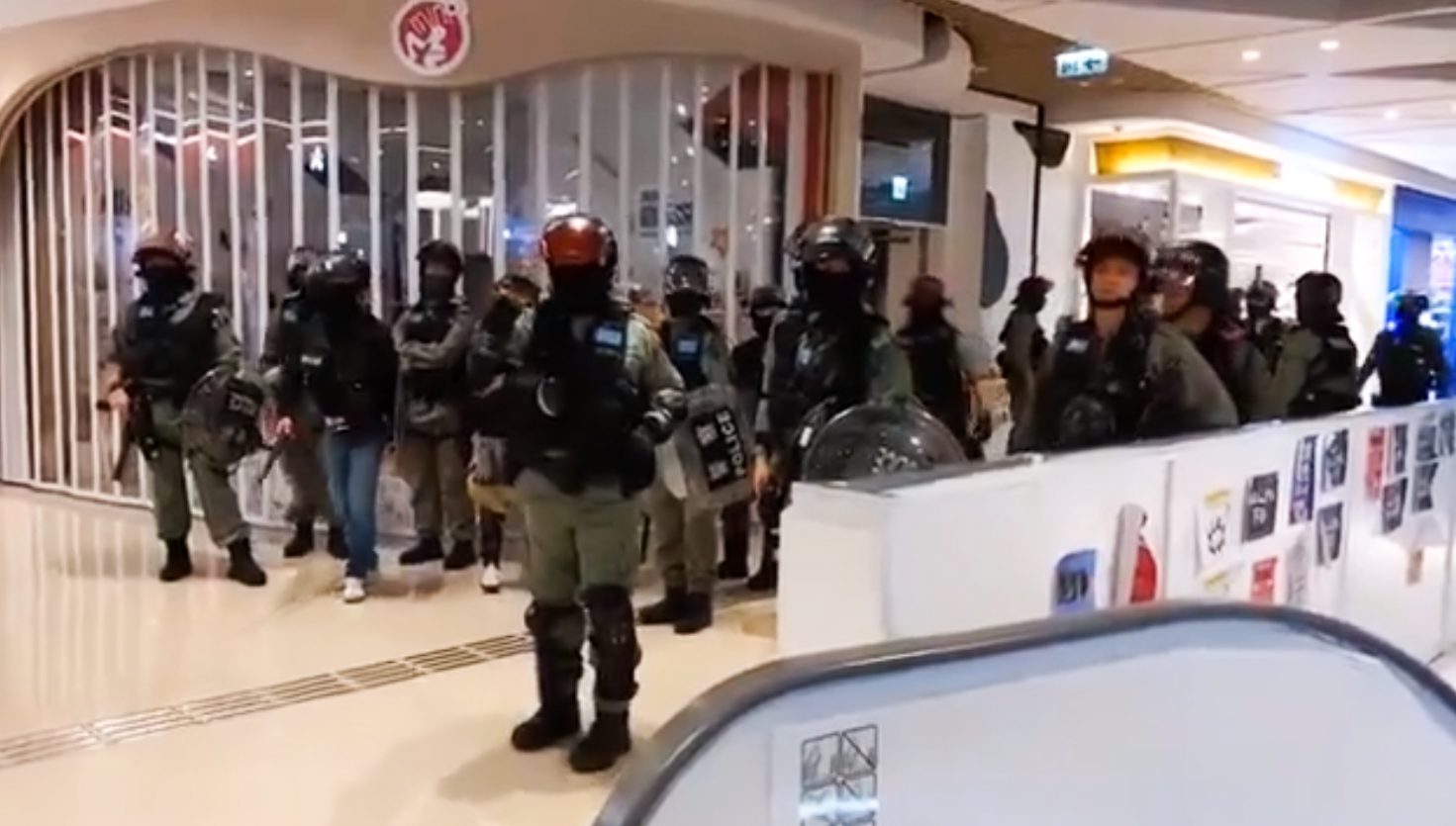
警員在商場2樓設封鎖線

### 端午節和你Shop 警拘14人

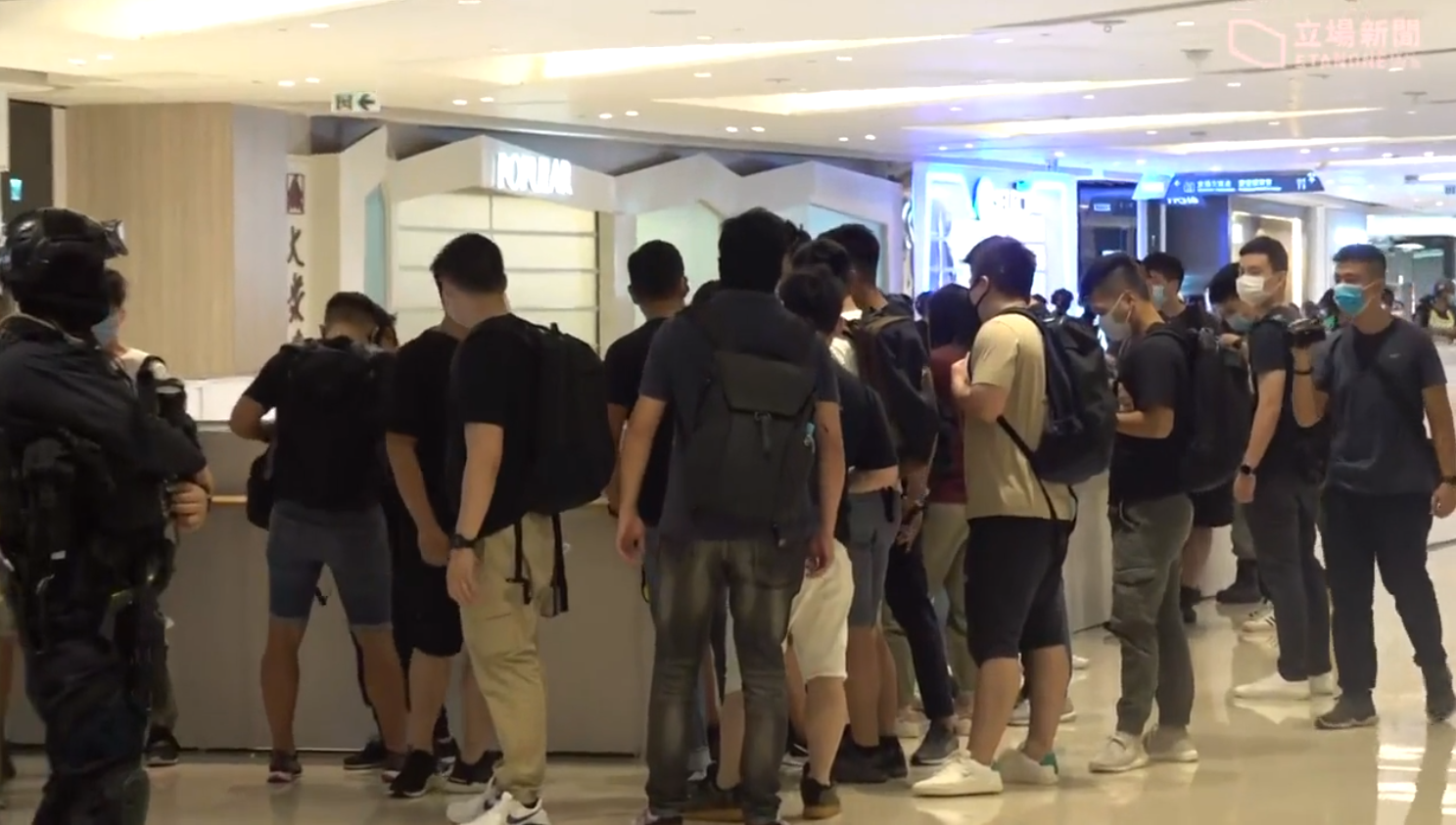
多名便衣警員在商場2樓截停大量市民要求截查，之後被截查人士全部被捕

下午1時許，網民發起在元朗YOHO MALL商場舉行「和你shop」，繼續爭取五大訴求。防暴警五度衝入商場，並對商場內的示威者和本土派區議員噴射胡椒噴劑，有一家三口光顧玩具店玩具反斗城後被便衣和防暴警員以胡椒噴劑指嚇。而便衣警員在商場內突然截停市民，事後全部被帶走。警方於行動中拘捕15人，年齡介乎14至55歲，涉嫌非法集結和普通襲擊，並譴責有示威者滋擾商戶及顧客。其中一名《香城日報》的12歲記者被帶走截查。

### 區議員舉起「警黑勾結」紙牌 防暴警衝入商場

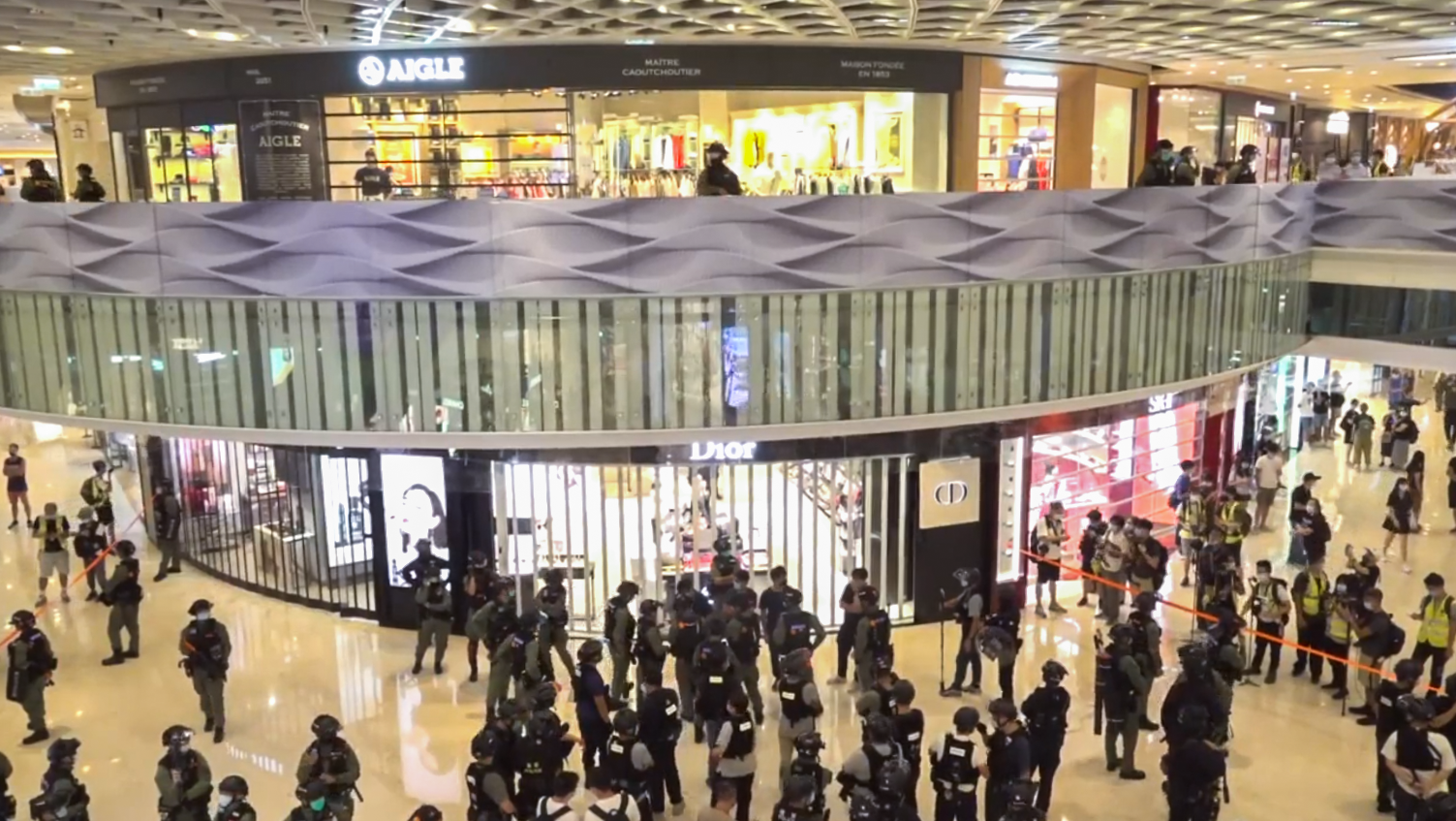
防暴警察封鎖商場部分範圍截查數名區議員

臨近7.21元朗恐襲一周年，多名區議員發起分組遊行，追究7.21真相。七名區議員被票控違反限聚令後，數名區議員轉移到YOHO MALL商場，舉起「警黑勾結」紙牌。不足數分鐘後，大批防暴警察衝入商場截查多名區議員，其中四位天水連線區議員一日內第兩度被票控。而一直在商場內舉起「7.21 唔見人」紙牌默行的朱凱迪、何桂藍亦一度被警方拉入封鎖線截查，其後獲放行。期間周邊的市民抗議警方執法不力，防暴警在中庭舉起舉紫旗警告，指有人違反國安法。其後防暴警衝到一期範圍，並手持胡椒噴霧驅散人群，有三人被壓制在地。到5時15分警員離開商場範圍，沒有人被捕。而「大波Man」石房有在商場出現，有人指他在商場內襲擊記者，大批記者尾隨拍攝。當步行到鳳攸東街時，防暴警到場將石房有帶上警車。

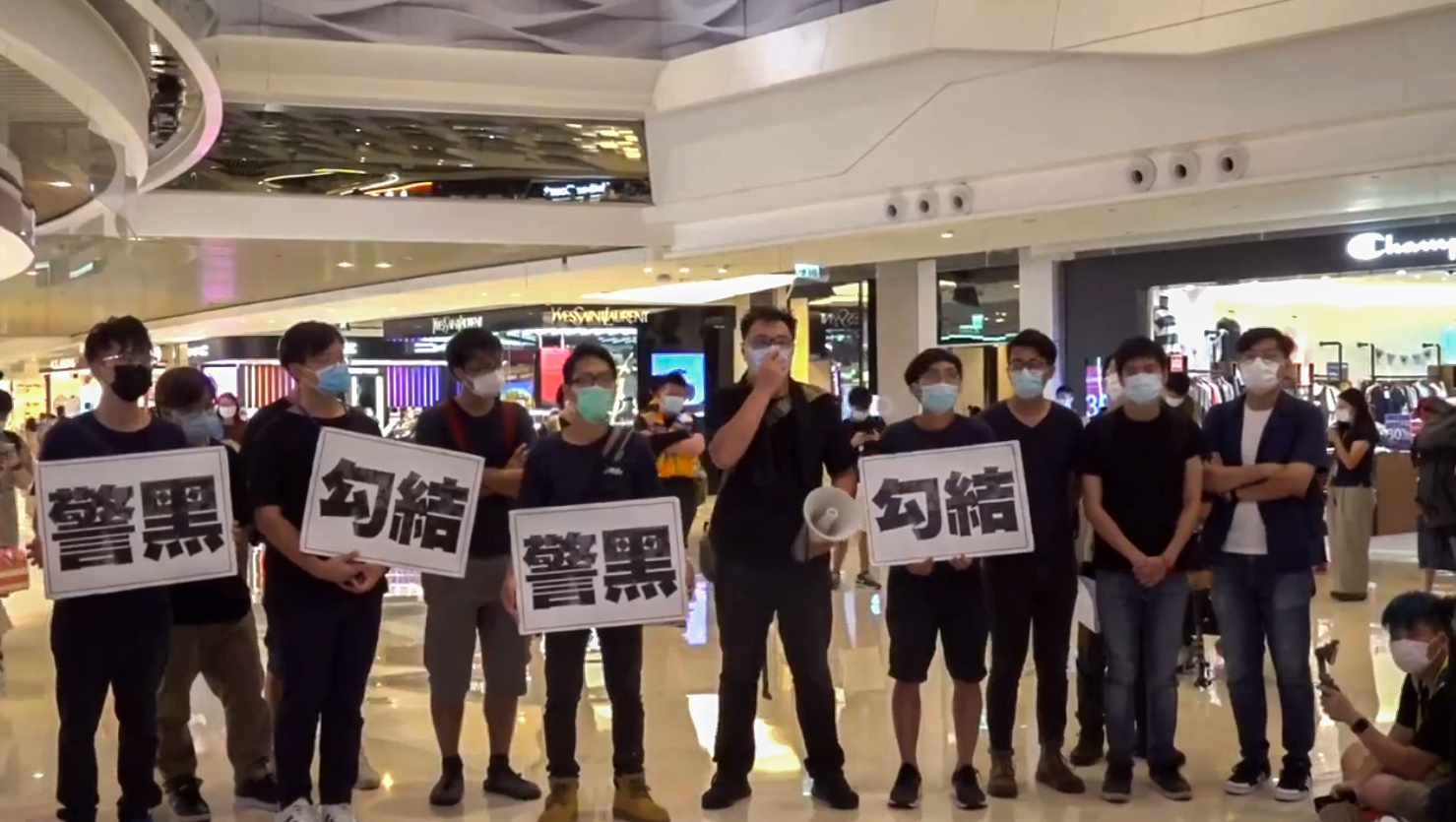
區議員轉移到YOHO MALL商場，舉起「警黑勾結」紙牌
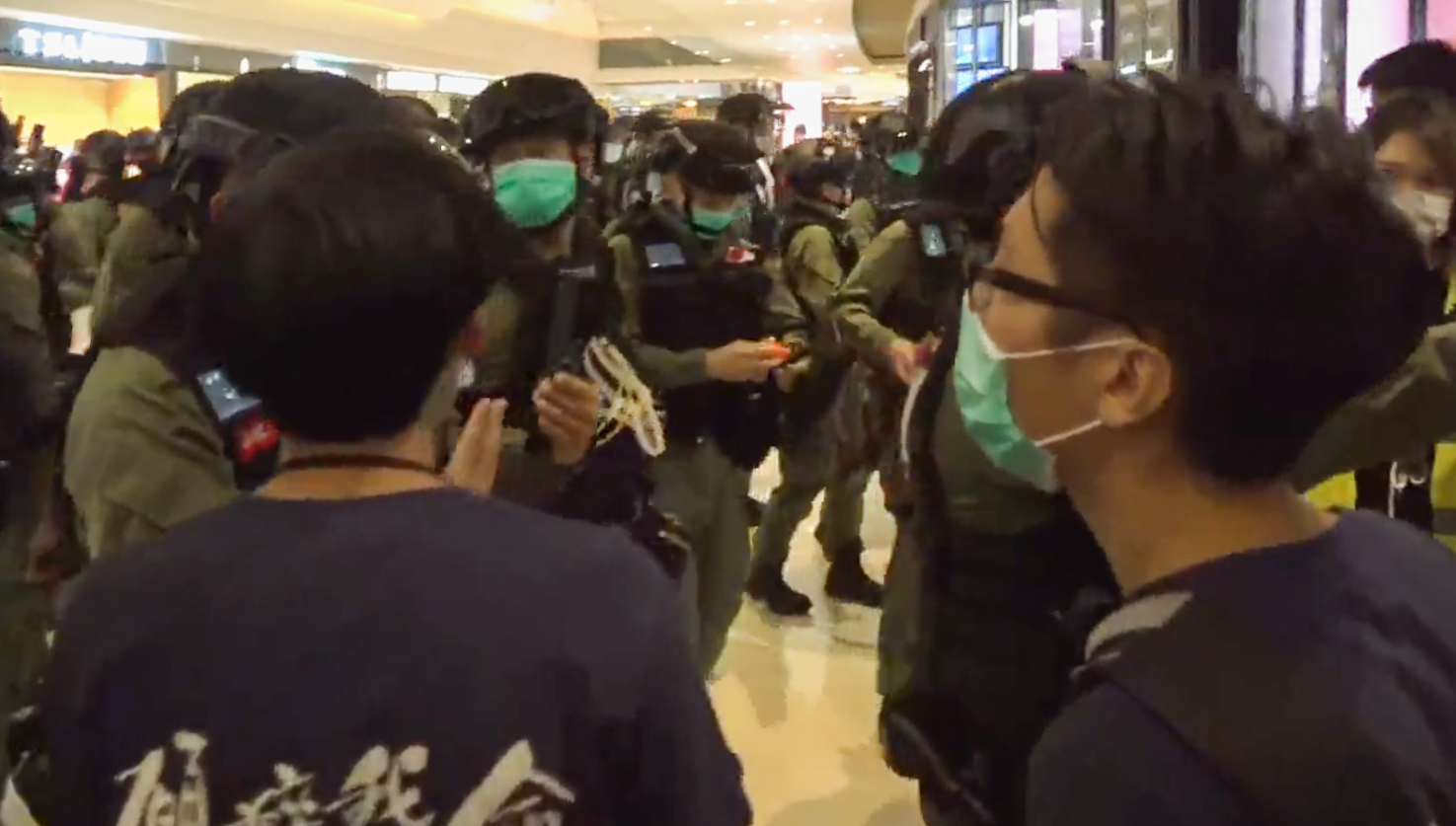
不足數分鐘後，大批防暴警察衝入商場
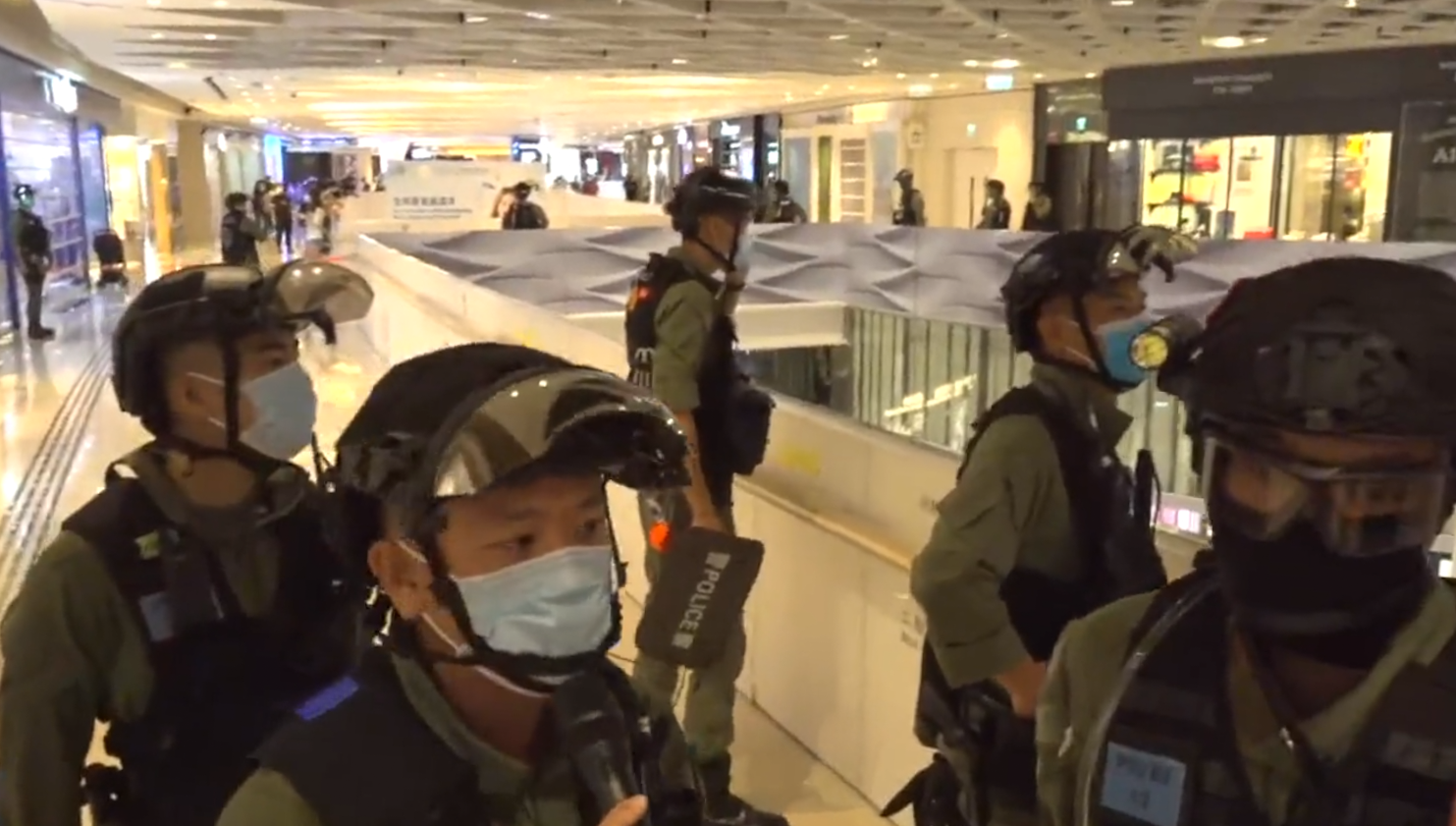
防暴警察封鎖商場2樓
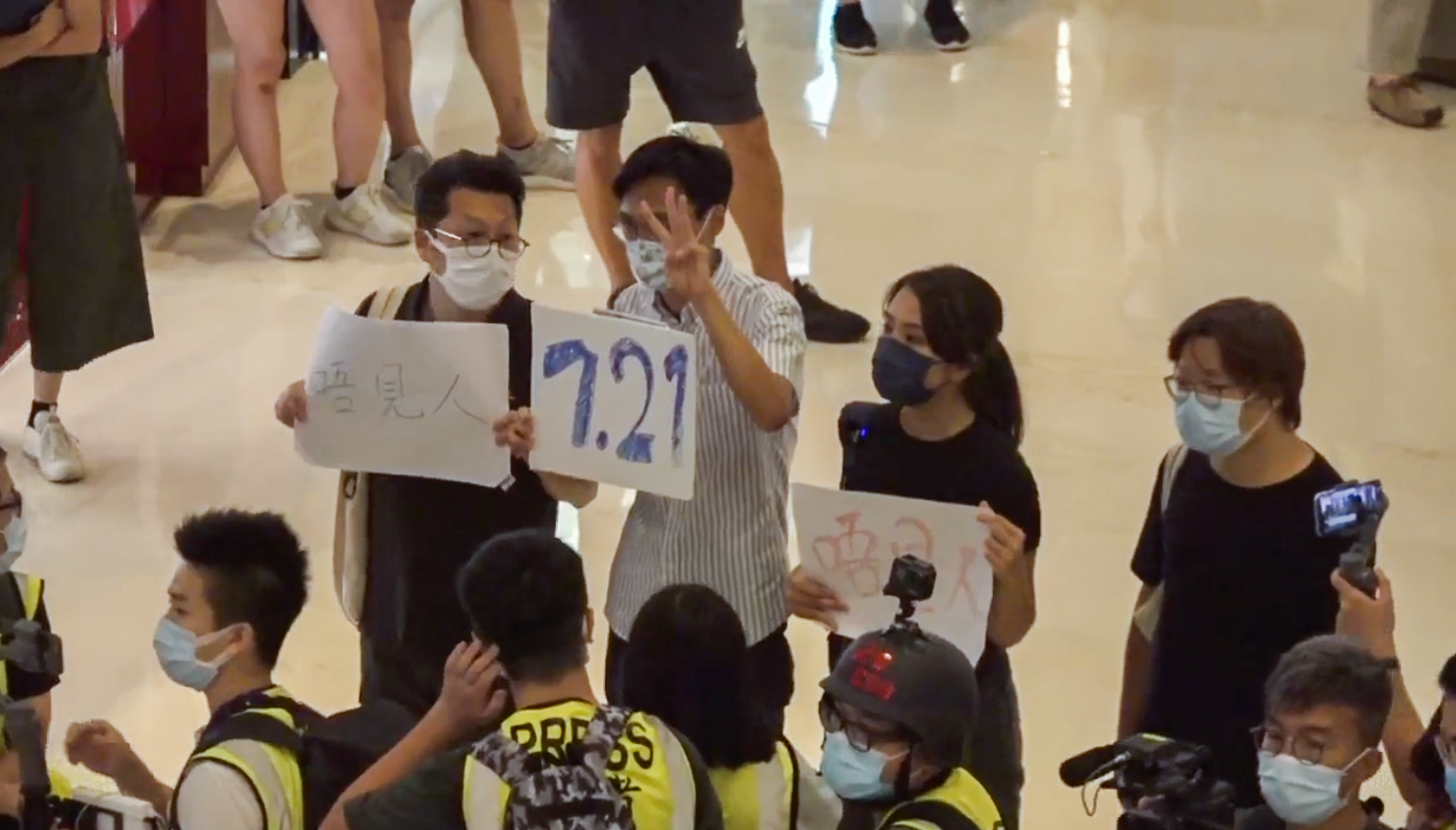
朱凱廸、何桂藍等4人，舉起7.21紙牌
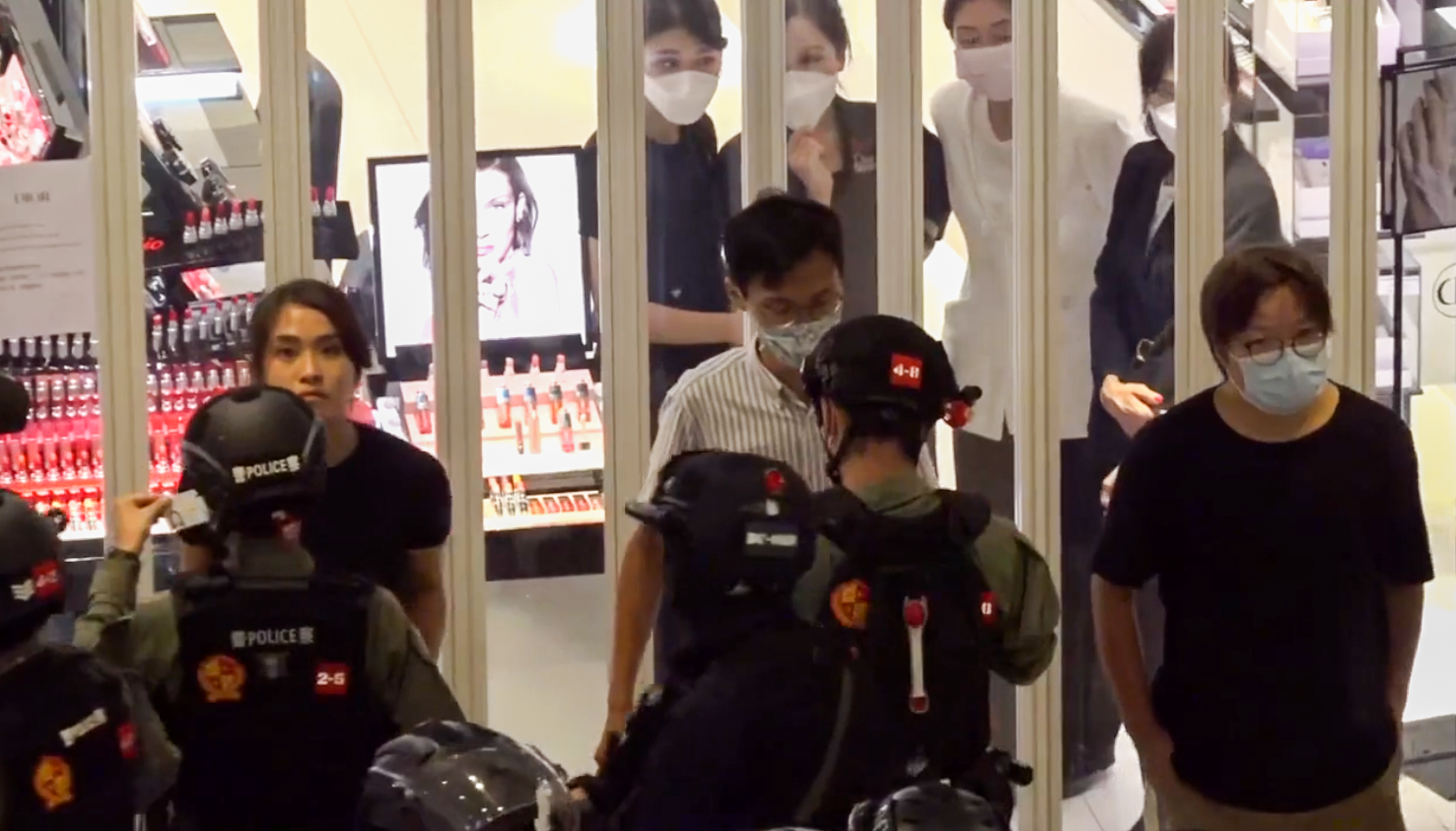
朱凱廸、何桂藍等4人被帶入防線內截查
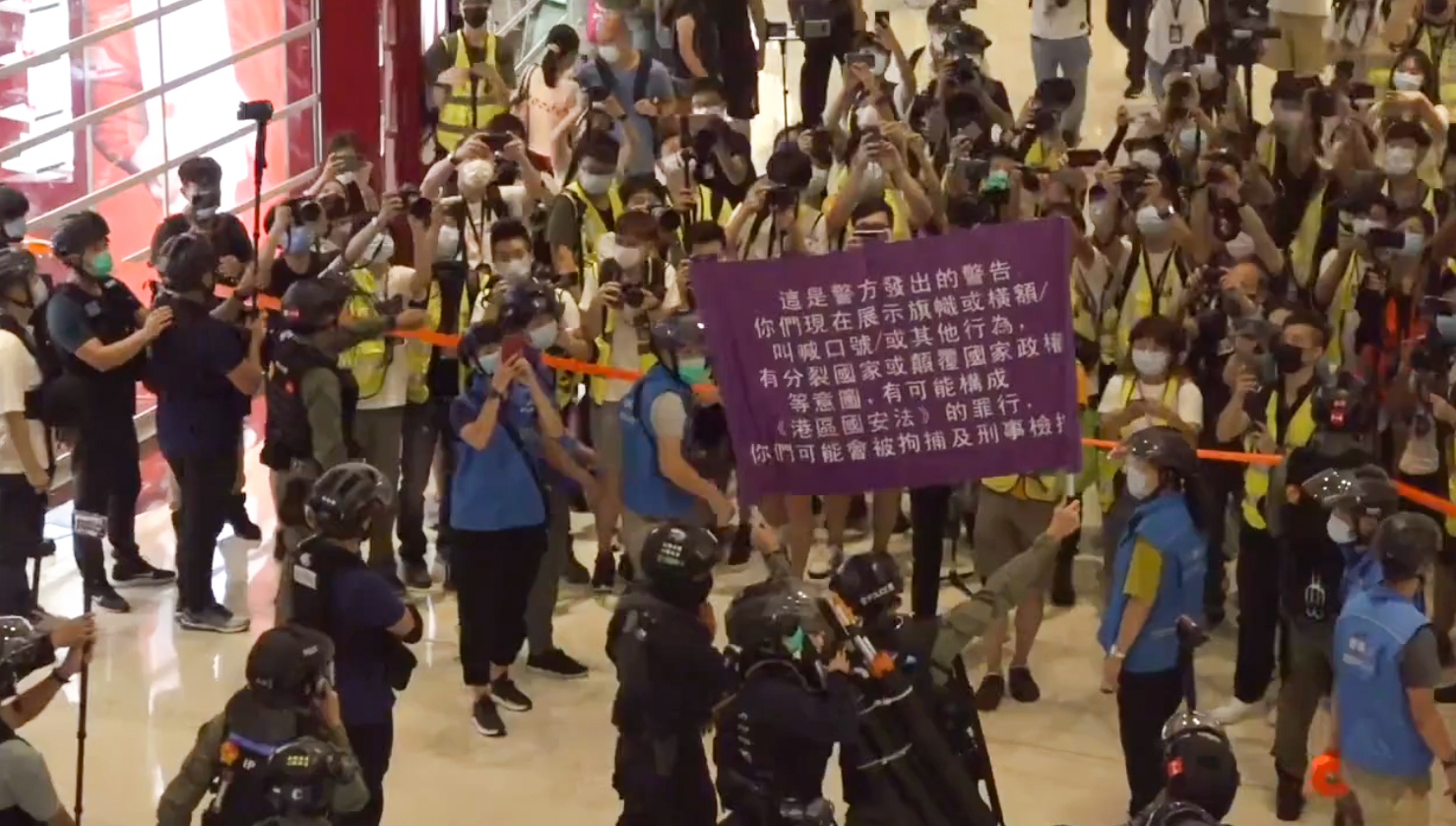
下午5時許，防暴警察在YOHO MALL商場舉起紫旗，警告在場人士有「分裂國家」
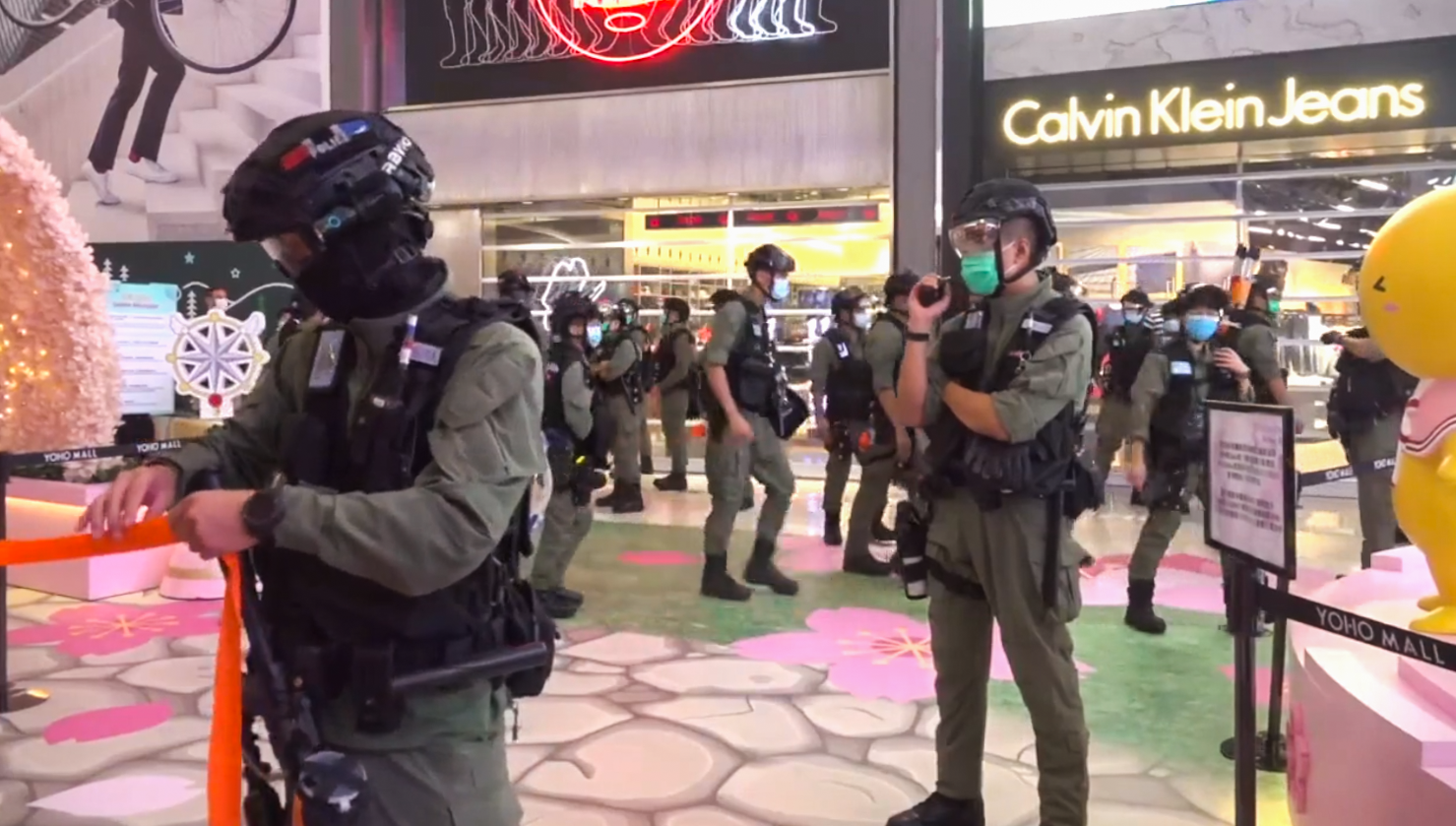
其後防暴警衝到一期範圍
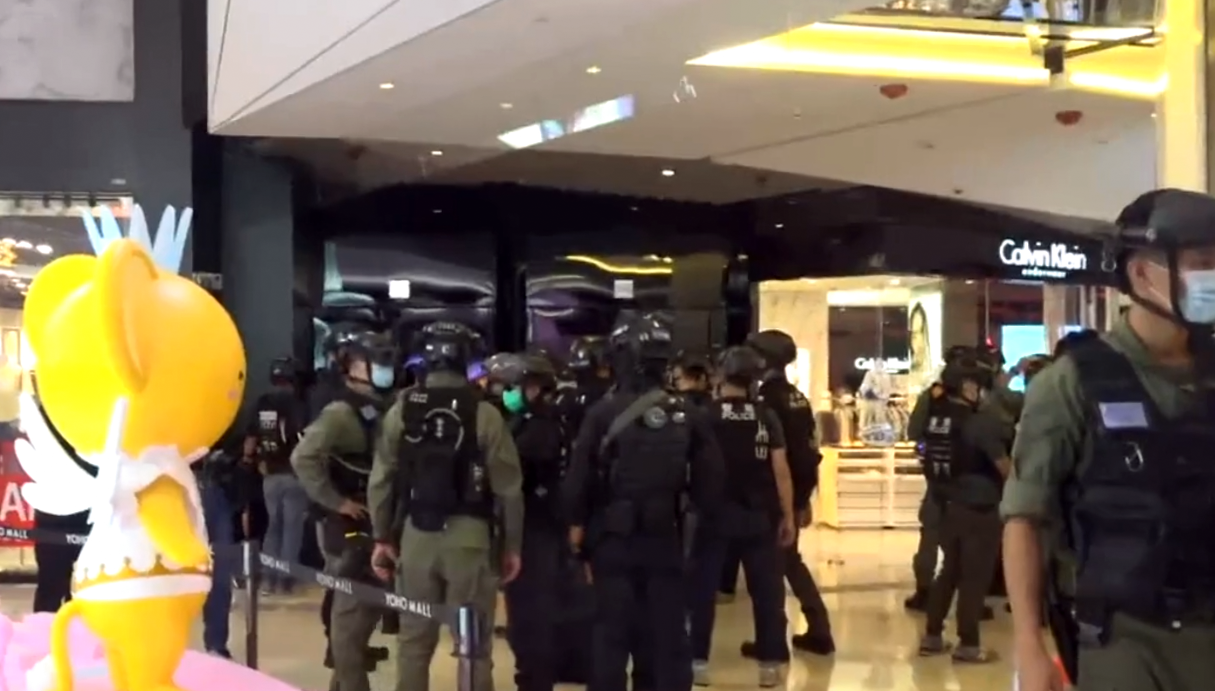
有市民被截查

### 警方舉紫旗包抄商場 至少11人被票控
2020年8月21日晚上8時許，10多名市民在商場中庭逗留，有人高叫「光復香港 時代革命」等口號。約5分鐘後，近100名防暴警突然衝入商場，並舉起違反《港區國安法》的紫旗。警員循多路包抄讓市民無法離開，至少11人收到限聚令告票。有收到告票的市民表示只是自己一個人行街，認為十分無辜。另一個收到告票的小姐表示，她和男友在商場逛街期間突然被警員包圍，並將附近的人拉在一起。她批評警方執法不公，無理票控市民，表明不會繳交罰款。

## YOHO MIX，YOHO Plus
新地在2016年投得屯馬綫元朗站上蓋項目，將項目的107,000平方呎商業樓面納入YOHO MALL形點範圍。2021年8月，新鴻基公佈商場將命名為YOHO MIX元點設樓高3層（分別為G、M及L1）多數商舖設於L1層，佔地約10.66萬平方呎商場。L1設天橋連接形點 II（新元朗中心）和元朗站。（商場已於2024年6月1號開幕）   而其上蓋住宅項目將命名為The YOHO Hub。（工程已完成商場已開放）
•YOHO MIX詳細請看YOHO MIX
2017年5月，新地公布將同區鳳翔路的交通廣場納入YOHO MALL之列，計劃興建行人天橋接駁YOHO MIX及交通廣場。2024年1月，該部分命名為加點YOHO PLUS。（商場已於2024年6月1日開幕）

## 外部連結
- YOHO MALL形點官方網站（页面存档备份，存于）
- YOHO MALL 形點的Facebook專頁
- YOHO MALL 形點的新浪微博
- YOHO MALL 形點的Instagram帳戶